# Costa Brava
La Costa Brava és la costa de les Comarques Gironines. Comença a la roca de Sa Palomera (Blanes) i acaba a la frontera amb França, al municipi de Portbou. La seva longitud és de més de 200 km i inclou el litoral de tres comarques: el Baix Empordà, l'Alt Empordà i la Selva. Limita al nord amb la Costa Vermella rossellonesa, que n'és la continuació geogràfica; i al sud, amb la Costa del Maresme.
Gràcies a la seva geomorfologia, molts dels espais del paisatge original encara romanen relativament poc contaminats per la pressió urbanística i d'una certa especulació immobiliària, per tal com el terreny força accidentat hi dificulta la construcció. Ans al contrari, els gratacels i hotels massius d'una arquitectura funcionalista poc inspirada dels anys seixanta i setanta del segle passat —i més enllà— van robar a les platges i les parts més planes de la costa molt del seu encant "brau" aficionat per tants artistes.

## Topònim

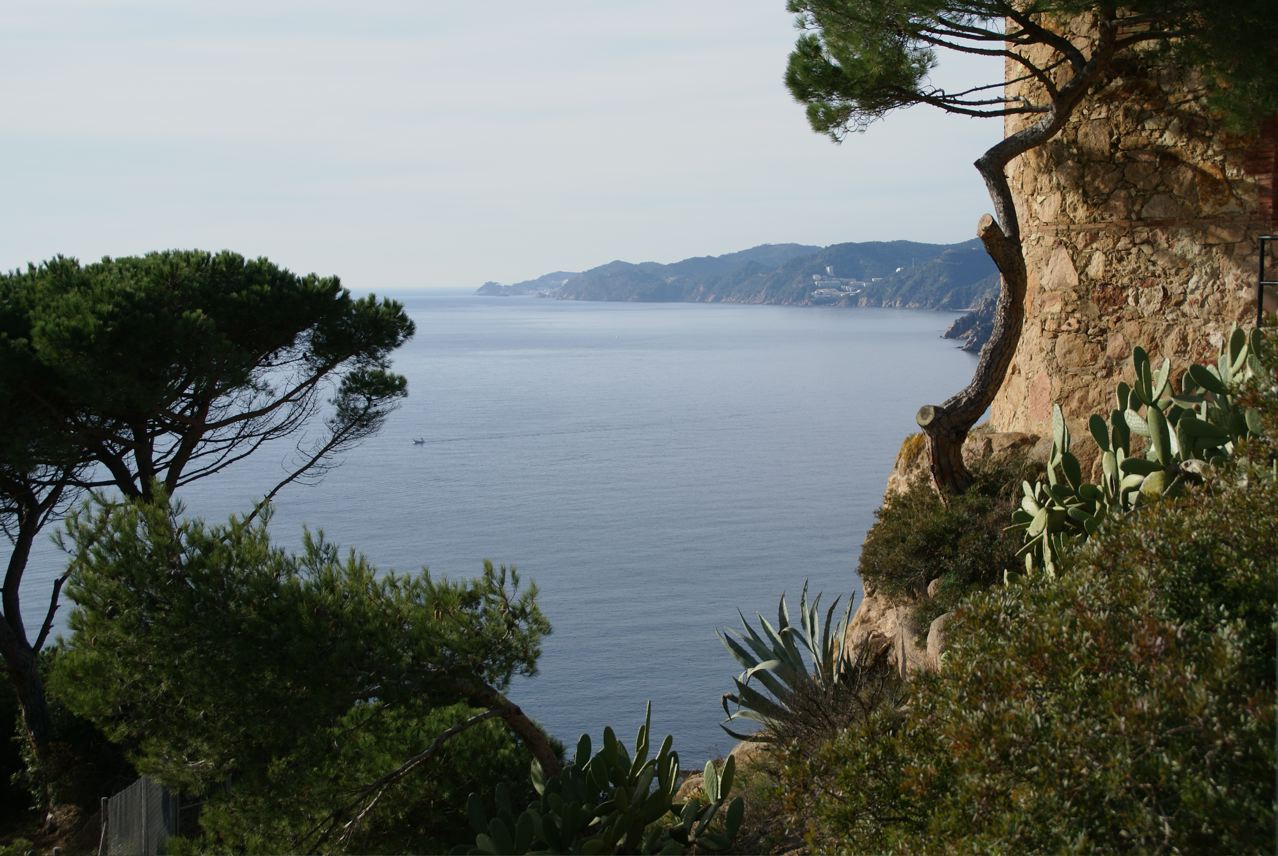
La costa vista des del monument a Sant Elm

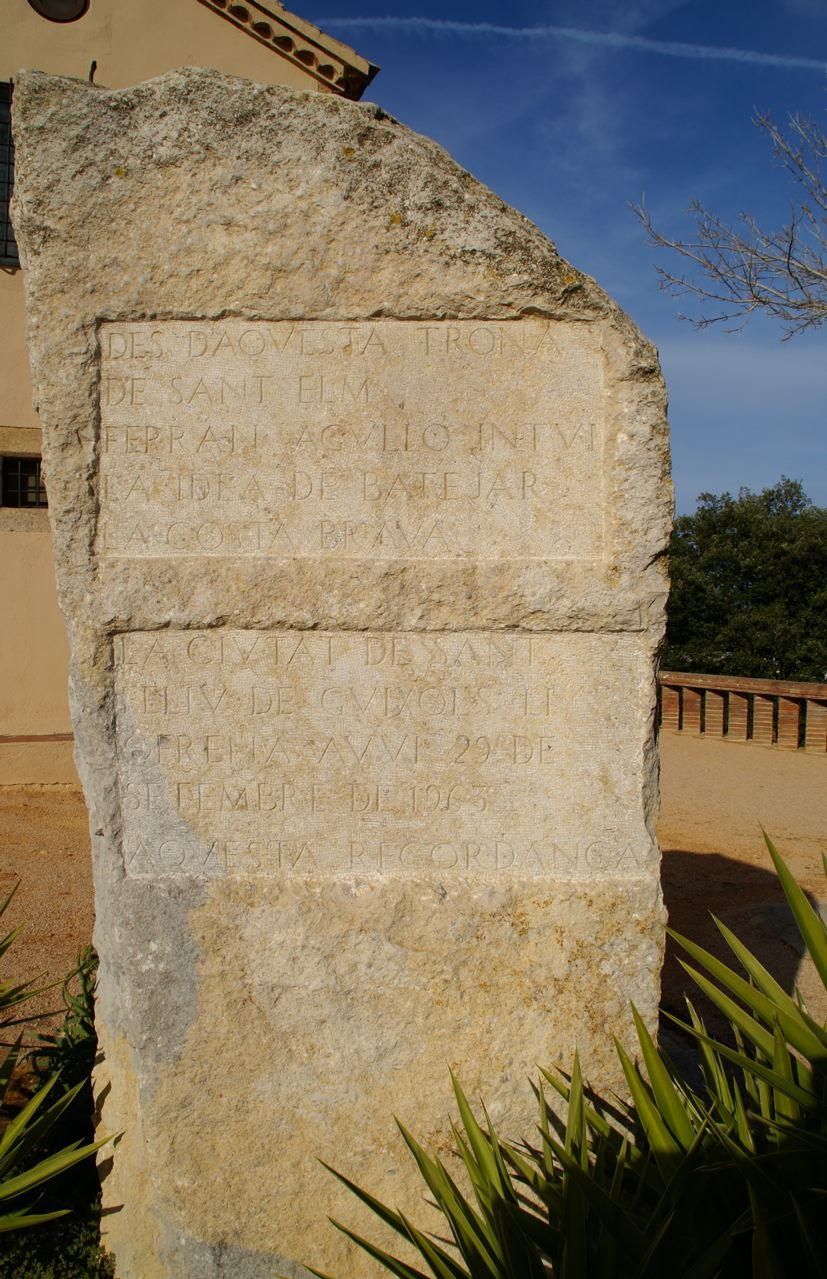
Pedra de recordança a l'Ermitatge de Sant Elm amb el text:
«Des d'aquesta trona
de Sant-Elm
Ferran Agulló intuí
la idea de batejar
la Costa Brava»

«Costa Brava» és, des de temps immemorial, una locució pròpia de gent de mar. En els medis mariners es deia i es diu "costa brava" de tota costa abrupta i rocosa, de característiques anàlogues a la costa de Mallorca a la gironina. El nom potser no té arrel popular; però és d'origen mariner que, a la costa catalana i en el segle xix, és una forma d'arrel popular.
El terme Costa Brava fou publicat inicialment al diari La Veu de Catalunya el 12 de setembre de 1908, pel poeta i escriptor Ferran Agulló; i feia al·lusió a les cales i els pobles del Mediterrani situats en el litoral que va des de la desembocadura del riu Tordera, a Blanes, fins a Portbou, a la frontera amb França.
L'any següent va tenir lloc la primera excursió marítima formal a la Costa Brava amb l'arquitecte Josep Puig i Cadafalch, i el mateix Agulló. El 1913 es va publicar la primera guia del fotògraf escalenc Josep Esquirol titulada Guía ilustrada de las ruinas de Ampurias y costa brava catalana. El 1922 el Centre Excursionista de Catalunya va publicar una guia anomenada La Costa Brava. El 15 de juny de 1925 va veure la llum la primera guia literària, sota el títol d'Àlbum-guia La Costa Brava, impulsada per l'Ateneu Empordanès de Barcelona, i en la qual hi van participar autors com Josep Maria de Sagarra i Carles Rahola.
La popular denominació «Costa Brava» assignada al litoral gironí fou adoptada internacionalment en els anys de màxima esplendor del fenomen turístic, ja present en la publicitat de 1949, i es va oficialitzar l'any 1965.
Però l'origen del nom és reculat i controvertit, atès que hi ha diverses versions no coincidents per determinar on hom batejà la Costa Brava, si a Blanes, a Sant Feliu de Guíxols o bé a Begur, ja que el baptisme oral sembla que s'havia produït unes setmanes abans, de boca del mateix Agulló, durant un menjar que congregà diversos personatges notables de la política catalana com Cambó, Puig i Cadafalch i Durán i Ventosa.
Una versió apunta que la inspiració li arribà a Ferran Agulló a dalt del turó de l'ermita de Sant Elm, a Sant Feliu de Guíxols, i hom dona com a fites limítrofes el castellar guixolenc i la població de Tossa de Mar. El 29 de setembre 1963, al promontori de l'Ermitatge de Sant Elm a Sant Feliu de Guíxols l'Ajuntament ofrenà un monument al mateix lloc on Ferran Agulló hauria tingut la intuïció de batejar la costa. Així, al mirador de Sant Elm de Sant Feliu s'hi alça un monòlit que diu: «Des d'aquesta trona de Sant Elm, Ferran Agulló intuí la idea de batejar la Costa Brava. La ciutat de Sant Feliu de Guíxols li ofrena avui, 29 de setembre de 1963, aquesta recordança.»
D'altra banda, al llarg del temps s'han conegut diferents versions, això sí, sempre amb Ferran Agulló com a protagonista. Hom ha comentat, tanmateix, que Agulló batejava la Costa Brava l'any 1908, i que en aquella originària ocasió no fixava cap limitació geogràfica, és a dir, la situava just en el context de la costa gironina: des del cap de Creus, continuant pel Port de la Selva, fins a Banyuls. Tot i això, en la seva carta oberta a Lluís Duran i Ventosa, publicada a la Veu de Catalunya el 12 de setembre de 1908, hi escrigué, textualment: "Era dalt d'un espadat feréstec, que baixa al mar, en terratrèmol de roques, per atzavares verdes i fonolls d'or. En son cim unes ruïnes d'un antic convent li donen to llegendari; a llevant, una esplèndida decoració de caps i roques, puntes i freus, penyalars i cales, fins a les fantàstiques muntanyes de Tossa, esborrallades de boscúries, corprenen l'entusiasta admirador de la nostra Costa; a garbí la plàcida corba de les platges de Blanes i s'Abanell, fins a la punta de la Tordera, separades per un illot rocós que un istme ha ajuntat a la terra, reposa la mirada i l'enteniment, eixelebrats per l'espectacle de la costa brava; per la banda de terra, en grandiós amfiteatre, les serres de Pineda, Orsavinyà, Palafolls, el Montnegre, i més enllà el Montseny, prenen tots els colors de l'arc de sant Martí: són verdes, violades, blaves, grogues, i després van esvaint-se; esvaint-se, en l'ombra de la nit, com si es fonguessin", fet que situaria l'origen d'aquest nom a l'antic convent de caputxins de Blanes.
L'escriptor Josep Pla discrepava d'aquestes versions i n'apuntà una altra: Ferran Agulló hauria anomenat per primera vegada «Costa Brava» el litoral gironí des del menjador d'El Paradís, que era la casa que tenia Bonaventura Sabater a la platja de Fornells, a Begur, i hauria estat en el transcurs d'un brindis electoral al qual assistia el prohom de la Lliga Francesc Cambó. De fet, Joan Ventosa i Calvell, en una carta adreçada el 1956 al lloretenc Esteve Fàbregas, i que aquest publicaria en el seu llibre "Vint anys de turisme a la Costa Brava", no podia recordar amb exactitud, cinquanta anys després, de la gestació precisa de la idea: «De totes maneres, crec que es pot afirmar sense desfigurar els fets que la denominació de Costa Brava, aplicada a la costa catalana que va des del Tordera fins a França, va sortir de la nostra colla, formada per en Cambó, en Duran (i Ventosa), l'Agulló, en Puig i Cadafalch, en Llussà, en Pere Rahola, per mí i per alguns altres. Sense que ho pugui afirmar de manera rotunda, crec que realment, en una de les nostres excursions, trobant-nos a Begur, a la finca denominada Paradís que en la platja de Fornells tenia el nostre amic Ventura Sabater, va tenir lloc la conversa en la qual es va batejar amb el nom de Costa Brava.
Joaquim Ciuró, des de les pàgines de la revista de Tossa de Mar Turissa, l'any 1966, corrobora la tesi de Pla, i li fa costat el poeta castellà Lope Mateo, autor d'un article publicat a La Vanguardia intitulat «Un bautizo geográfico.»
Lluís Anglès escriu, el 29 de desembre de 1956, en una Carta al Director de Destino que Agulló, en preguntar-li ell mateix d'on havia tret la denominació "Costa Brava", va confessar que no recordava: "Possiblement —va dir— l'havia llegit en alguna banda i em ballava pel cervell; potser em va ajudar a suggerir-me-la la similitud fonètica de la traducció catalana de la Côte d'Azur..."
En oposició a aquesta teoria, Joaquim Pla i Cargol, en la seva obra editada a Girona l'any 1960, Biografías gerundenses, escriu: «Dícese que Agulló dió el nombre de Costa Brava al litoral de la provincia gerundense al contemplar des de l'ermita de Sant Telm, en Sant Feliu de Guíxols, el sector de la costa escarpada des de Guíxols a Tossa.»

## Galeria d'imatges

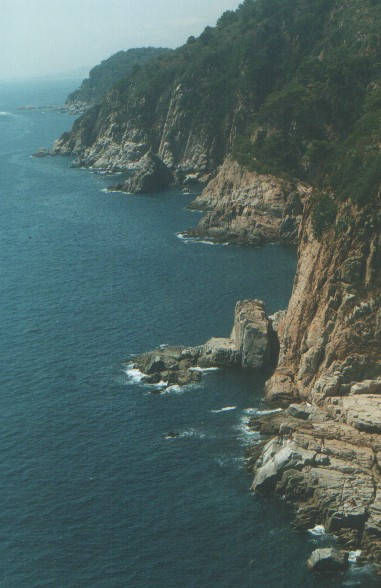
Alguns dels penya-segats de la Costa Brava situats a Tossa de Mar
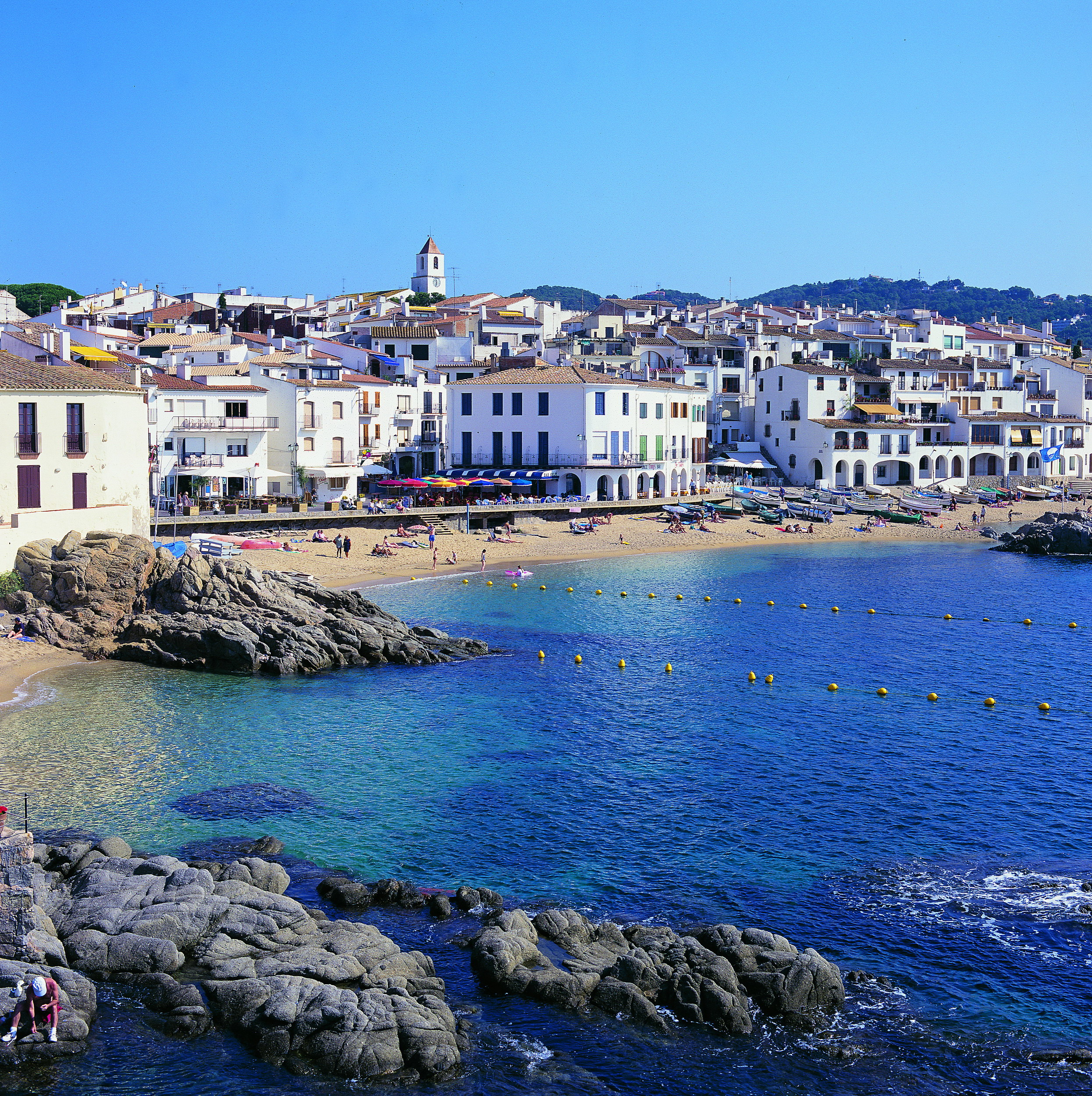
Calella de Palafrugell
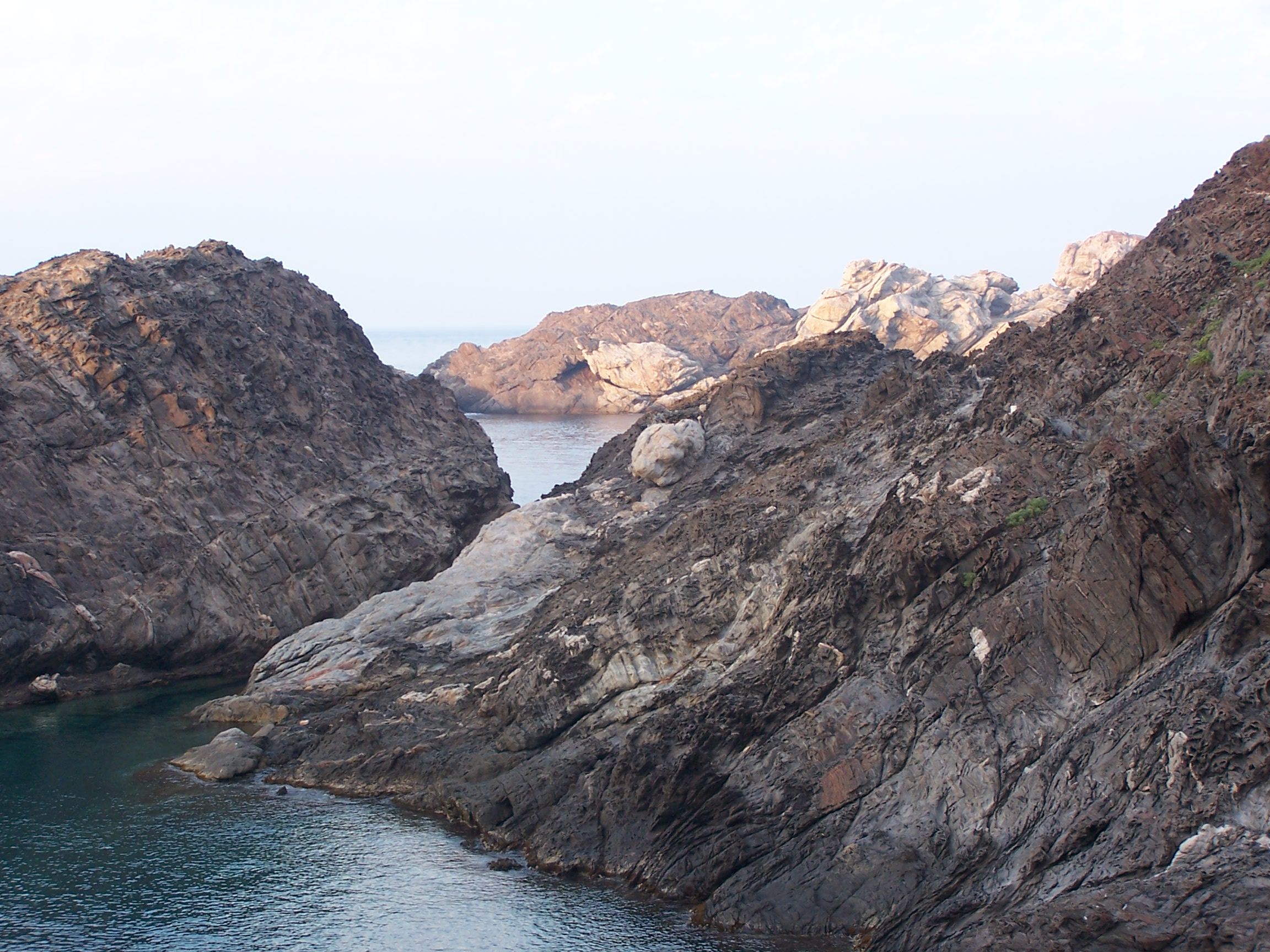
Cap de Creus (part de Cadaqués)
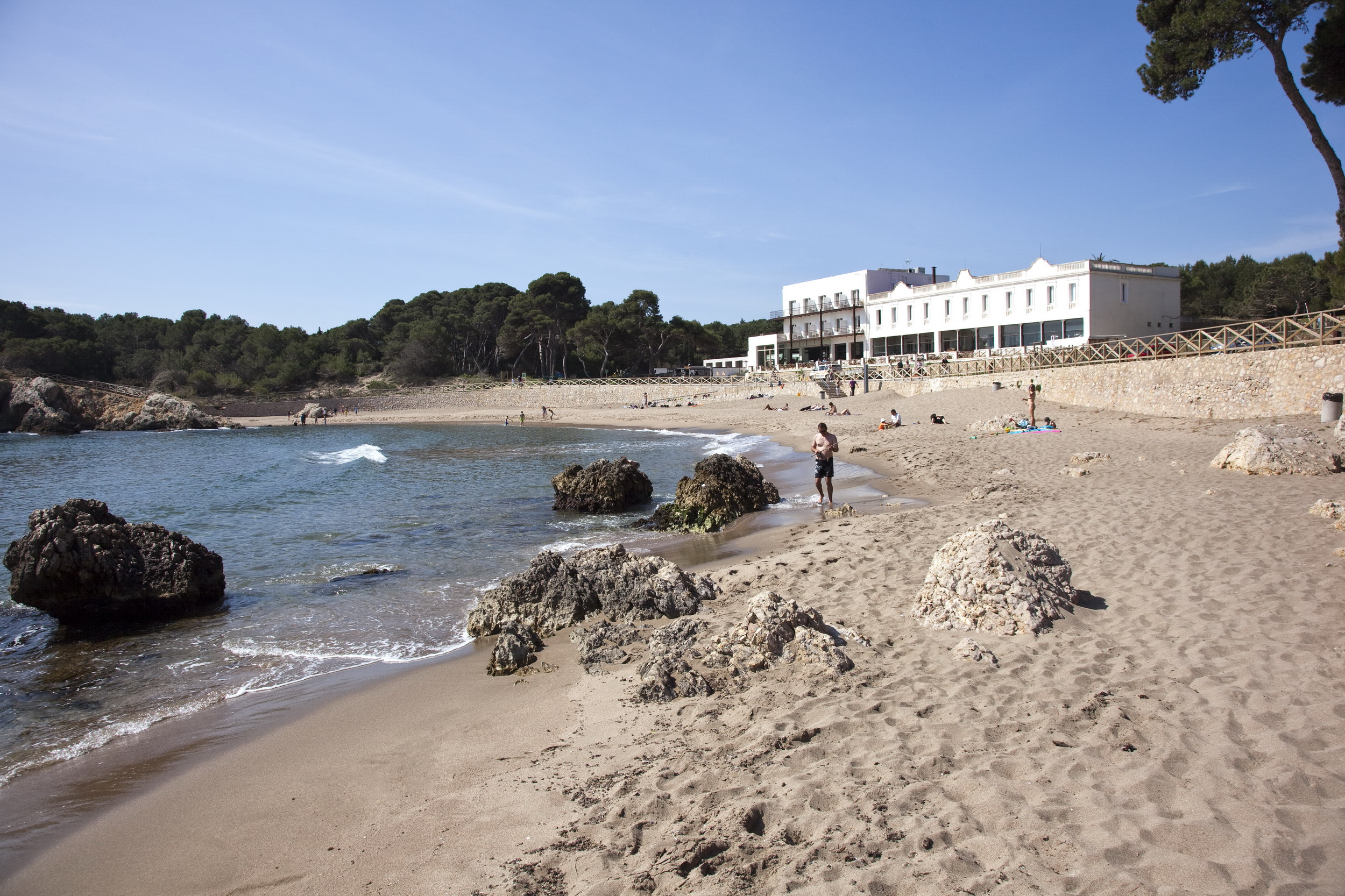
Sant Martí d'Empúries
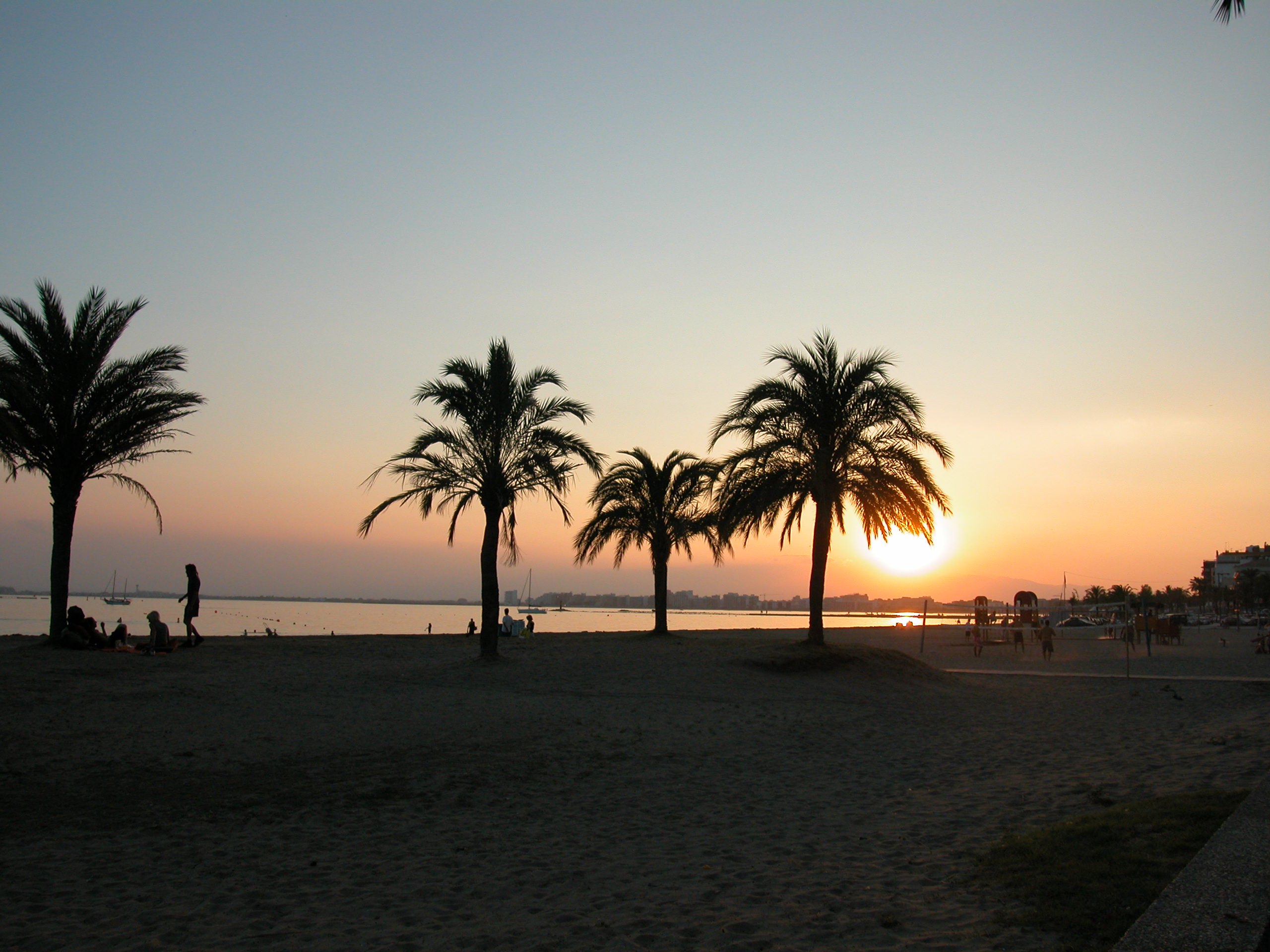
Roses al capvespre. Passeig Marítim
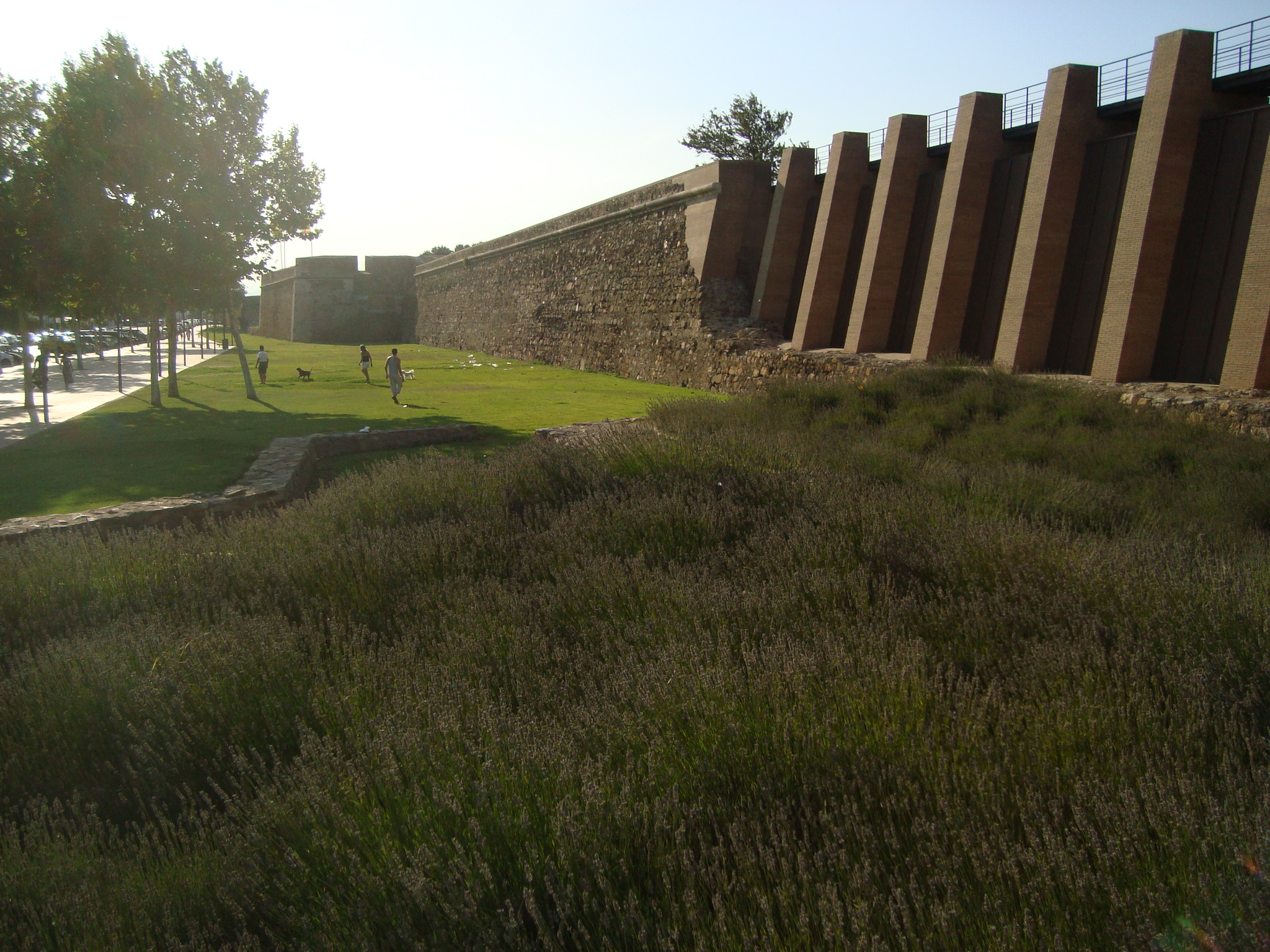
Ciutadella de Roses
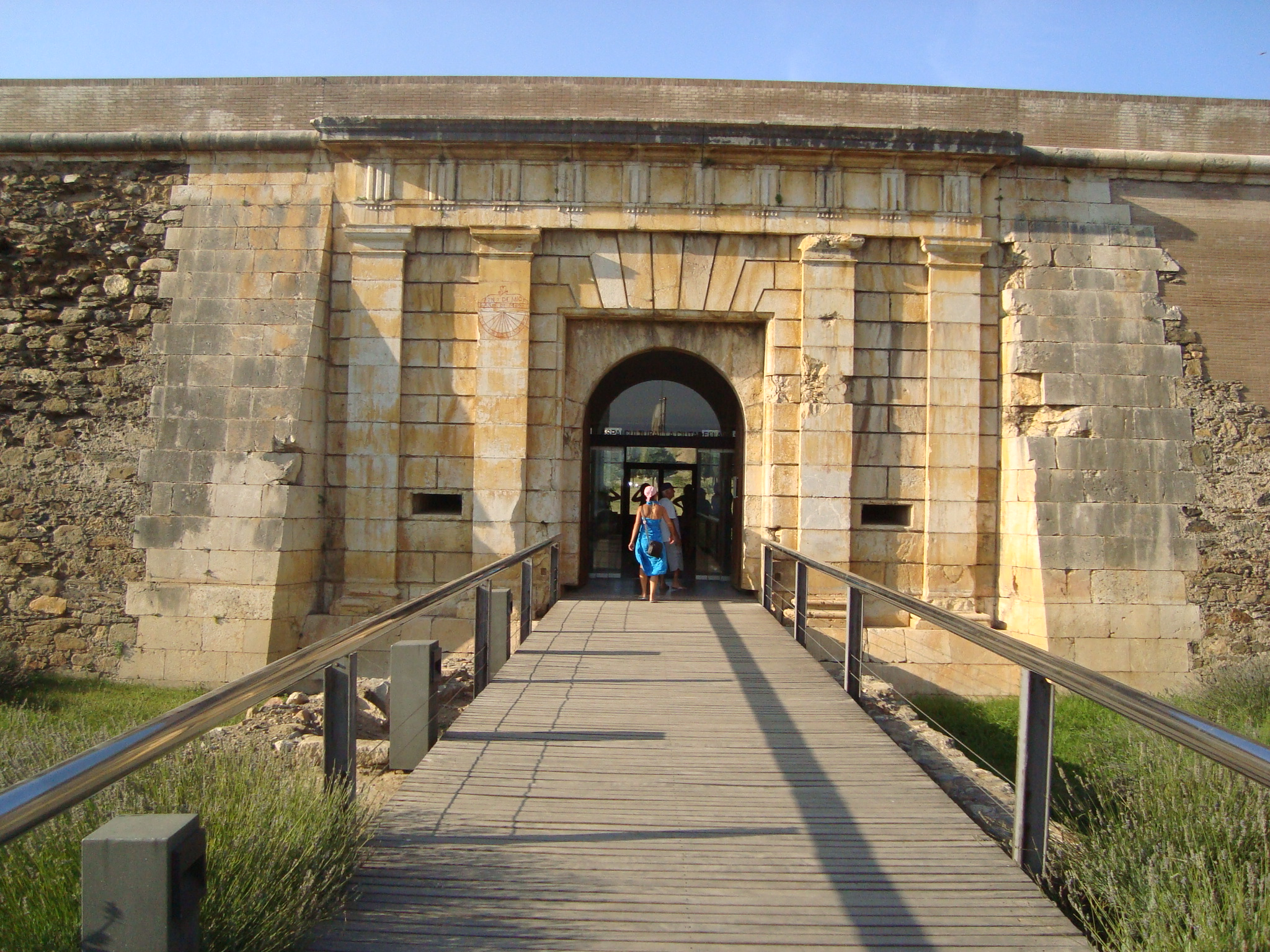
Entrada a la Ciutadella de Roses
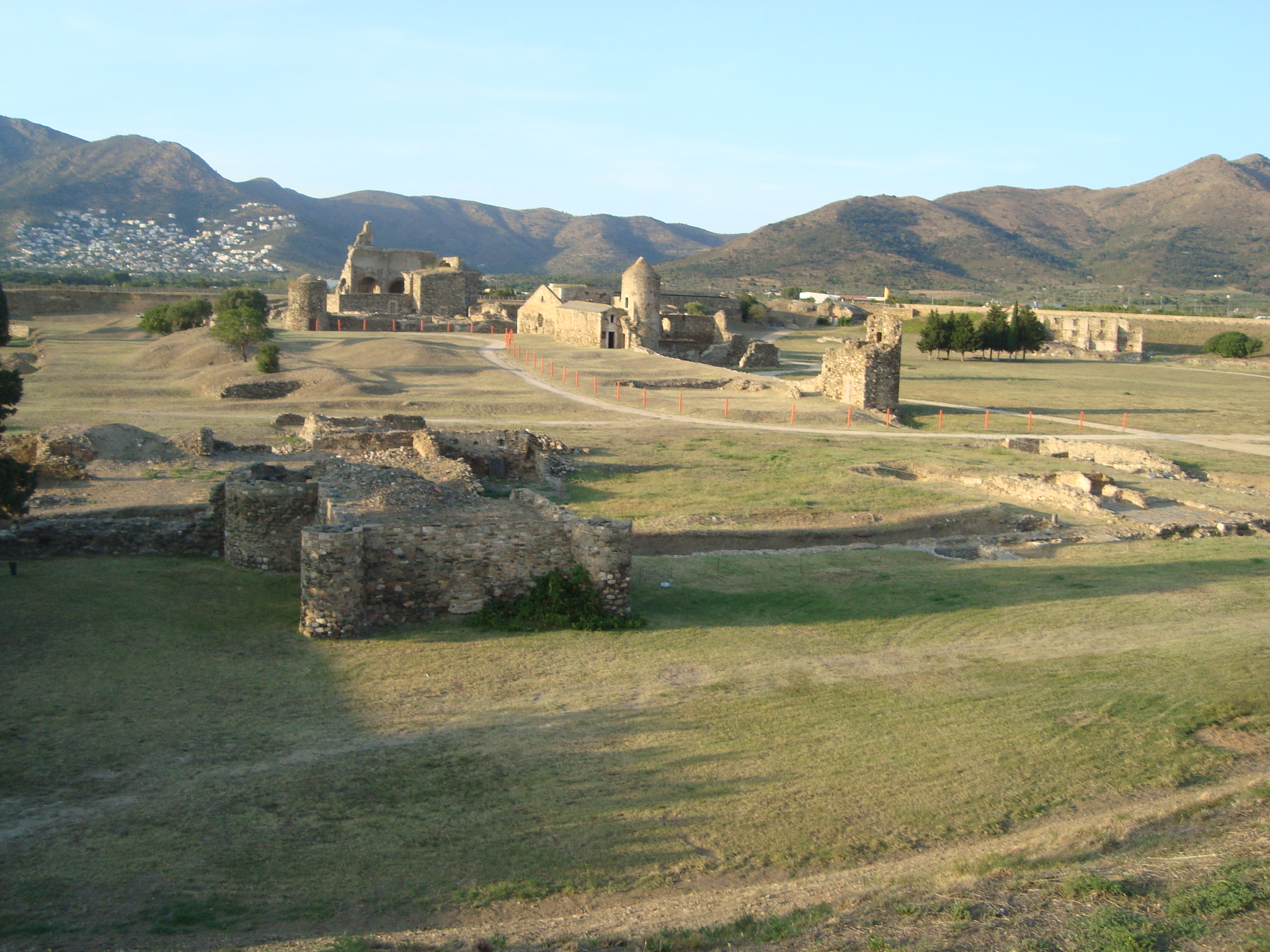
Vista interior de la Ciutadella de Roses
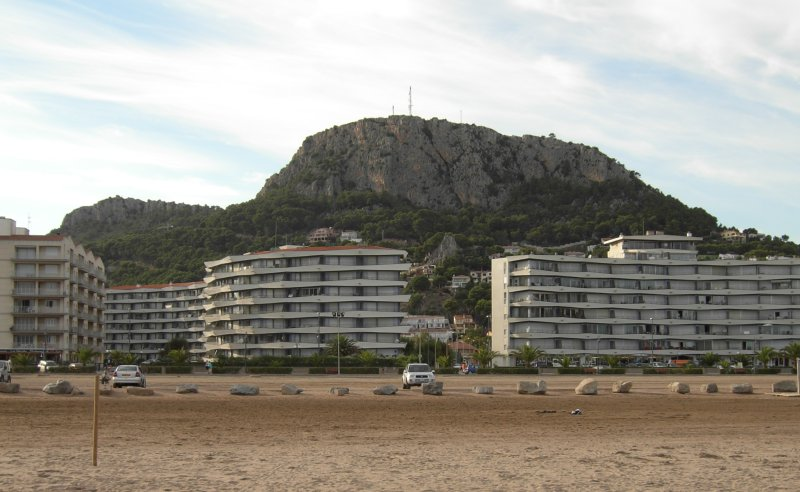
L'Estartit Arquitectura funcionalista
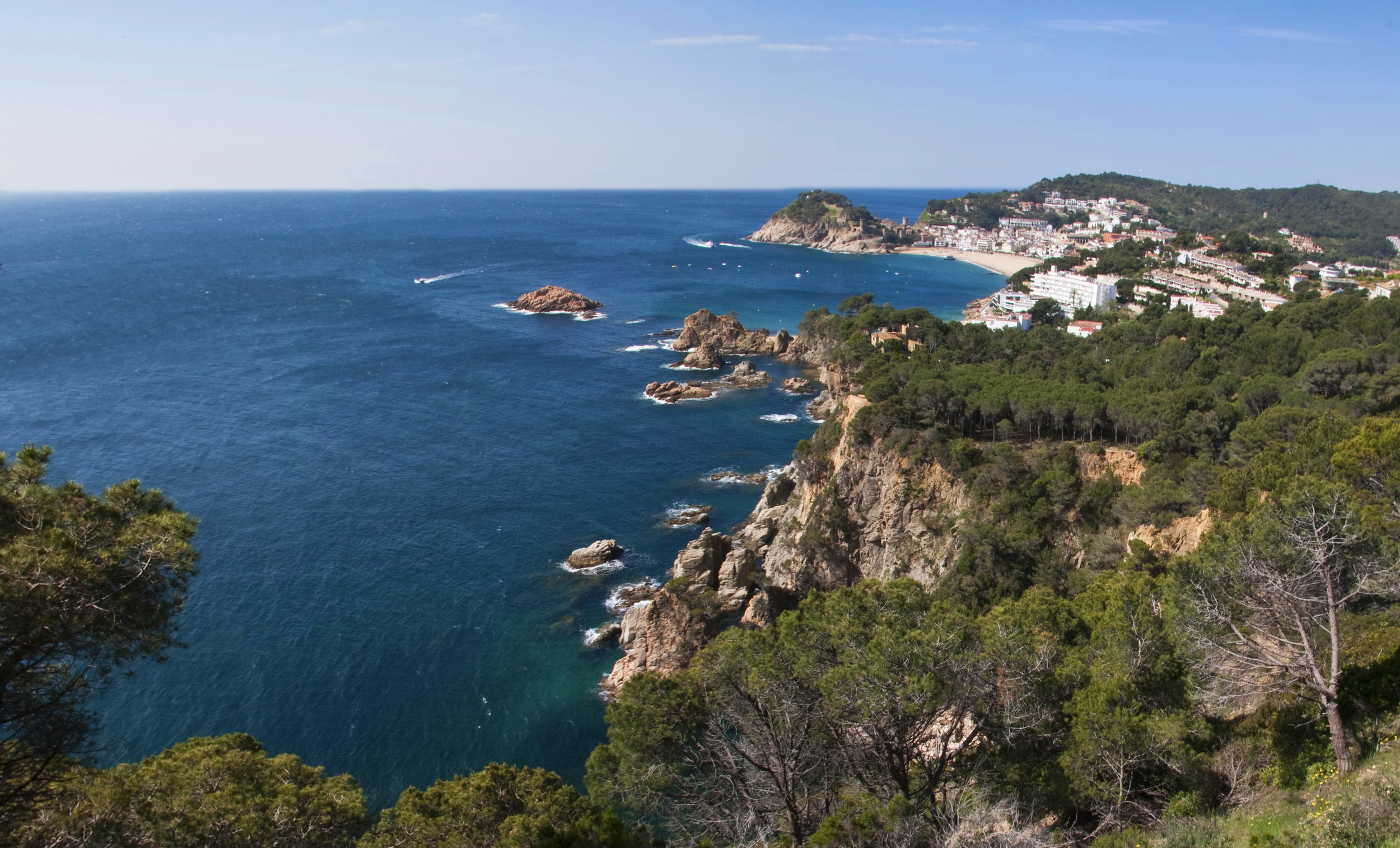
Tossa de Mar
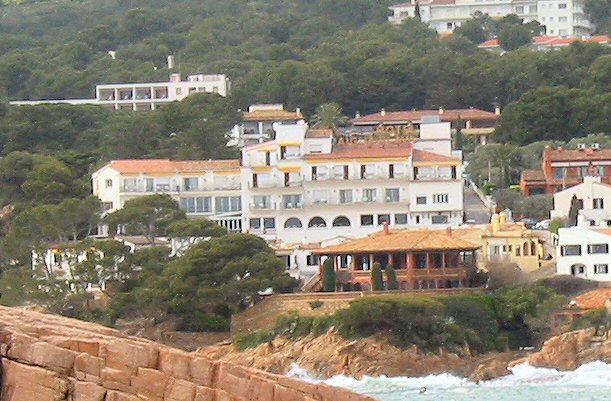
Aigua Blava Desenvolupament hoteler
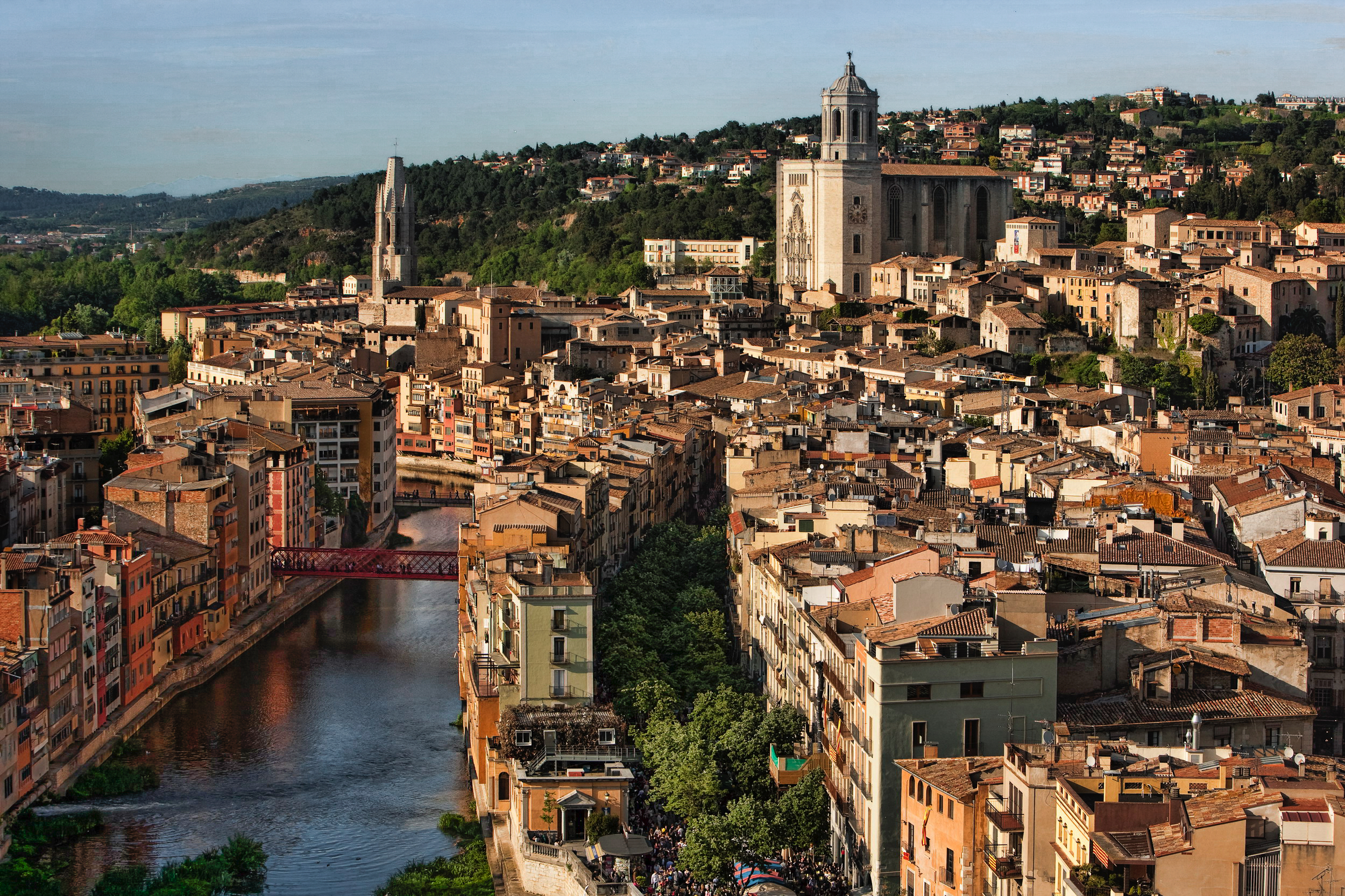
Girona vista aèria
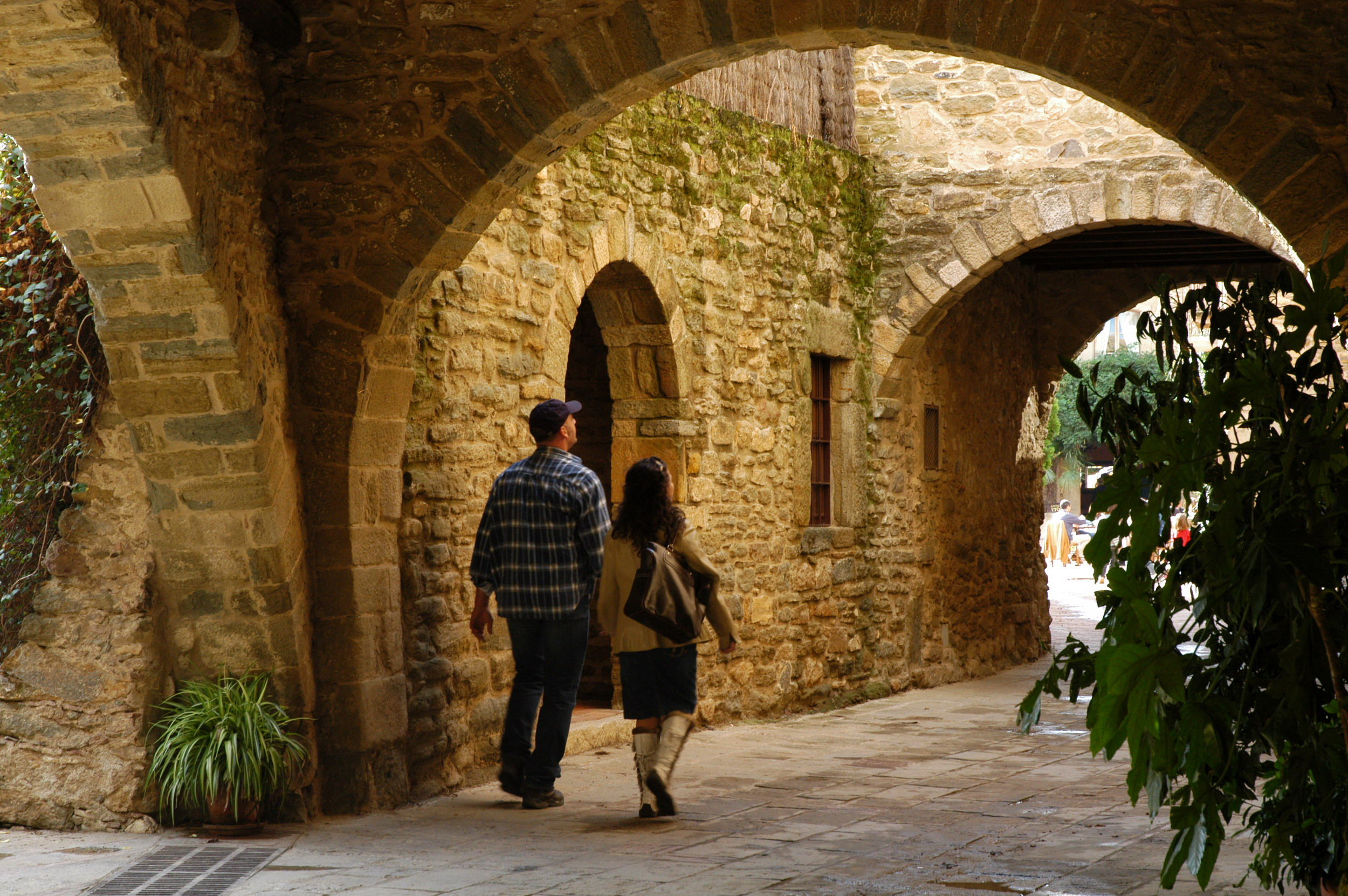
Poble de Monells
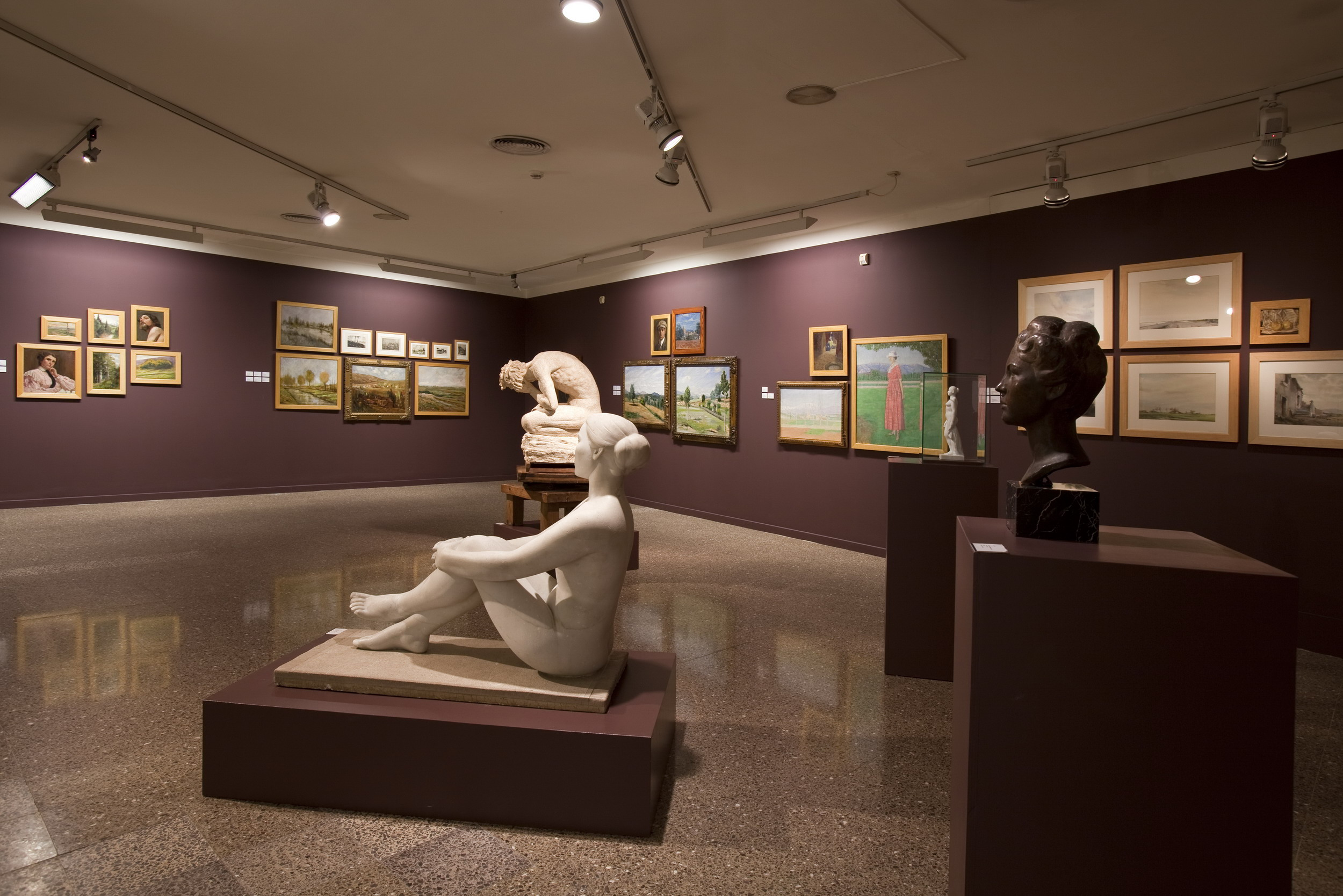
Museu de l'Empordà a Figueres
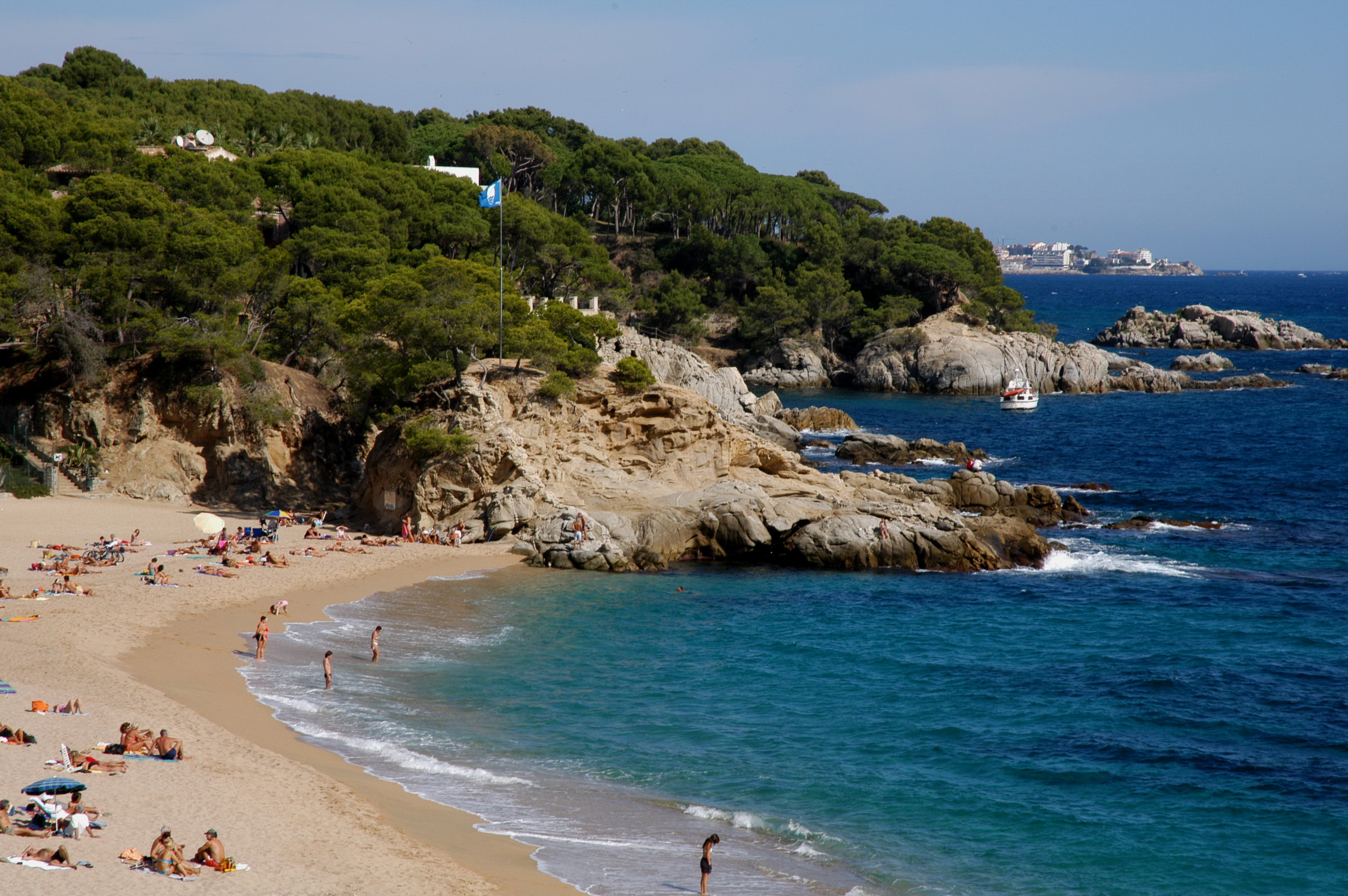
Cala Rovira a Platja d'Aro
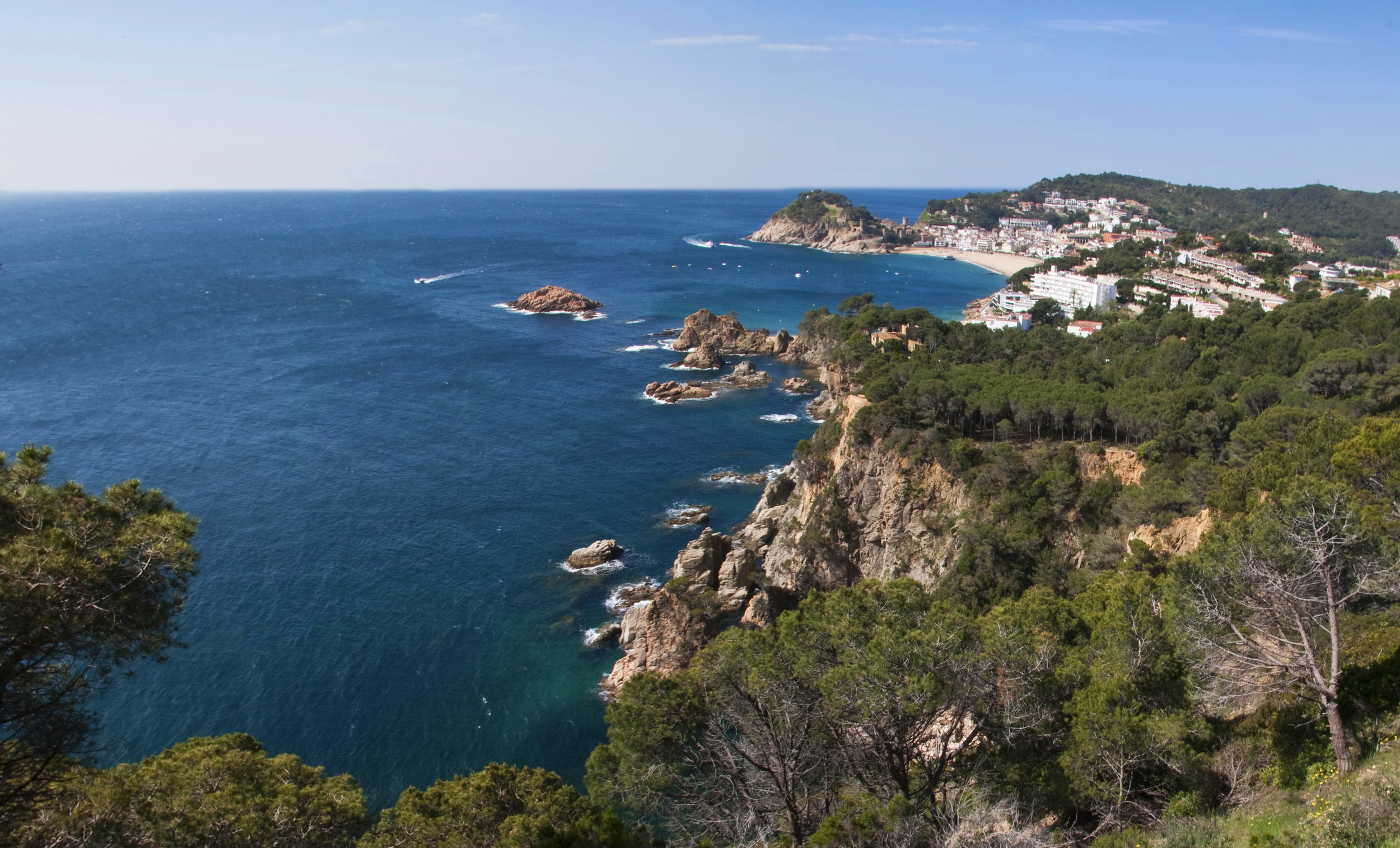
Tossa de Mar

## Història i patrimoni
La ubicació geogràfica del que ara coneixem com a Costa Brava ha estat, des de fa segles, una zona de pas i assentament per a nombrosos pobles i cultures, i la porta d'entrada a la Península des de l'Europa mediterrània. La gran quantitat de restes històriques de la zona són testimoni d'aquest fet. Es troben inventariats més de 200 enclavaments històrics entre antics escorxadors, balnearis, banys àrabs, capelles, cases, casinos, castells, cementiris, asils, centrals elèctriques i hidroelèctriques, claustres, col·legiates, conjunts medievals, edificis neoclàssics i modernistes, jaciments, ermites, esglésies, fàbriques, fonts, monestirs, nuclis medievals, poblats, refugis, teatres, torres i viles romanes, i fars.
Els vestigis històrics més antics es troben al poblat ibèric d'Ullastret, perfectament excavat, restaurat i exposat. També al jaciment arqueològic d'Empúries, un dels més importants de la península Ibèrica pel que fa a la colonització grega i romana. A Roses, l'interior de la seva Ciutadella recopila un important jaciment arqueològic, on es troben, per una banda, les restes del barri hel·lenístic de la colònia grega de Rhode; i, per l'altra, la vil·la romana datada entre els segles II aC i VI dC; també el monestir romànicollombard de Santa Maria del segle xi; i, per acabar, les troballes del segle xix.
El llegat monumental del romànic té el millor exponent al conjunt arquitectònic del monestir benedictí de Sant Pere de Rodes, declarat patrimoni de la humanitat per la UNESCO. Altres obres romàniques són la col·legiata de Santa Maria de Vilabertran o el Monestir de Sant Quirze de Colera.
L'empremta medieval també és molt present al barri vell de Girona, amb un dels calls jueus més ben conservats del país i la Catedral de Santa Maria. Així com en poblacions tan ben preservades com Pals, Peratallada, Sant Llorenç de la Muga o la vila vella emmurallada de Tossa de Mar.
Però més de 150 enclavaments formen part del patrimoni i conjunt monumental de la Costa Brava.

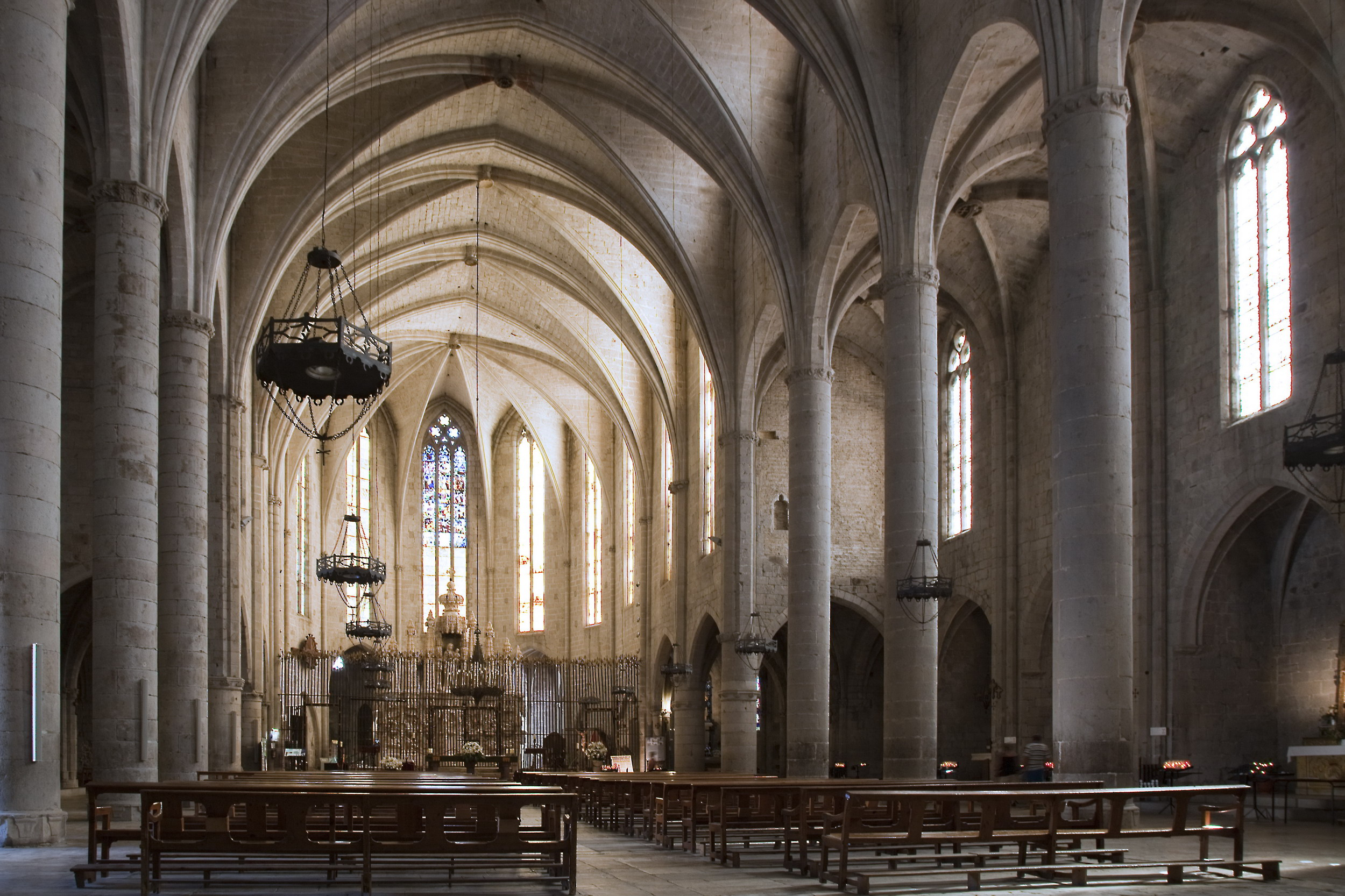
Basílica de Castelló d'Empúries

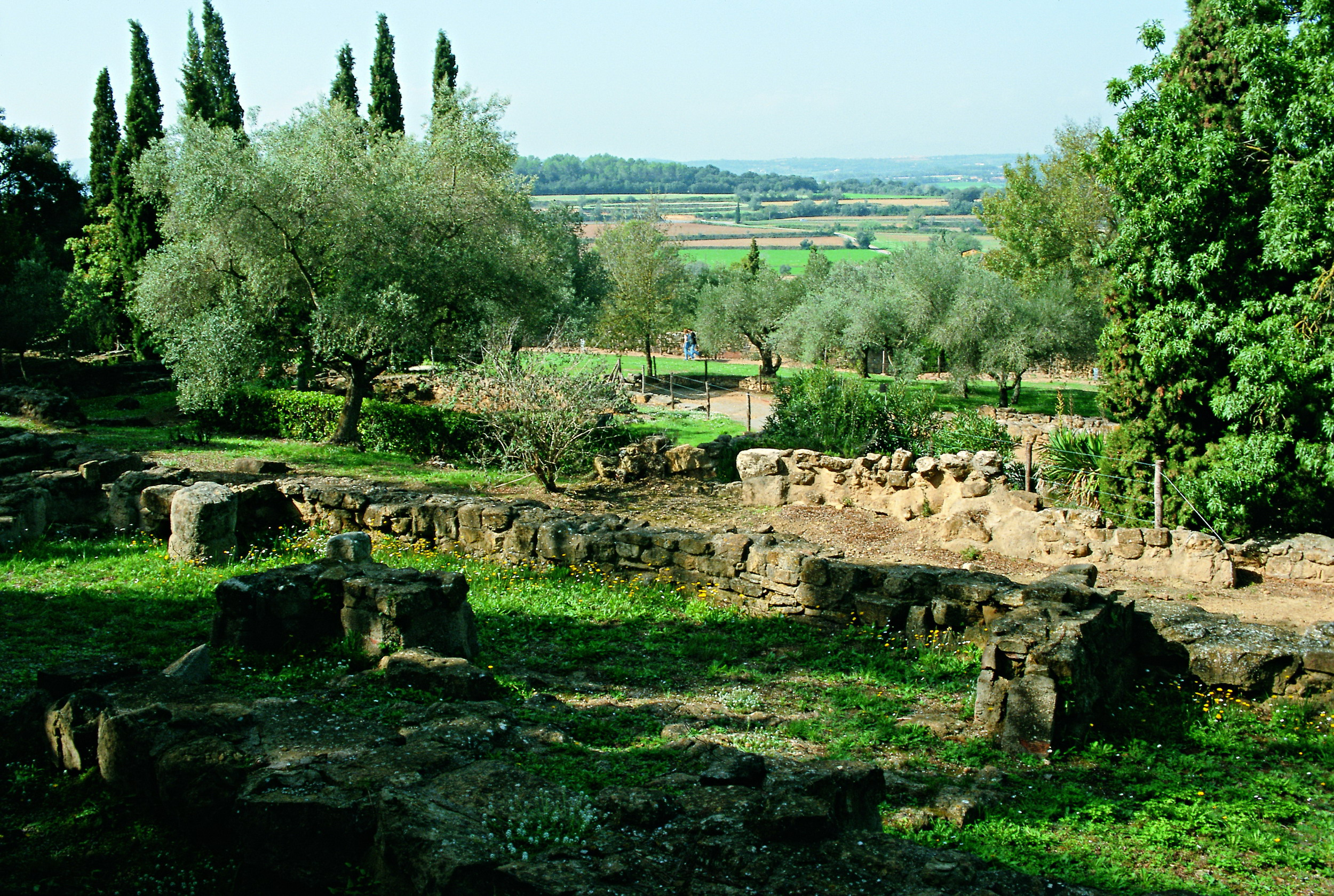
Poblat ibèric d'Ullastret

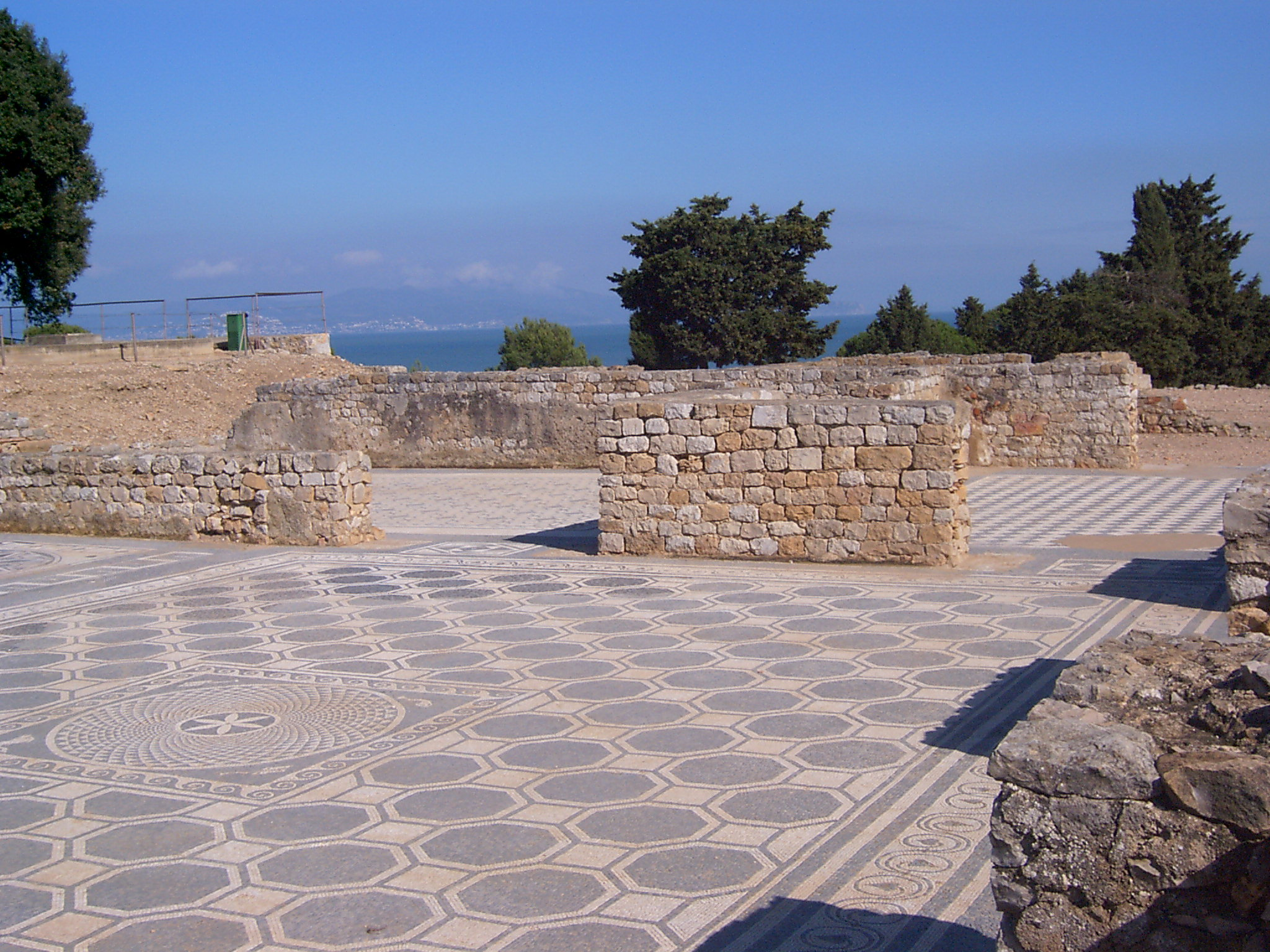
Empúries, mosaic ciutat romana

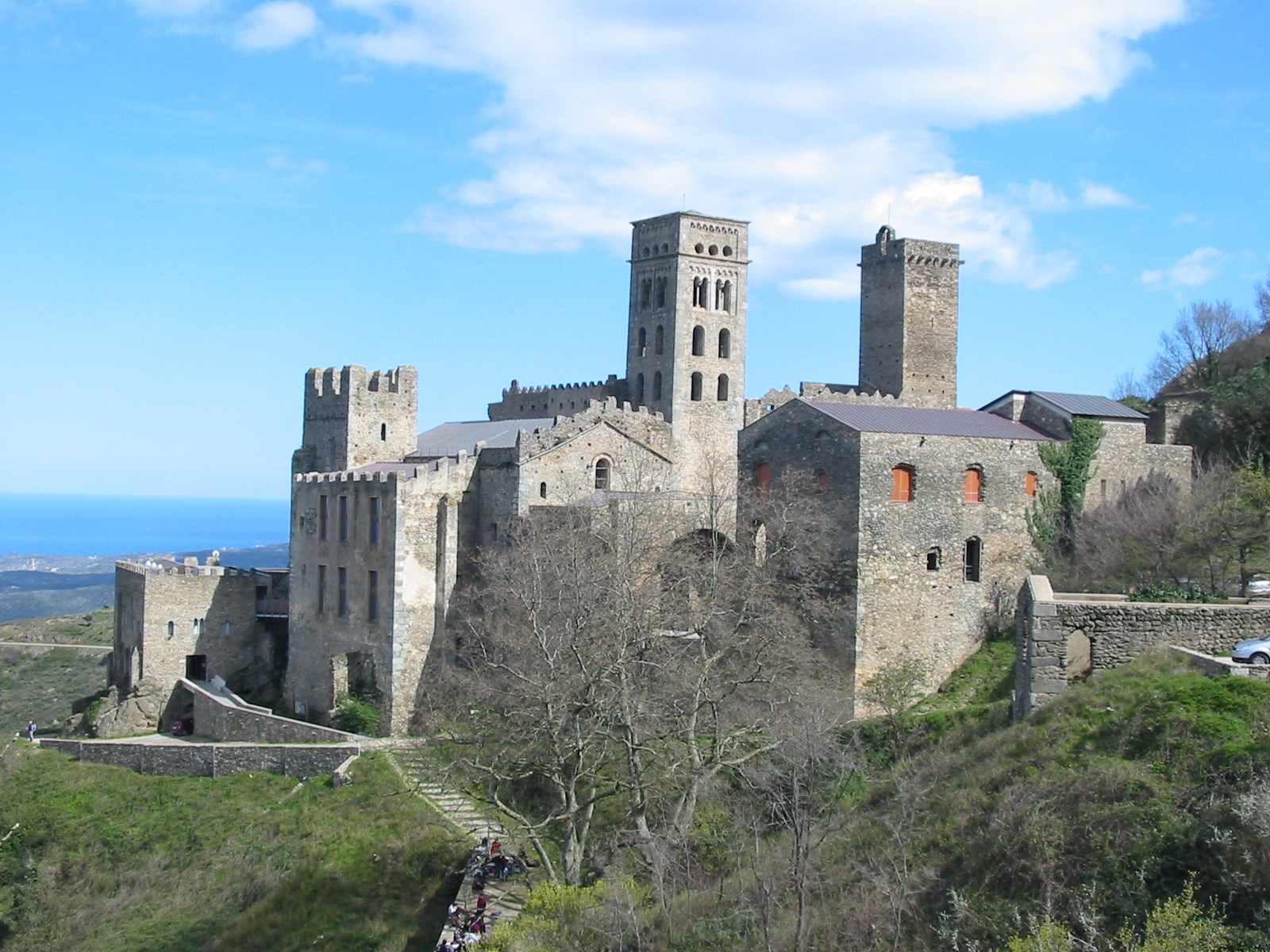
Sant Pere de Rodes

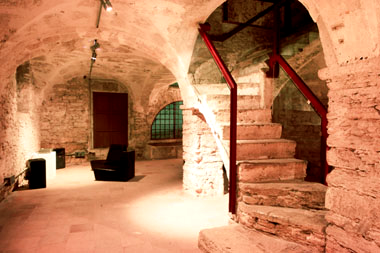
Llotja del Tint, a Banyoles

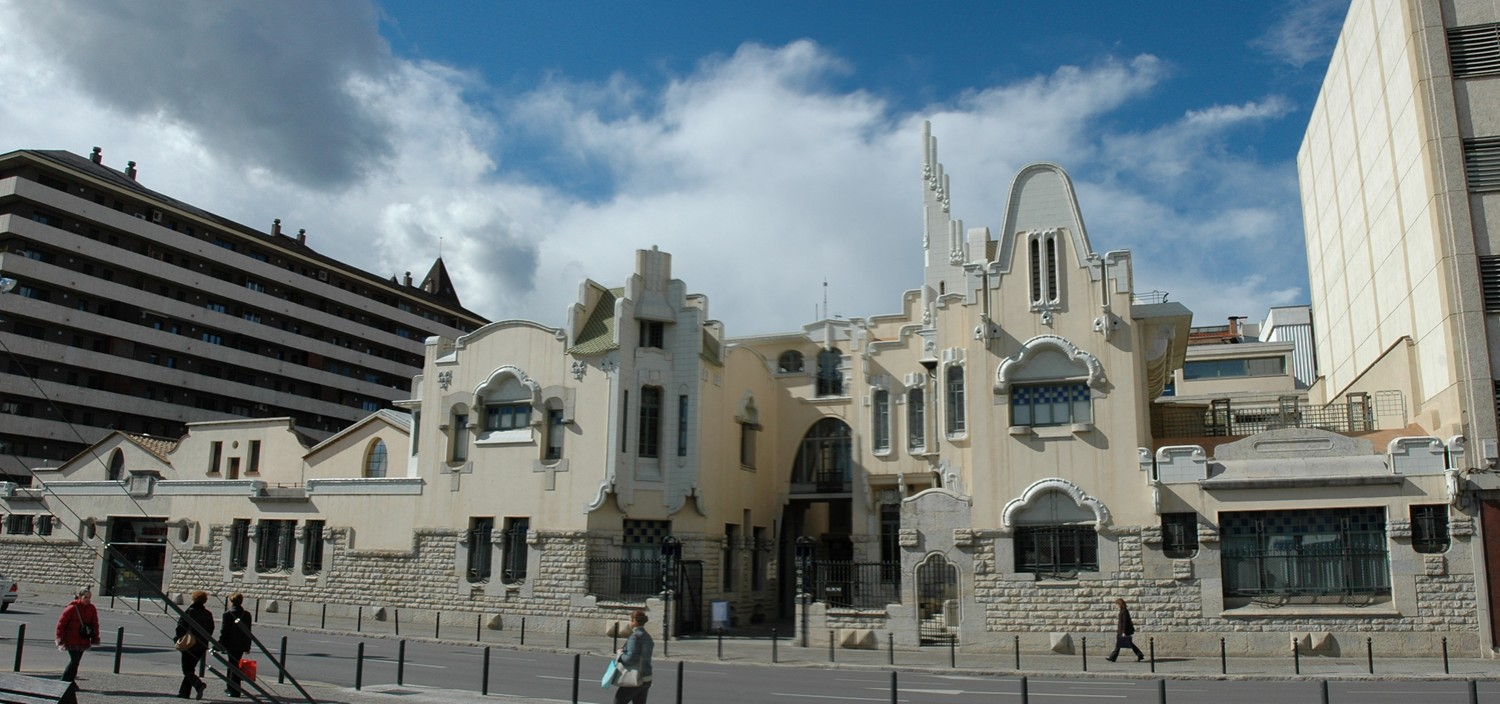
Farinera Teixidor, a Girona

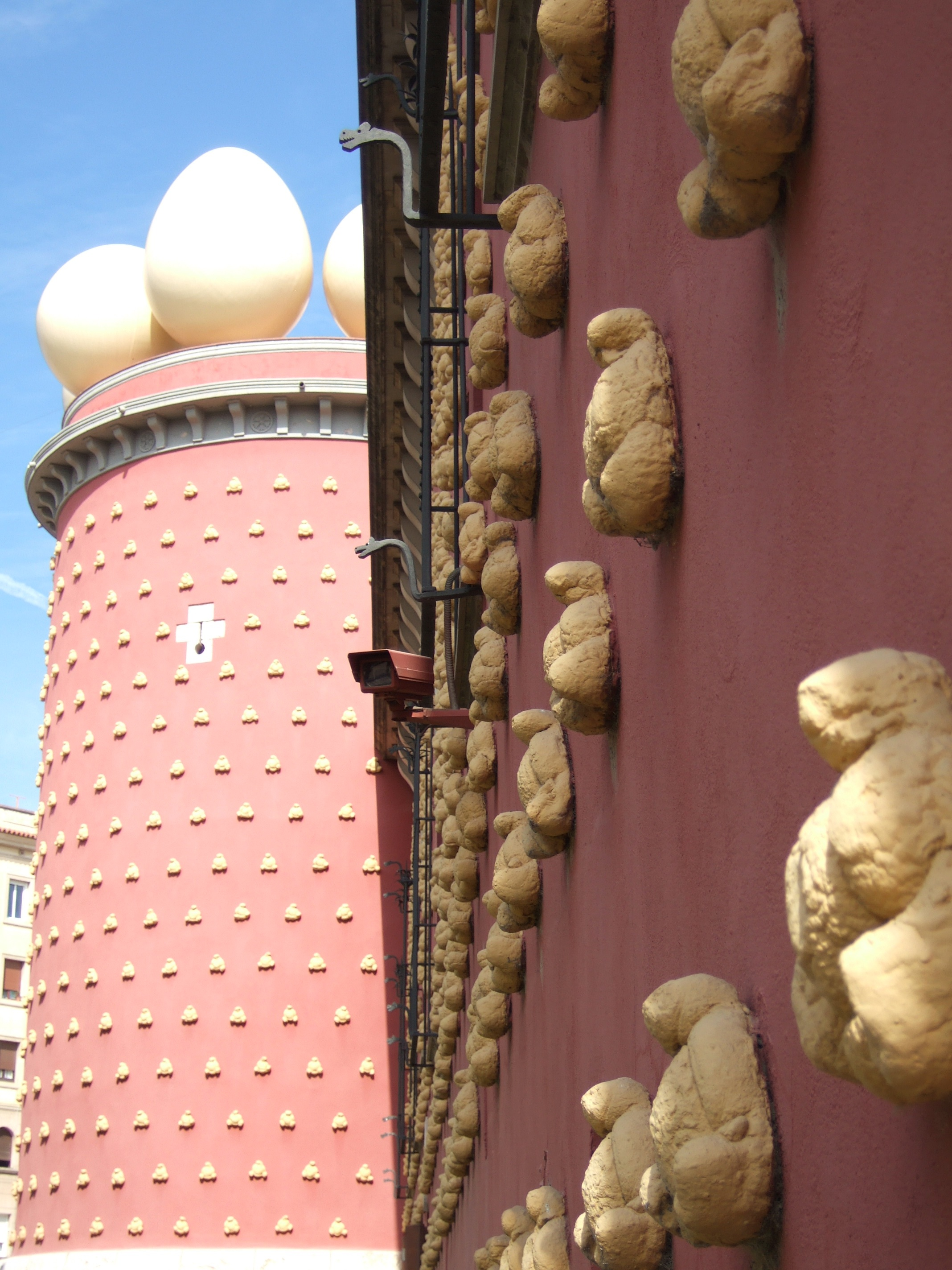
Torre Galatea i pans de tres crostons, a Figueres

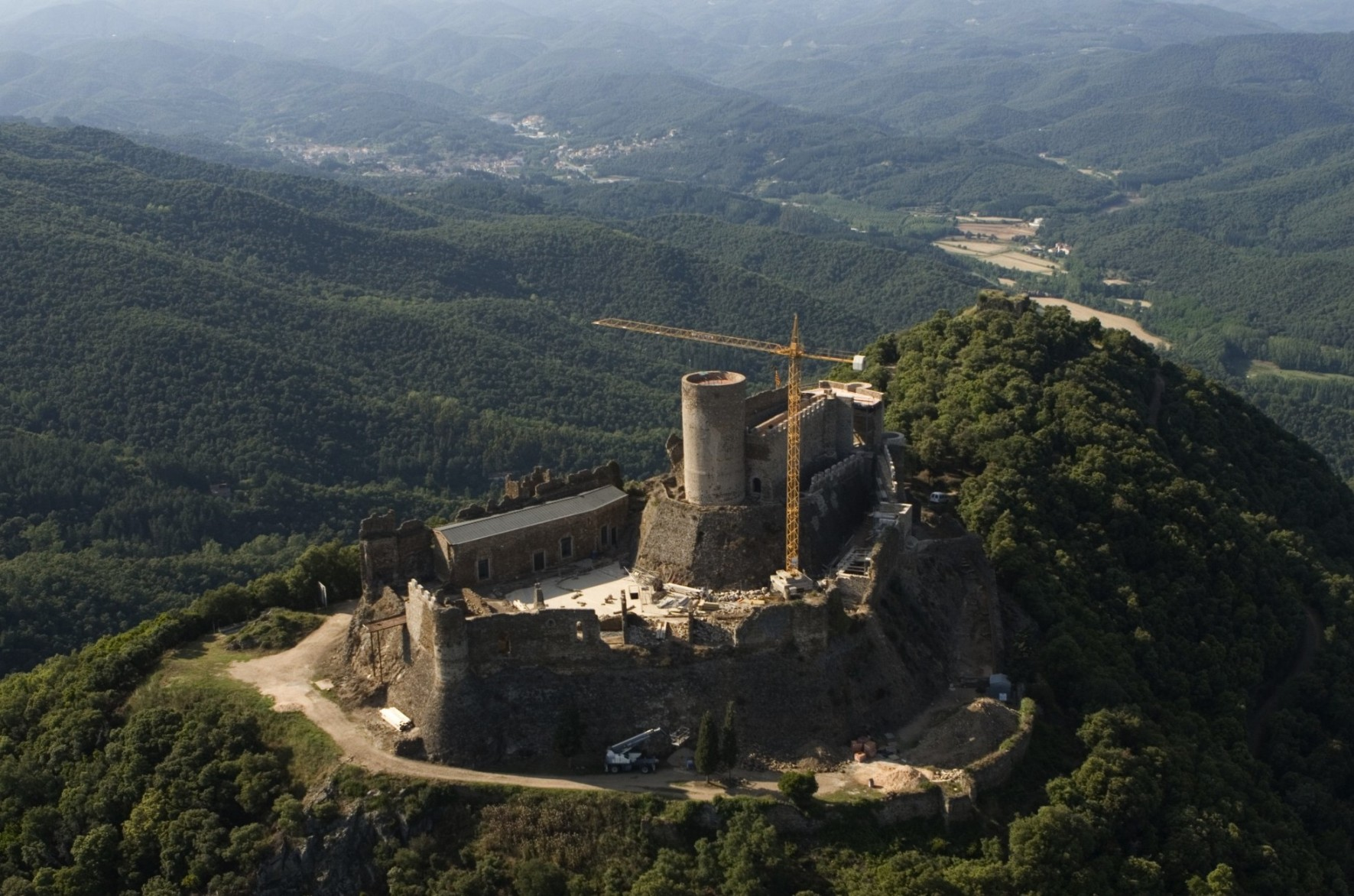
Castell de Montsoriu

| - Església Parroquial de Santa Maria a Portbou - Memorial Walter Benjamin a Portbou - Conjunt monumental de Sant Pere de Rodes a Port de la Selva - Torre Romànica a Llançà - Monestir de Sant Quirze de Colera a Rabós - La Zona de l'Albera a Espolla a Cadaqués: - Casa Serinyana - Panteons del Cementiri - Les Escoles a Roses: - Casa Rozes - Casa de Bufalaranya - Casa de la Trinitat - Conjunt Megalític - El Far - Església de Santa Maria - La Ciutadella - Mas d'en Coll - Serra de Rodes - Església de Sant Joan de Saverdera a Palau-saverdera - Claustre de l'Antic Convent de Sant Domènec a Peralada - Recinte històric a Peralada - Col·legiata de Santa Maria a Vilabertran a Castelló d'Empúries - Recinte històric - Basílica de Santa Maria a Figueres: - Antic Escorxador Municipal - Asil Vilallonga - Capella de Sant Sebastià - Destacar la quantitat de Cases d'estil neoclàssic i modernista Casa Alegret, Casa Aron, Casa Bonaterra, Casa Caselles, Casa Comet, Casa Cordomí, Casa Cruañas, Casa Cusí, Casa de Puig, Casa de Romà, Casa del Cafè Progrés, Casa Fages, Casa Fita, Casa Mas Roger, Casa Pagès, Casa Polideseia, Casa Puig-Soler, Casa Roda, i la Casa Salleras. - Casino Menestral - Castell de Sant Ferran - Convent de Caputxins - Església de Sant Pere - Sala Edison - Teatre El Jardí - Torre Galatea - Església de Sant Pere a Navata (Alt Empordà) - Església de Santa Maria a Lladó (Alt Empordà) - Santuari de la Mare de Déu del Mont a Albanyà (Alt Empordà) - Església de Sant Miquel de Fluvià a Sant Miquel de Fluvià (Alt Empordà) a L'Escala - Empúries. Jaciment grec i romà, museu - Recinte històric de Sant Martí d'Empúries | - Coves de Serinyà a Serinyà a Banyoles - Monestir de Sant Esteve - Jaciment lacustre de la Draga - La Muralla Medieval - La Plaça Major - Llotja del Tint - Pia Almoina - Santa Maria dels Turers - Vil·la romana de Vilauba - Santa Maria de Cervià de Ter a Cervià de Ter - Jaciment ibèric de Sant Julià de Ramis a Sant Julià de Ramis - Central elèctrica a Bescanó a Girona - Arquitectura de Rafel Masó - Banys Àrabs - Barri Vell de Girona - Casa Batlle, Casa de la Punxa o Casa Teixidor, Casa Ensesa, Casa Gispert Saüch i Casa Masó. - Església de Sant Feliu - Església de Sant Nicolau - Monestir de Sant Pere de Galligants - Farinera Teixidor - La Catedral de Girona - Torre de Carlemany i Muralles. - Monestir de Santa Maria a Amer a Anglès - Casa Cendra d'en Rafael - Casa Vinyes - Edificis modernistes d'Anglès a Caldes de Malavella - Balneari Prats - Balneari Vichy Catalán - Casa Mas i Ros - Casa Quintana - Casa Rosa o Casa Estapé - Termes romanes del Puig de Sant Grau a Tossa de Mar - Antic Hospital i Capella de Sant Miquel (Casa de Cultura) - Capella de la Mare de Déu dels Socors - Casa Sans - Església Parroquial de Sant Vicenç - Recinte emmurallat de la vila vella de Tossa de Mar - Vil·la romana Els Ametllers a Lloret de Mar - Castell i Capella del Castell de Sant Joan - Cementiri modernista de Lloret de Mar - Oratori de la Mare de Déu de Gràcia - Poblat ibèric de Puig Castellet - Església de Sant Romà i Capella del Santíssim - Passeig Jacint Verdaguer - Can Saragossa - Ermita de Santa Cristina a Blanes - Capella de l'Antiga - Capella de l'Esperança - Capella de la Mare de Déu de La Salut - Casa Saladrigas - El Convent - Ermita de Sant Francesc - Ermita de Santa Bàrbara - Església Parroquial de Santa Maria - Font Gòtica - Santuari de la Mare de Déu del Vilar a Sant Hilari Sacalm - Antiga Cooperativa - Casa de l'Antiga Font Picant - Castell de Solterra - Castell de Villavecchia - Edificis Modernistes a Arbúcies - Castell de Montsoriu - Edificis Modernistes - Sant Pere Desplà d'Arbúcies - Baptisteri de Sant Romà - Santa Maria de Lliors - Monestir de Sant Salvador a Breda a Hostalric - Castell i recinte emmurallat d'Hostalric - Torre dels Frares i Torre del Convent |

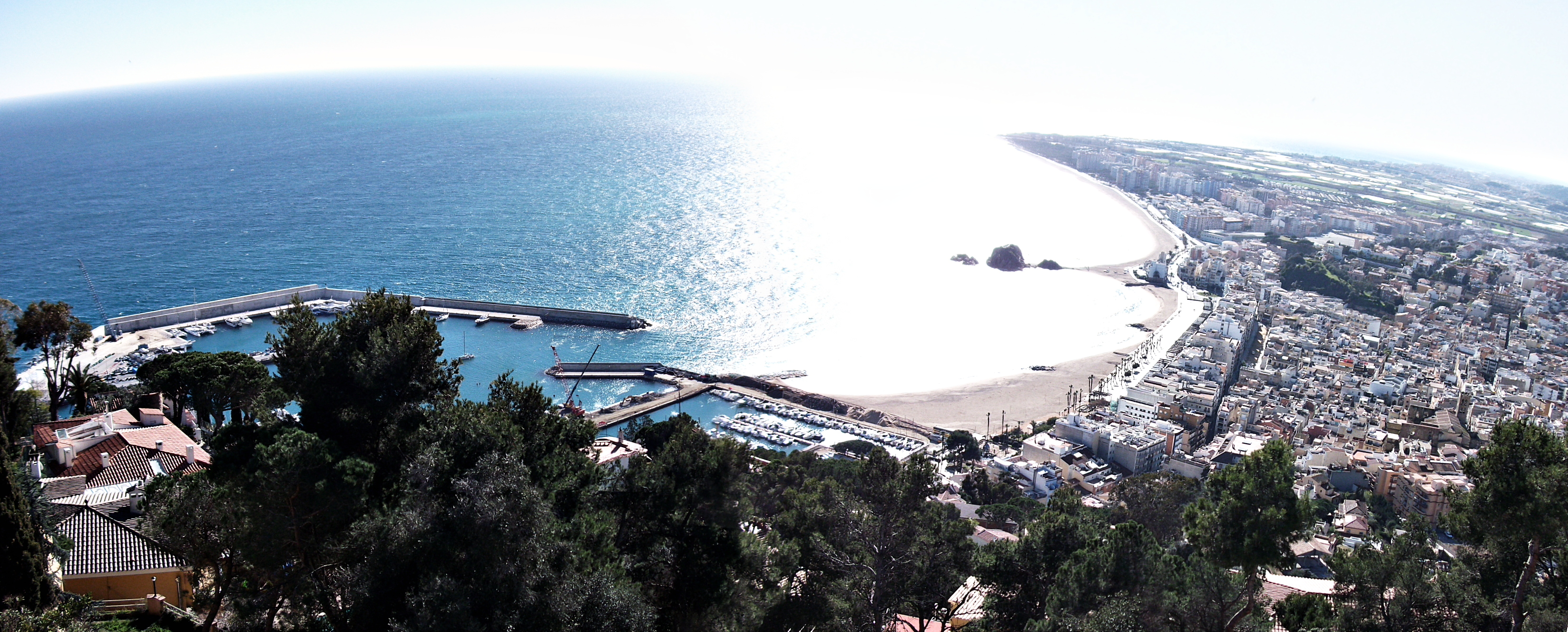
El Pòrtic de la Costa Brava: el promontori de Sa Palomera (badia de Blanes, Girona). En aquest punt finalitza la costa típicament maresmenca i comença la Costa Brava.

##### La Costa Brava als arxius
El turisme a la Costa Brava s'està convertint cada cop més en un tema d'estudi. Els arxius històrics conserven alguns documents interessants, com poden ser cartells, pel·lícules, fotografies... És, per exemple, el cas de l'Arxiu Municipal de Palafrugell, que conserva el fons Salvador Maluquer Maluquer, un aficionat al col·leccionisme, sobretot d'objectes i escrits referents a la Costa Brava, a Palafrugell, el seu entorn i la seva història.

## Geografia

### Extensió
La franja litoral s'estén al llarg de 158 quilòmetres lineals (85 milles nàutiques) i 256 quilòmetres. Amb 3.611,9 km², el contorn escarpat de les seves famoses platges i les viles marineres que en poblen el litoral no són l'únic atractiu de la Costa Brava.
Els parcs dels Aiguamolls de l'Empordà i el Cap de Creus, les Illes Medes o l'estany de Banyoles, el passat medieval preservat a enclavaments com Pals, el barri vell de Girona o a l'art romànic de Sant Pere de Rodes, el surrealisme de les creacions de Salvador Dalí al Triangle Dalinià... Les comarques de l'Alt Empordà, el Baix Empordà, la Selva, el Gironès i el Pla de l'Estany, batejades com a Costa Brava des del 1908, ofereixen al visitant tota mena d'alternatives per a les vacances.

### Litoral

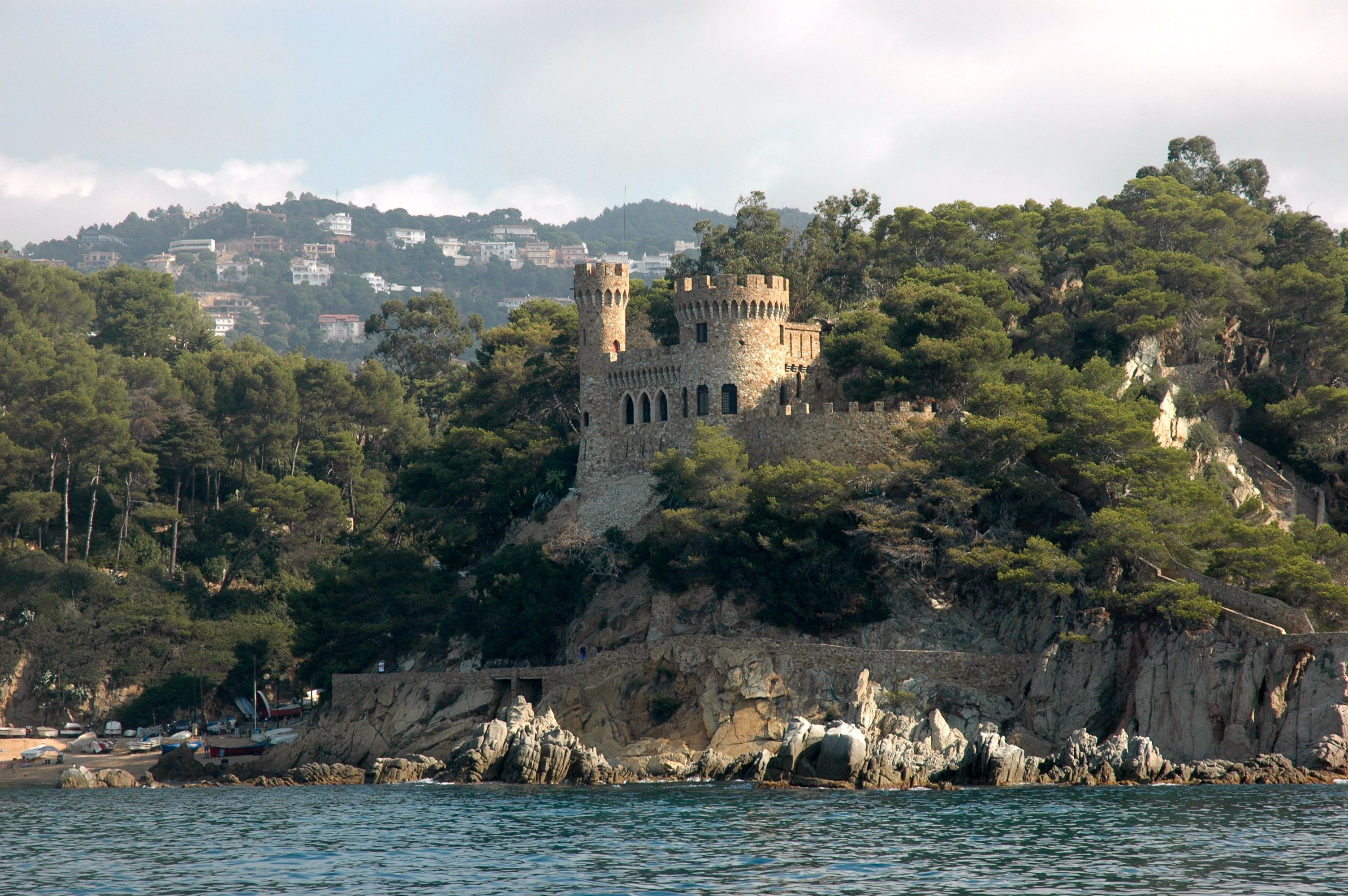
Lloret de mar - Castell d'en Plaja

El caràcter de les platges, molt sovint formades per cales tranquil·les de sorra gruixuda i aigües calmades, atreu els visitants a les costes de les comarques de l'Alt i el Baix Empordà i de la Selva. El perfil agrest de les roques i penya-segats que les envolten i les pinedes que gairebé arriben fins a la mar doten la Costa Brava d'una personalitat única. Entre els principals centres turístics hi ha les localitats de Roses, l'Escala, l'Estartit, Calonge, Blanes, Lloret de Mar, Platja d'Aro, Sant Feliu de Guíxols o Palamós, a més de les viles marineres de Cadaqués, Port de la Selva o Palafrugell.
La qualitat de les sorres i les aigües es veu reconeguda per les nombroses concessions de banderes blaves del litoral gironí. El respecte mediambiental s'ha demostrat també amb l'obtenció de la validació EMAS per diverses platges de les localitats de Roses i de Calonge-Sant Antoni. Així mateix, les platges de Calonge, Lloret de Mar i de Fenals han merescut el certificat "Q" de qualitat turística.

### Tipologies de pobles

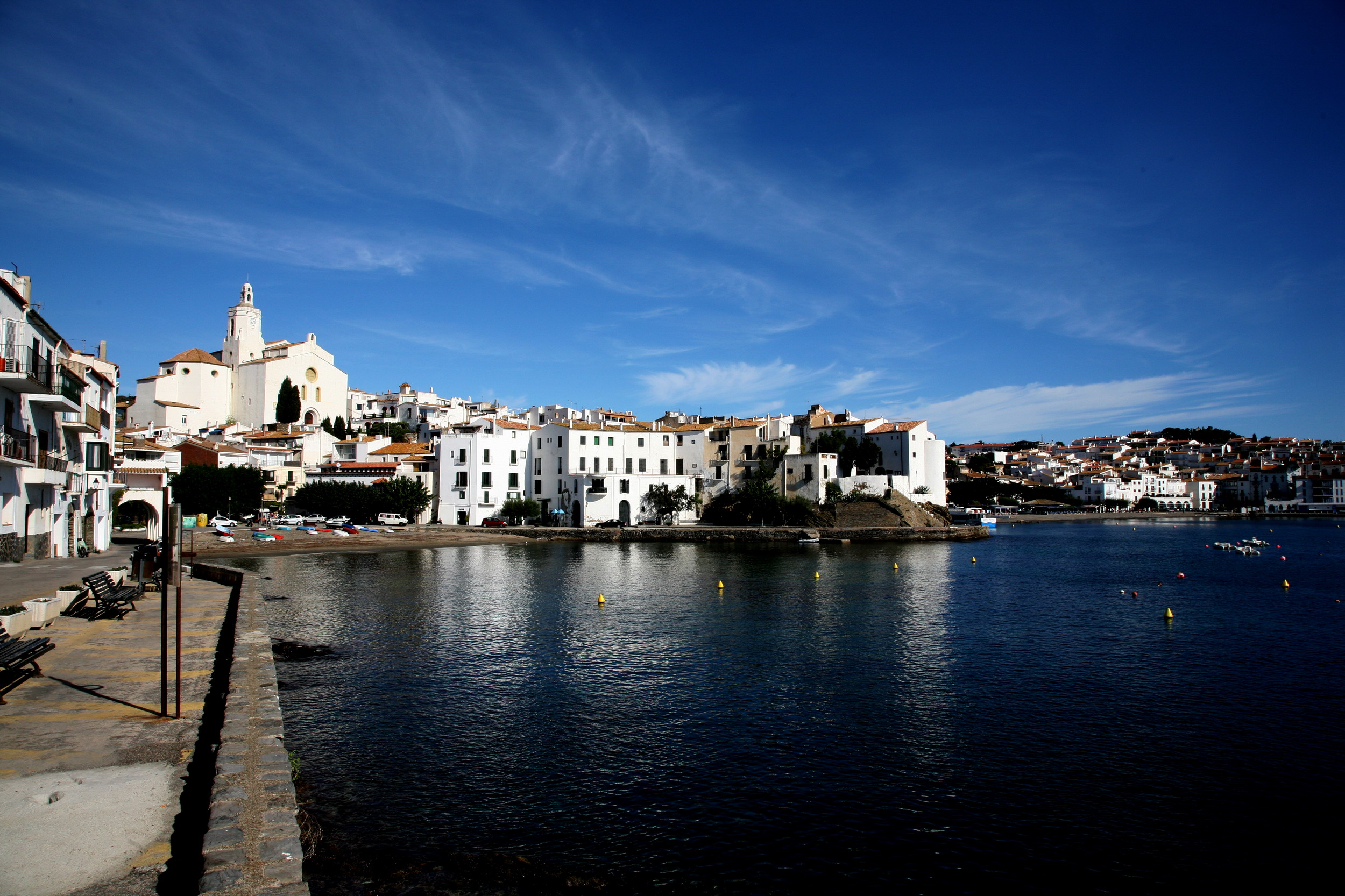
La Riba d'en Pitxot a Cadaqués

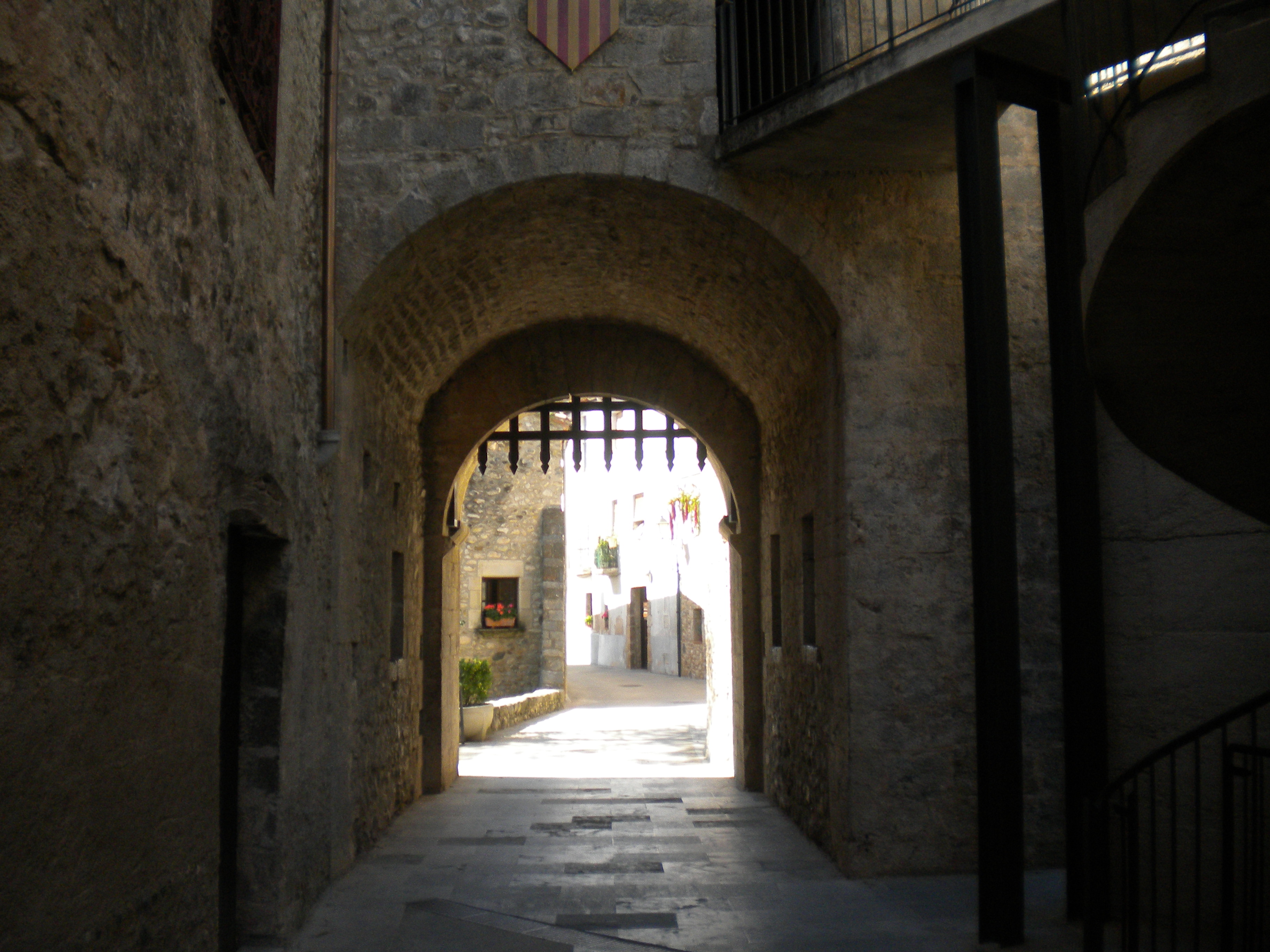
Portal de la muralla de Sant Llorenç de la Muga

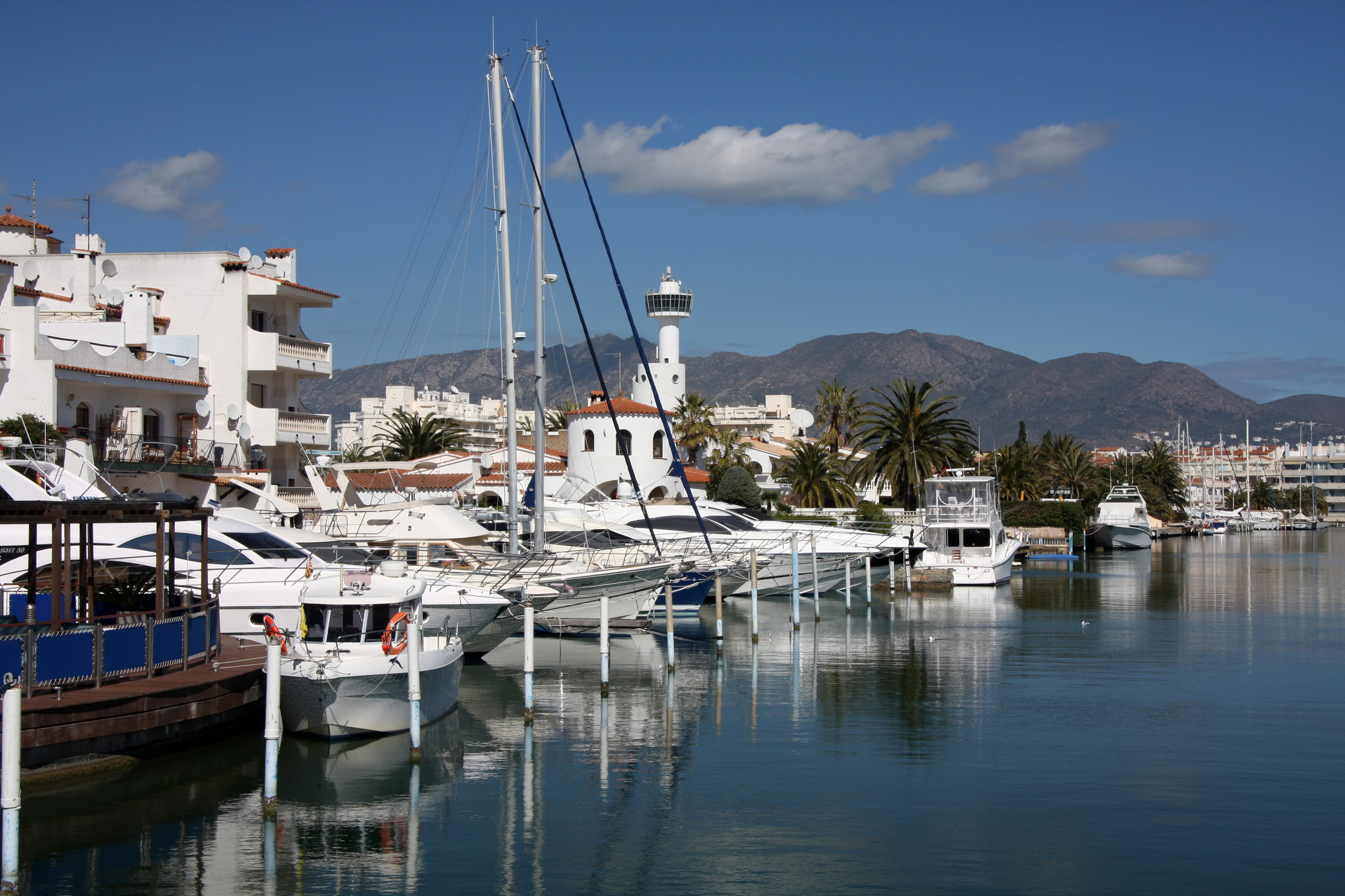
Empuriabrava

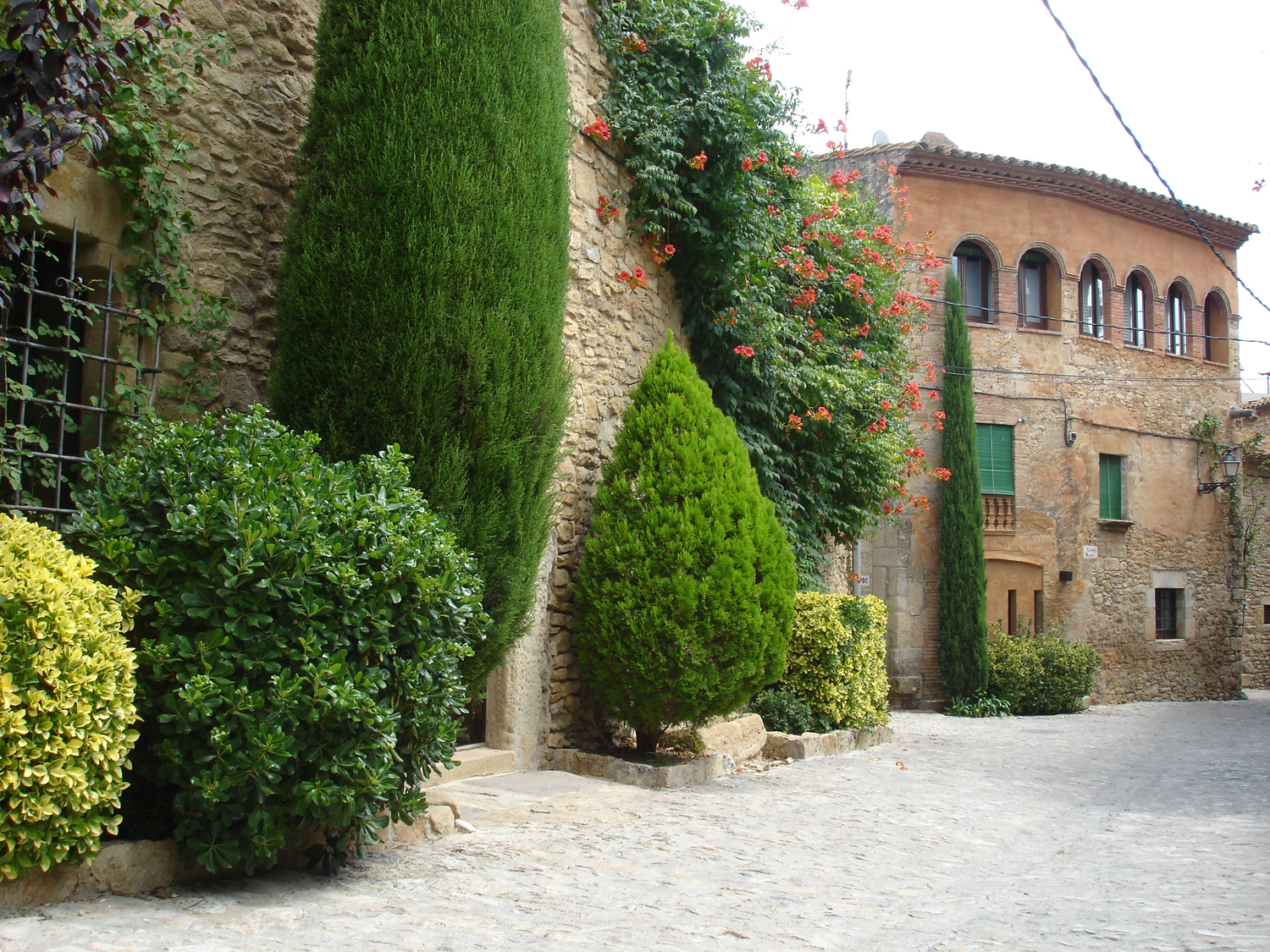
Peratallada

Les primeres dades que es tenen de la presència humana a les comarques de Girona es remunten a 750.000 anys enrere, quan l'Homo Erectus es va instal·lar en el que avui en dia es coneix com a jaciment del Puig d'en Roca, a Girona, i en el Cau del Duc, a Torroella de Montgrí. Des d'aleshores la presència de l'home a les nostres comarques ha estat constant: el de Cromanyó va substituir l'anterior i va adoptar una forma de vida basada en la cacera; més tard van arribar els ibers, amb les seves construccions fortificades i un sistema d'escriptura propi; després el poble grec va fundar la ciutat d'Emporion i la va convertir en un dels enclavaments comercials més importants del Mediterrani; a continuació, els romans van crear xarxes viàries que unien els pobles del seu domini. També es van instal·lar aquí les comunitats jueves que fugien de la destrucció de Jerusalem. Aquest constant flux de civilitzacions, cultures i creences ha influït en la fisonomia urbana de la majoria dels municipis i que permet identificar diferents tipologies de població a la Costa Brava.

#### Centres d'oci
Són nuclis o municipis del litoral que es caracteritzen per una alta especialització turística. La seva activitat econòmica fonamental i la seva raó d'ésser és el turisme; ofereixen una àmplia oferta d'allotjaments i concentren un elevat nombre d'activitats relacionades amb la diversió, com parcs aquàtics, restaurants, bars, pubs i discoteques. Els nuclis que conformen aquesta tipologia turística són a l'Alt Empordà, Roses i Empuriabrava, al Baix Empordà l'Estartit, Palamós, Sant Antoni de Calonge i Platja d'Aro i a la Selva, Lloret de Mar.

#### Petits nuclis del litoral
Es tracta generalment de pobles de petites dimensions ubicats en el litoral gironí que, tot i l'empenta del turisme, han sabut mantenir el seu caràcter de vila de litoral estretament unida al mar. Tenen una població resident inferior als 4000 habitants i el mar constitueix un element bàsic en l'harmonia del paisatge i el manteniment d'activitats i infraestructures marítimes, com la presència de llotges de peix, barraques de pescadors, casetes de banys, flotes pesqueres o elements propis de la cultura marinera. Els nuclis que conformen aquesta tipologia turística són a l'Alt Empordà, Portbou, Colera, Llançà, El Port de la Selva i Cadaqués, i al Baix Empordà, Palafrugell i Palamós.

#### Viles del Mediterrani
Conjunt de pobles situats a la costa gironina i, per tant, fortament influïts pel mar. Normalment, superen en nombre d'habitants la tipologia anterior. Tot i posseir una infraestructura turística considerable i ser destins habituals de vacances, no s'han especialitzat en turisme, sinó que mantenen una economia diversificada i una trama urbana ben definida. Són ciutats que s'han modelat al llarg de la història i que, actualment, són el centre d'un àmbit d'influència immediat. Amb franja marítima i una població superior als 5000 habitants que han crescut al voltant d'un nucli històric, són municipis que no depenen únicament del turisme i disposen d'una economia clarament diversificada; tanmateix, mantenen una àrea d'influència supramunicipal, reflectida en l'obligada mobilitat. Els nuclis que conformen aquesta tipologia turística són a l'Alt Empordà, l'Escala, al Baix Empordà, Palamós i Sant Feliu de Guíxols i a la Selva, Blanes.

#### Pobles de salut
Són municipis amb una certa tradició com a centre de salut i de repòs. Aquesta tradició està lligada al sector de l'aigua medicinal o mineral. Solen trobar-se en entorns naturals agradables i tranquils, i disposen d'una oferta hotelera que, en alguns casos, és també balneària. Els pobles que conformen aquesta tipologia tenen en comú:
- Existència d'aigües medicinals i minerals de reconegut prestigi comercialitzades sota una marca de qualitat.
- Tradició en el turisme de salut i de descans; és a dir, que antigament hagi existit o en l'actualitat existeixi una estació balneària, o que es generin fluxos de visitants atrets per les seves aigües o bé per la tranquil·litat del lloc.
- Existència d'un cert nombre de places d'allotjament en hotels i balnearis del municipi o entorns immediats.
- Qualitat del seu entorn, tant mediambiental com estètica.

Els nuclis que conformen aquesta tipologia turística a la Costa Brava són tots a la Selva: Sant Hilari Sacalm, Caldes de Malavella i Arbúcies.

#### Pobles amb encant
Són nuclis de petites dimensions situats en un entorn rural i que destaquen per l'harmonia del seu conjunt, tant pel que fa a la superfície construïda com en la seva relació amb l'entorn natural. La principal característica comuna, és la inexistència d'elements contaminants que alterin la qualitat estètica del conjunt. En aquests casos, es valora la qualitat global del nucli més enllà de la presència d'elements singulars:
- Es tracta de pobles situats en un entorn rural en comunió amb la trama urbana.
- Nuclis de població reduïda amb un màxim de 2000 habitants (segons cens de 1996)
- Llocs de destacada qualitat estètica valorada a partir d'una trama urbana edificada que conforma una unitat coherent i consolidada, una edificació que segueix la mateixa línia arquitectònica, la inexistència d'elements que trenquin l'harmonia del conjunt i també que es tracta de nuclis que han sabut conservar un cert caràcter històric.

Els nuclis que conformen aquesta tipologia turística són, a l'Alt Empordà Sant Llorenç de la Muga, Maçanet de Cabrenys i Lladó, i al Baix Empordà Peratallada, Pals i Monells.

#### Nuclis amb personalitat històrica
Són municipis i nuclis que concentren un gran nombre d'edificacions i elements arquitectònics de gran valor i interès històric i cultural. La característica comuna d'aquests nuclis és que, en conjunt, destaquen per la seva importància històrica. Són poblacions que conserven importants vestigis del passat i que han aconseguit convertir-se en un patrimoni de gran valor i capacitat d'atracció. Històricament i monumentalment, aquests nuclis entren dins la classificació sobre patrimoni històric, arquitectònic i monumental definida pel Servei del Patrimoni Arquitectònic de Catalunya. En aquest sentit hi ha tres criteris que permeten accedir a aquesta tipologia:
- o posseir dos o més monuments històric-artístics de caràcter nacional
- o que tingui un monument històric-artístic de caràcter nacional i un conjunt històric-artístic
- o que al nucli hi hagi un mínim de quatre monuments d'arquitectura militar.

Els nuclis que conformen aquesta tipologia turística són, a l'Alt Empordà, Castelló d'Empúries i Figueres, al Baix Empordà Torroella de Montgrí i Begur, al Gironès, Girona i a la Selva, Tossa de Mar.

## Natura

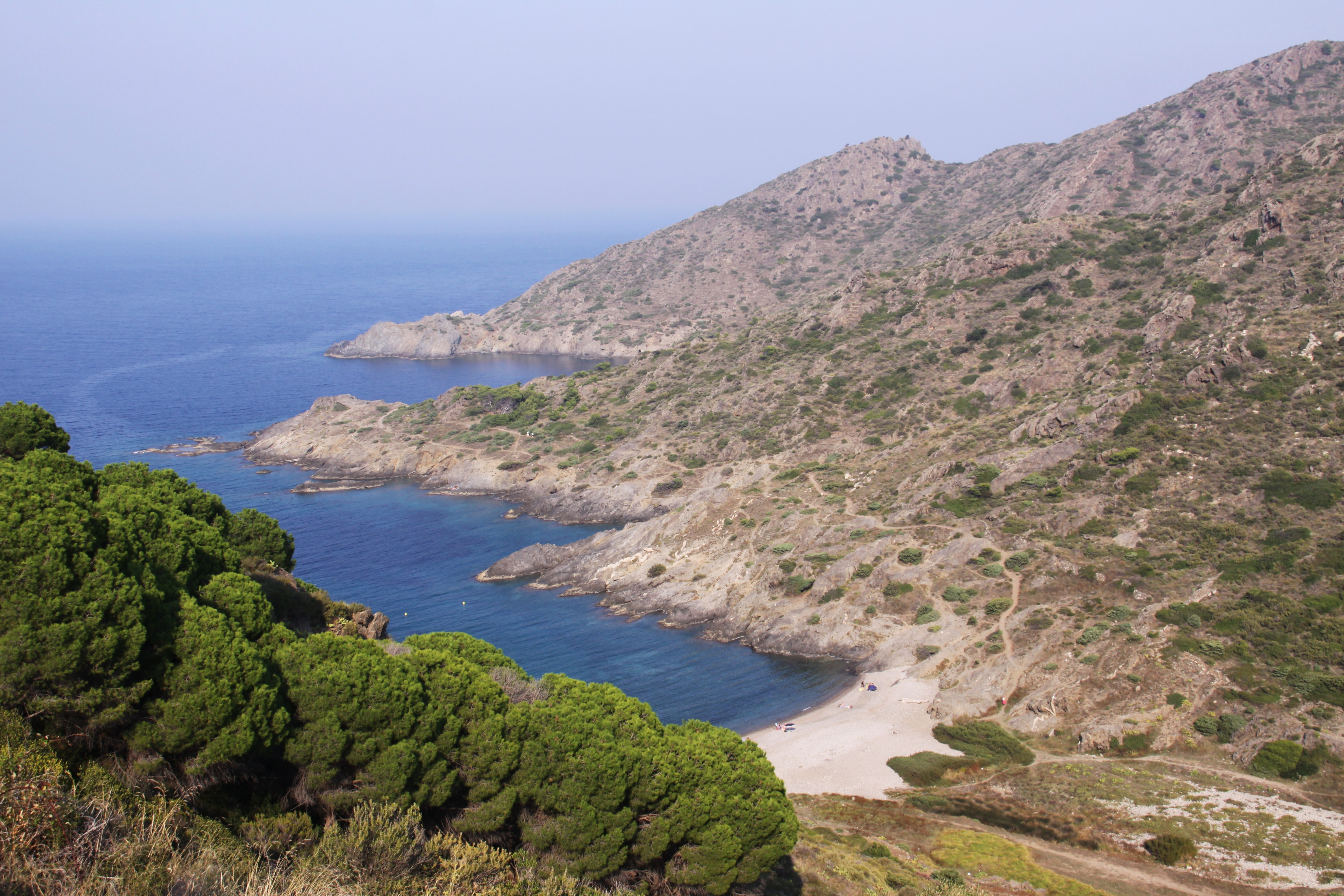
Parc Natural del Cap de Creus, Cala Tamariua

El Parc Natural del Cap de Creus ofereix la visió de la serralada pirenaica submergint-se a la Mediterrània. Presenta un litoral escarpat amb més 300 espècies de peixos i prats i boscos a l'interior que permeten l'observació d'aus migratòries. El segon parc natural de la demarcació, el dels Aiguamolls de l'Empordà, és un espai humit de pràcticament 5.000 hectàrees entre els rius Muga i Fluvià, amb gran biodiversitat de flora i espècies d'ocells.
Altres àrees de valor natural són les Illes Medes (escenari privilegiat per a la pràctica del submarinisme), els estanys de Banyoles i Sils o els massissos de Cadiretes (Tossa de Mar), Montgrí (Torroella de Montgrí), les Gavarres (La Bisbal d'Empordà) i l'Espai Natural de Castell-Cap Roig Palamós.
La flora té el seu lloc al jardí botànic Marimurtra i Pinya de Rosa, a Blanes, i de Cap Roig i Santa Clotilde, a Calella de Palafrugell i Lloret de Mar, respectivament.

### Platges i cales
Entre platges envoltades de vegetació i cales amagades, es troben 199 ubicacions en el litoral de les comarques de la Costa Brava segons la Diputació de Girona.

#### Platges i cales de l'Alt Empordà

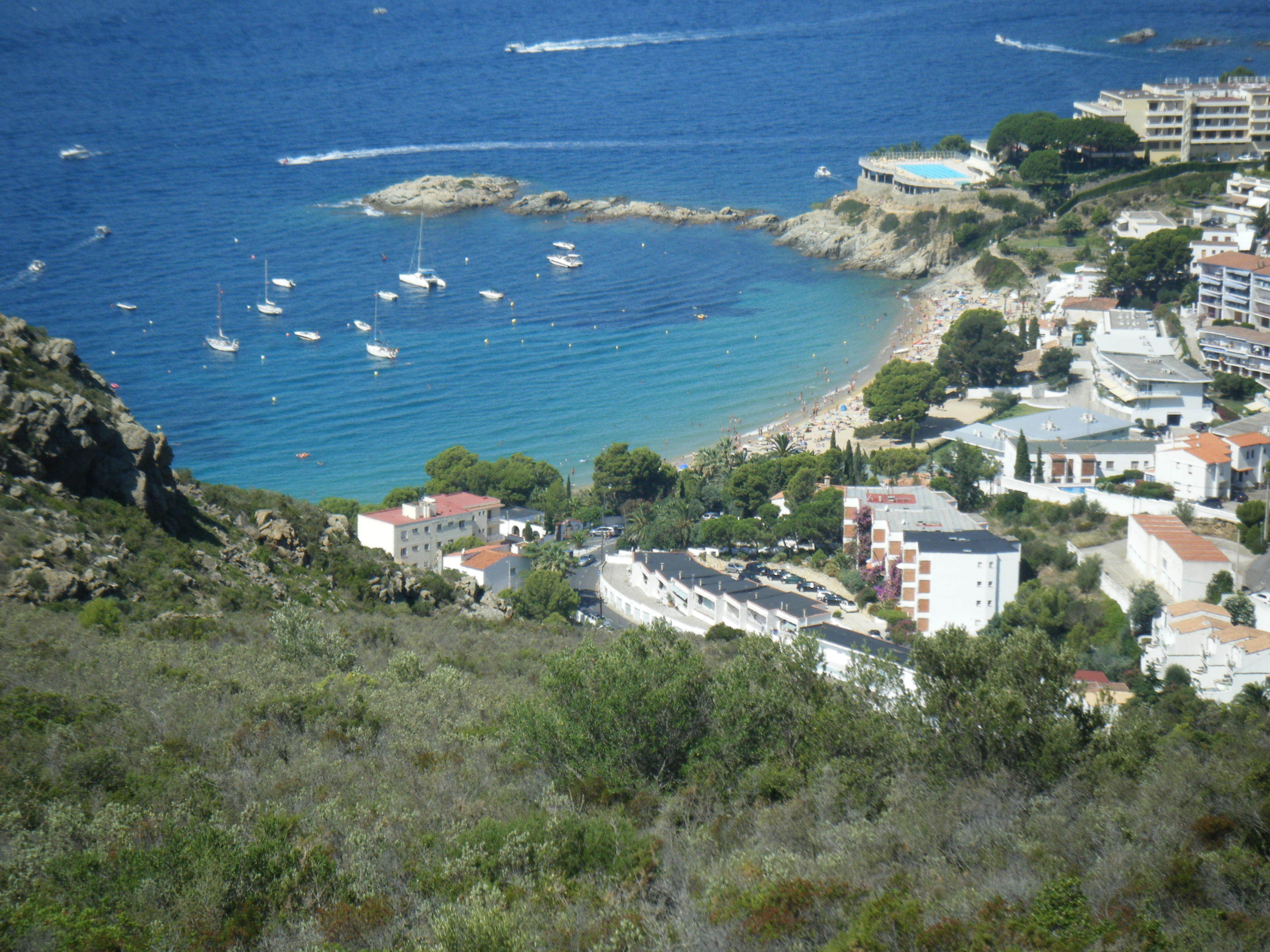
Platja de l'Almadrava o de Canyelles Grosses, a Roses

- A Portbou: la Platja de Portbou i del Pi i les Cales de les Freses, del Clapé i de les Tres Platgetes.
- A Colera: la Platja de Garbet, de Colera i la Borró/Assutzenes i les Cales Rovellada i Cala Morts/d'en Goixa.
- A Llançà: les Platges del Rastell, d'en Cros, de Bramant, cala del Cau, del Llop, del Port, de la Farella, de Grifeu, de la Gota, de Canyelles, de les Carboneres i de Les Tonyines. Cala Tavallera.
- A Port de la Selva: les Platges de l'Erola, del Pas, de la Ribera, del Port de la Selva i del Port de la Vall. Cales Tavellera, Tamariua, Fornells, Cativa, Galladera i Prona.
- A Cadaqués: les Platges de Portal, de Port Lligat, de Ses Oliveres, la Gran, de Caials, des Poal, del Llané Gran, i del Port-Alguer. Cales s'Alqueria, Bona, sa Conca, Ros, Fredosa, Culip, Guillola i Jugadora.
- A Roses: les Platges del Salatar, de Santa Margarida, La Nova, La Punta, Almadrava, Canyelles, El Rastrell i la dels Palangrers. Cala Jòncols, Montjoi, Murtra, Pelosa, Bonifaci, Calís, Calitjàs, Canadell i Rustella.
- A Empuriabrava-Castelló d'Empúries: la Platja de la Rubina, d'Empuriabrava i la de Can Comes.
- A Sant Pere Pescador: les Platges de Sant Pere, de La Gola, de La Txarraca i de Les Dunes.
- A l'Escala: les Platges de Riells, de Riuet, de Sant Martí d'Empúries, de l'Escala, del Moll Grec, de les Muscleres, del Rec del Molí, del Port d'en Perris, i del Portitxol. Cales de l'Illa Mateua, Montgó i la Creu.

#### Platges i cales del Baix Empordà

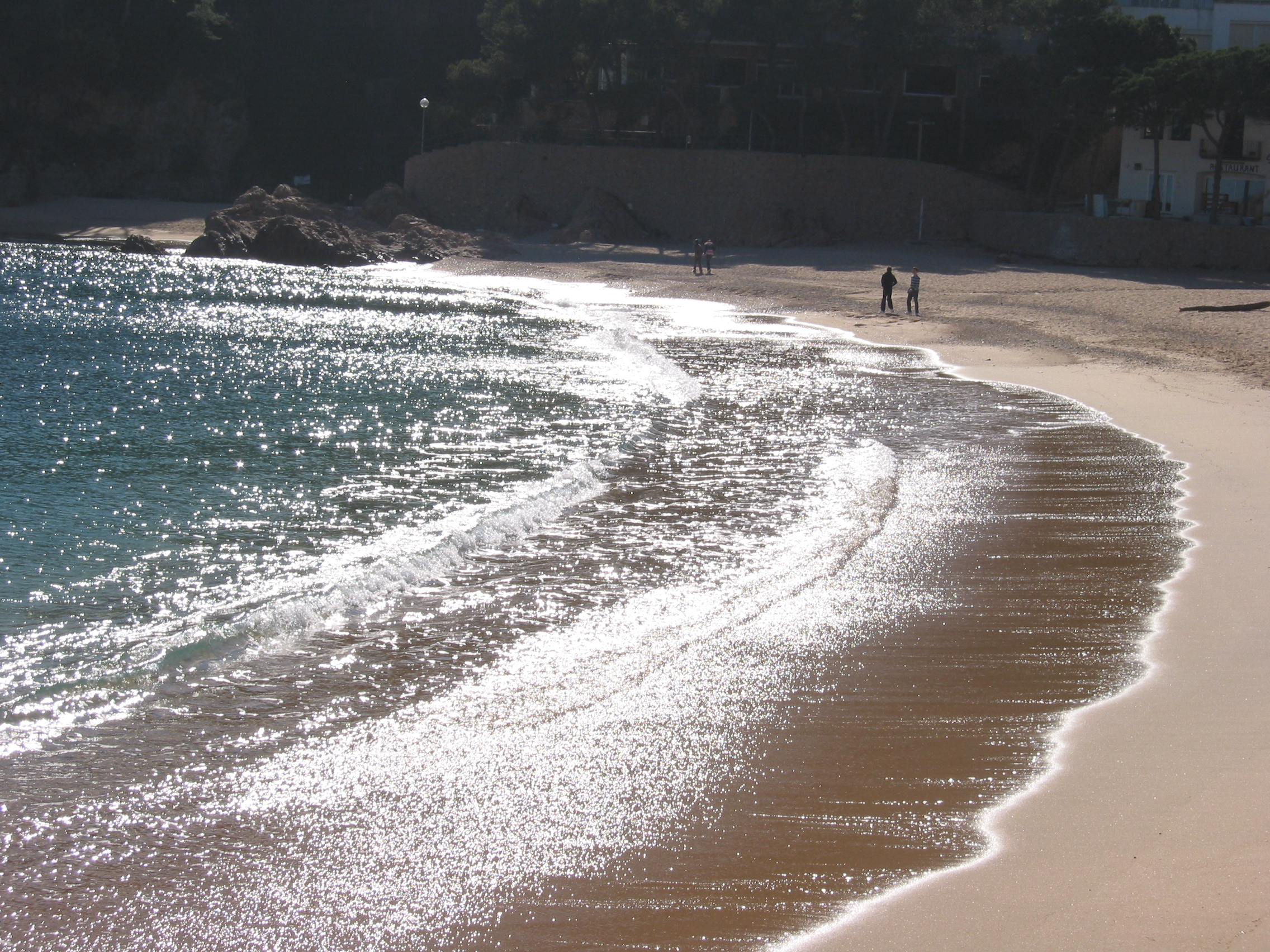
Platja de Tamariu

- A l'Estartit - Torroella de Montgrí: La Platja de l'Estartit i la Fonollera, entremig la Gola i de La Pletera, i la cala Montgó.
- A Pals: la Platja Gran de Pals i la Platja Grau.
- A Begur: la Platja del Racó, Fona, Aiguablava i la de Sa Riera. Cales sa Tuna, Aiguafreda, l'Illa Roja i Fornells.
- A Tamariu - Palafrugell: la Platja dels Lliris i la Platja de Tamariu, i les cales Aigua Dolça, Aigua Xelida, Marquesa i Pedrosa.
- A Mont-ras: la Cala del Vedell, Cala del Crit i la Cala de la Font Morisca.
- A Llafranc: la Platja de Llafranc i la Cala del Cau.
- A Calella de Palafrugell - Palafrugell: les Platges de Sant Roc/dels Canyers, del Canadell, d'en Calau, de la Platgeta, la del Port de la Mala Espina i la del Port Pelegrí. Cales de La Banyera de la Russa/d'Massoni, Golfet, i Port Bo.
- A Palamós: les Platges de La Fosca, de Castell, cap de Planes, la Platja Gran de Palamós i la de Sa Tamardia. Cales s'Alguer, Canyers, Pots, Roca Bona, Corbs, sa Corbetera, Caleta del Morro del Vedell, Cala Estreta, Cala Sanià i Margarida.
- A Calonge: la Platja de Torre Valentina, la des Monestri, la de Can Cristus/Ses Torretes, la de Sant Antoni i la de les Torretes. Cala Roques Planes, Cap Roig, Comtat Sant Jordi i Belladona.
- A Platja d'Aro - Castell Platja d'Aro: la Platja Gran i Cales Rovira, del Pi, dels Canyers i sa Cova.
- A Santa Cristina d'Aro: les Cales de Vallpresona, Caleta de Cuncagats, la Font, de El Senyor Ramon i Joana.
- A S'Agaró - Castell Platja d'Aro: la Platja de s'Agaró i les Cales sa Conca i Pedrosa.
- A Sant Feliu de Guíxols: les Platges de Port Salvi, Can Dell, Canyerets, de Sant Feliu i de Sant Pol. Cales sa Caleta, Ametller, Urgell, Vigatà, Jonca, Maset i Peix.

#### Platges i Cales de la Selva

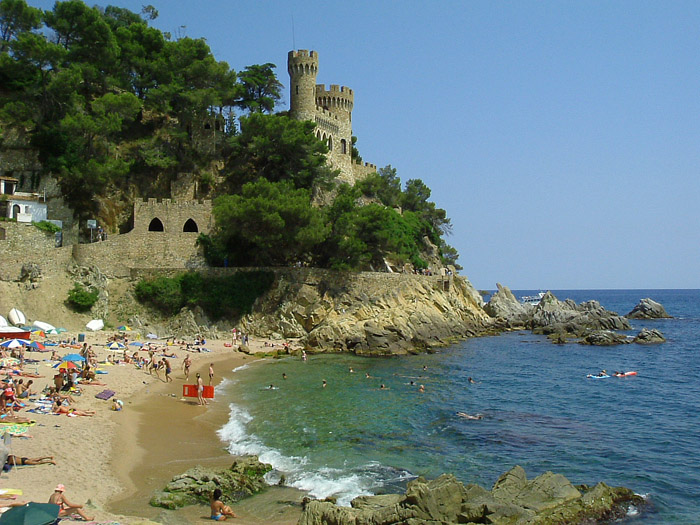
Platja de Sa Caleta a Lloret de Mar

- A Tossa de Mar: les Platges de Santa Maria de Llorell, de El Reig, la Gran de Tossa de Mar i la de la Mar Menuda. Cales Porto Pi, Figuera, Carles, D'es Codolar, Bona, Salions, Futadera, Giverola, Llevadó, Morisca i Pola.
- A Lloret de Mar: les Platges de sa Boadella, de Treumal, Fenals, de Cala Canyelles, de Santa Cristina, de Sa Caleta i la Platja de Lloret.
- A Blanes: les Platges de S'Abanell, de Blanes, la de la Punta de Santa Anna, la Treumal, i la Cala de Sant Francesc.Cala i Punta s'Agulla (Blanes).

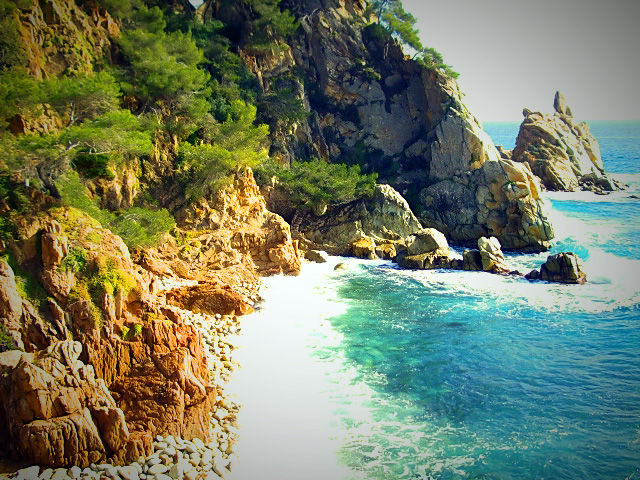
Cala i Punta s'Agulla (Blanes).

### Espais naturals
Més del 30% del total de la superfície de les comarques gironines són zones protegides pel seu especial interès natural:

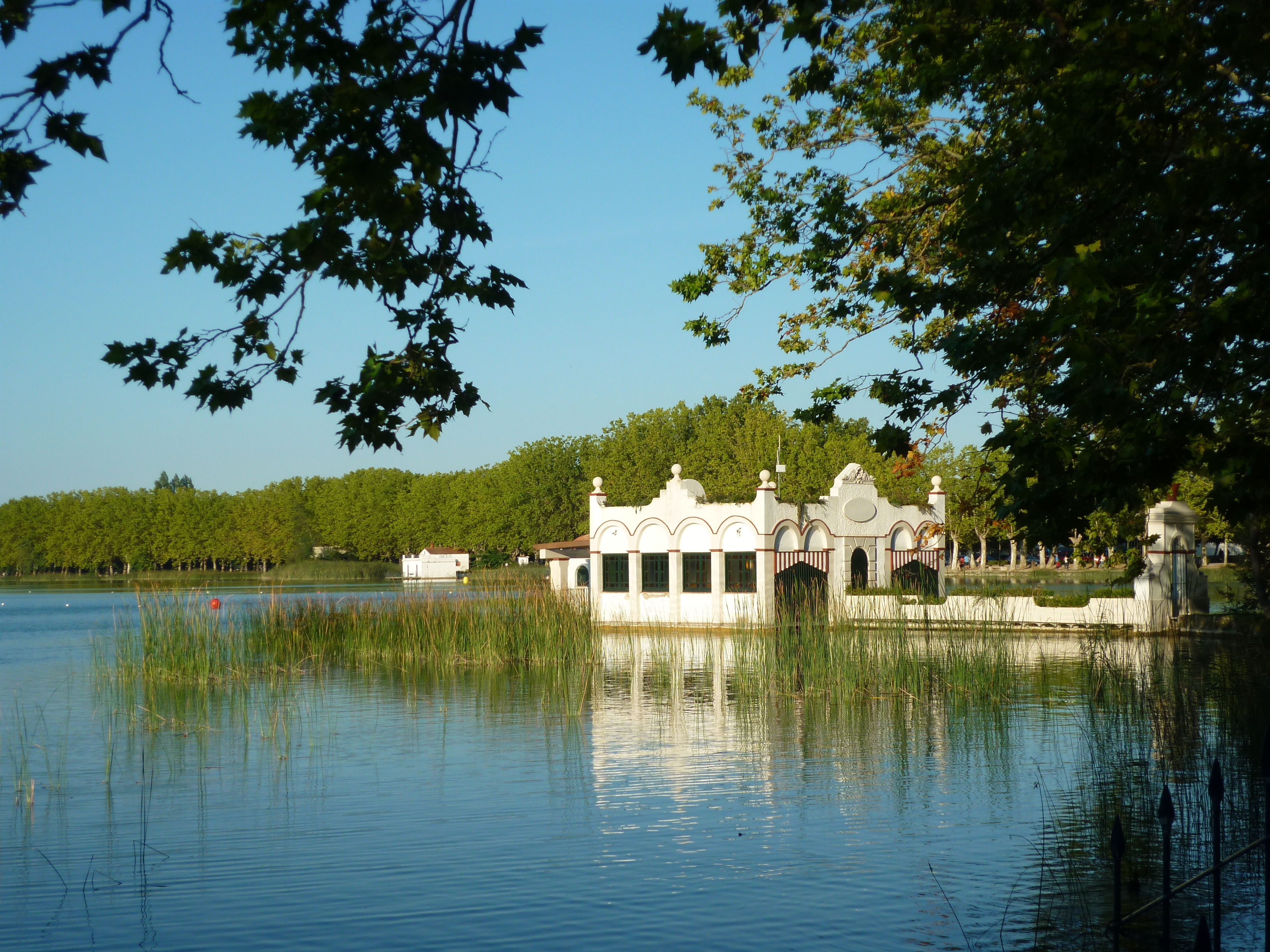
Estany de Banyoles

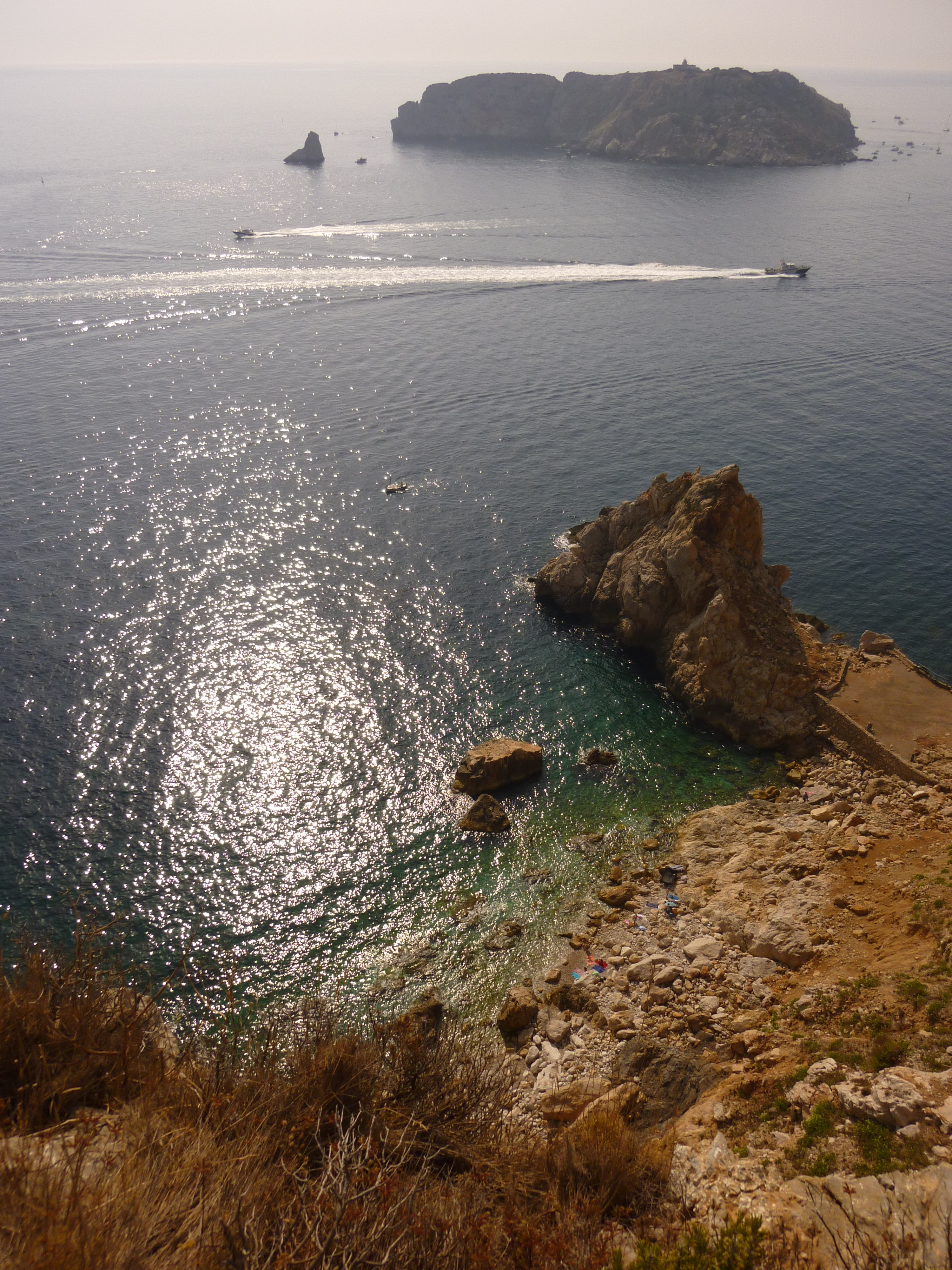
El Molinet i les Medes

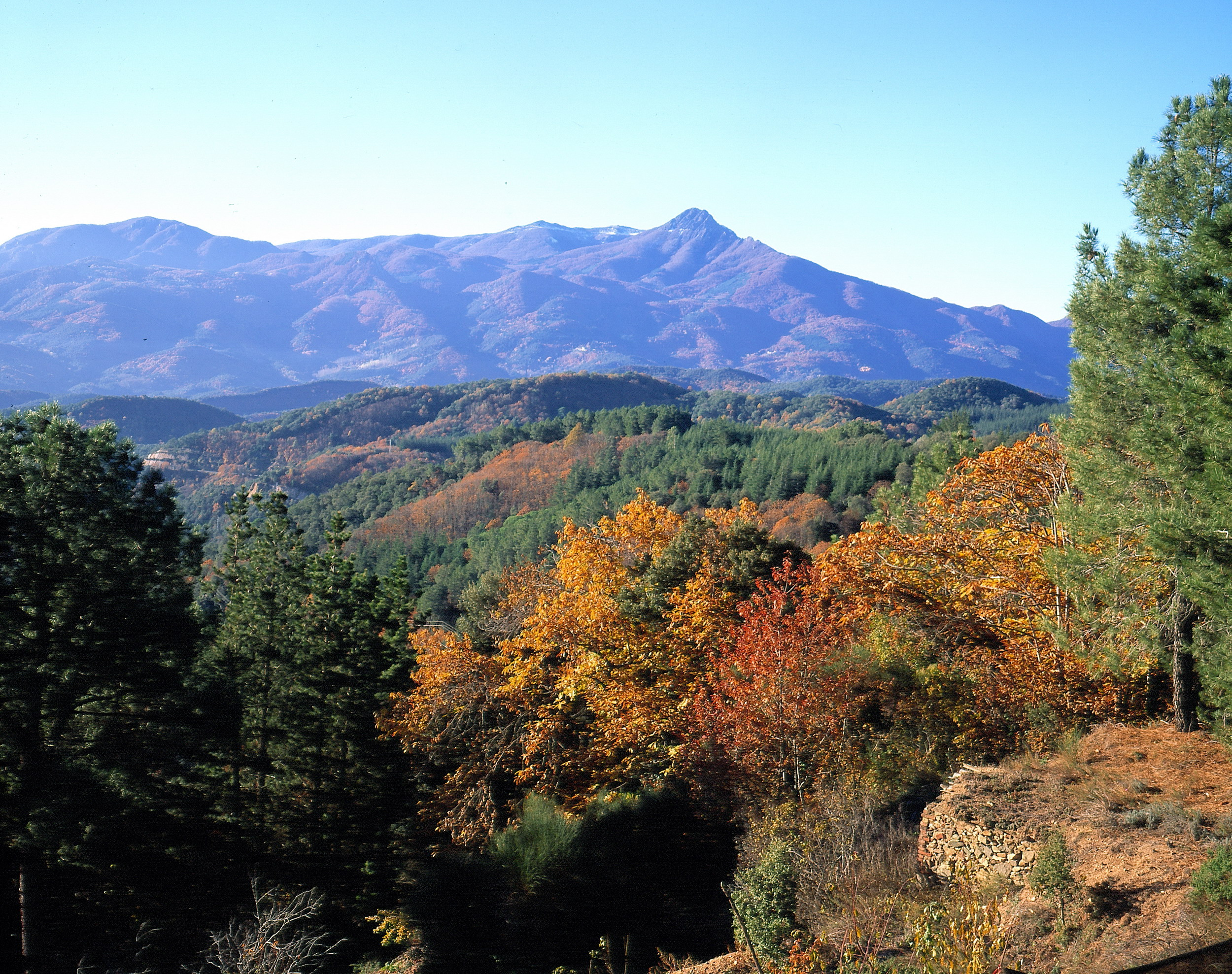
Montseny Guilleries

#### La Serra de l'Albera
Paratge declarat d'Interès Natural, que comprèn les poblacions de la Jonquera, Rabós d'Empordà, Espolla, Cantallops, Vilamaniscle, Garriguella, Mollet de Peralada i Sant Climent Sescebes, el paisatge conviu amb una de les concentracions de monuments megalítics més importants de Catalunya, i amb petites esglésies romàniques que fan d'aquesta zona de l'Alt Empordà una de les més riques en patrimoni monumental i històric de les comarques gironines. D'altra banda, la Serra de l'Albera presenta una vegetació de transició entre les espècies pròpies de la serralada pirenenca i la mediterrània, així com la fauna, que es caracteritza per la gran diversitat, a cavall entre les zones de muntanya i la Catalunya humida.

#### Estany de Banyoles
Aquesta àrea de gran interès paisatgístic i geològic abasta el conjunt de l'anomenada costa lacustre de Banyoles, que separa la plana de l'Empordà de la serralada Transversal, a la comarca catalana de la Garrotxa. L'estany de Banyoles, amb una superfície de 107 hectàrees i una forma de vuit característica, és un dels més grans de la península Ibèrica. El més rellevant d'aquest sistema lacustre és el seu origen i la procedència de les aigües que el nodreixen, a través de filtracions de pluges de determinades zones de l'Alta Garrotxa, mitjançant cabals subterranis que provoquen la seva sortida a l'exterior.
L'estany de Banyoles i el conjunt de petits estanyols que l'acompanyen presenten al llarg de l'any processos d'estratificació tèrmica i química. A banda d'aquestes característiques, l'entorn de l'estany concentra una gran varietat de flora lacustre i fauna autòctona.

#### Les Illes Medes
El petit arxipèlag de les Medes, situat a la zona centre de la Costa Brava, al municipi de Torroella de Montgrí (Baix Empordà)i a poca distància del massís que duu el mateix nom, està format per set illots que es caracteritzen per la gran riquesa del seu ecosistema marí.
La proximitat de la costa i la desembocadura del riu Ter aporten a aquestes illes una gran quantitat de matèria orgànica, fet que permet la varietat de flora i fauna típica de les Medes. Alguns exemples d'aquesta varietat són la colònia de gavines, la peculiar vegetació terrestre, les algues posidònies, o el fons marí coral·ligen, on es pot practicar submarinisme de forma regulada.

#### El Massís de Montgrí
Situat entre les comarques de l'Alt i el Baix Empordà, aquest massís de naturalesa calcària separa les badies de Roses i del Ter, i aporta interessants elements de diversitat ecològica al paisatge. El seu caràcter salvatge i inhòspit el converteix en una excepció de l'entorn de la Costa Brava. Aquesta zona està ocupada principalment per pinedes i males herbes, a més de per la vegetació que apareix no només en els ambients boscosos, sinó a tota la franja est del massís, arran de mar. En aquest sentit destaquen les cales Pedrosa i Ferriol, entre d'altres.

#### Ses Negres
La Reserva Marina de Ses Negres, situada a Begur, just al centre de la Costa Brava, s'estén al llarg de 1300 metres de litoral, entre les cales de Sa Riera i Aiguafreda. Presenta una superfície total de 80 hectàrees, la qual inclou els penya-segats que envolten les muntanyes de Begur. Boies i balises delimiten l'espai protegit i assenyalen també un canal de navegació de velocitat limitada. En les zones de bany i apnea, activitats respectuoses i compatibles amb la preservació del medi, els visitants poden gaudir i constatar la recuperació de la vida marina, anys després que es declarés la Reserva.

#### El Massís de les Gavarres
Massís de característiques típicament mediterrànies. Situat entre les comarques del Gironès i el Baix Empordà, constitueix l'extrem septentrional de la serralada litoral catalana. El paisatge d'aquesta zona és bàsicament forestal. El caràcter de gran espai de bosc mediterrani atorga transcendència al conjunt del massís, format bàsicament per boscos d'alzines i sureres. La fauna és la típica dels ambients mediterranis i forestals. Pel que fa al patrimoni històric, data de l'època megalítica amb una abundant presència de monuments funeraris; a més, a la zona també destaquen les construccions defensives medievals i les edificacions religioses d'estil preromànic i romànic.

#### L'Illa del Ter
L'illa del Ter constitueix un espai natural de gran valor ecològic per la seva diversitat biològica i també pel seu gran potencial com a entorn d'educació ambiental, tant per als escolars com per a tots aquells ciutadans amants de la naturalesa que la visitin, cosa que afavoreix la seva proximitat a la ciutat de Girona.
La zona està protegida per normatives municipals i també per la condició de Refugi de Fauna Salvatge. Presenta espècies botàniques d'interès, com la campaneta d'hivern, i uns boscos de ribera en estat de conservació òptima, ja que s'han vist lliures d'intervenció humana des de la creació natural de l'illa a partir de les confluències dels rius Ter i Onyar.
Respecte a la fauna, destaquen la llúdria, la geneta i les diferents espècies de papallones pròpies dels ambients aquàtics, i també una gran varietat d'aus com el martinet de nit, el picot garsar petit o blauet, entre d'altres. En total, s'han observat prop de 200 espècies.

#### El Massís de Cadiretes
El massís de Cadiretes (o massís de l'Ardenya) és un espai natural que ocupa pràcticament la totalitat del terme municipal de Tossa de Mar i part dels termes de Sant Feliu de Guíxols, Santa Cristina d'Aro, Llagostera, Vidreres, Caldes de Malavella i Lloret de Mar. Es tracta d'un terreny muntanyenc, de geologia granítica, que separa el mar de la plana de la Selva, el punt més alt del qual és el Puig de Cadiretes (519 metres).
Les depressions del massís estan solcades per torrents de règim típicament mediterrani. Malgrat tot, la naturalesa del terreny fa que es creïn surgències d'aigua durant tot l'any, fet que juntament amb la humitat i les precipitacions provocades per l'efecte pantalla de les muntanyes davant els vents de llevant fa que al massís conflueixin elements botànics i faunístics de clara afinitat atlàntica. La costa, amb més de 6 quilòmetres protegits, és particularment abrupta, fet que ha facilitat l'establiment de diverses espècies rellevants que hi han trobat un refugi ideal.

#### El Massís de les Guilleries
El massís de les Guilleries està situat a l'extrem nord de la serralada prelitoral i més enllà del Montseny; el municipi de Sant Hilari Sacalm n'és la capital. L'enorme massís de muntanyes velles i gastades, cobertes d'espessa vegetació, té una extensió total de 12.500 hectàrees i es troba dins del Pla d'Espais d'Interès Natural (PEIN). Una successió de cims que sobrepassen els milers de metres i petites valls configuren aquest singular entorn, fent que el paisatge resulti espès, tranquil i salvatge. El punt més alt és Sant Miquel de les Formigues, amb 1.204 metres.

### Jardins
Als quatre jardins botànics de la Costa Brava s'hi apleguen tantes plantes autòctones com espècies vegetals pròpies dels tròpics, que alhora són balconades sobre el Mediterrani:

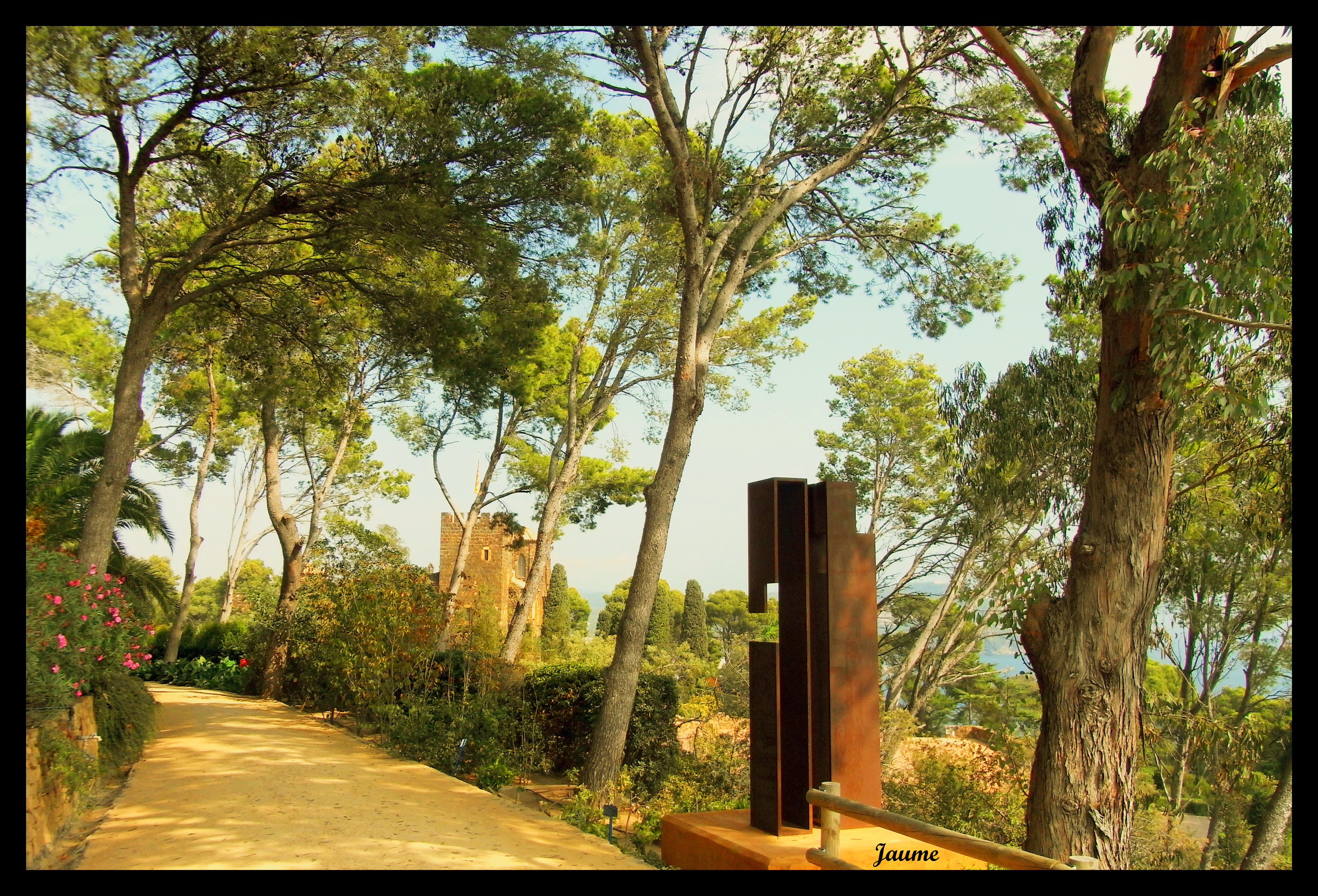
Escultures dels Jardins de Cap Roig a Calella de Palafrugell

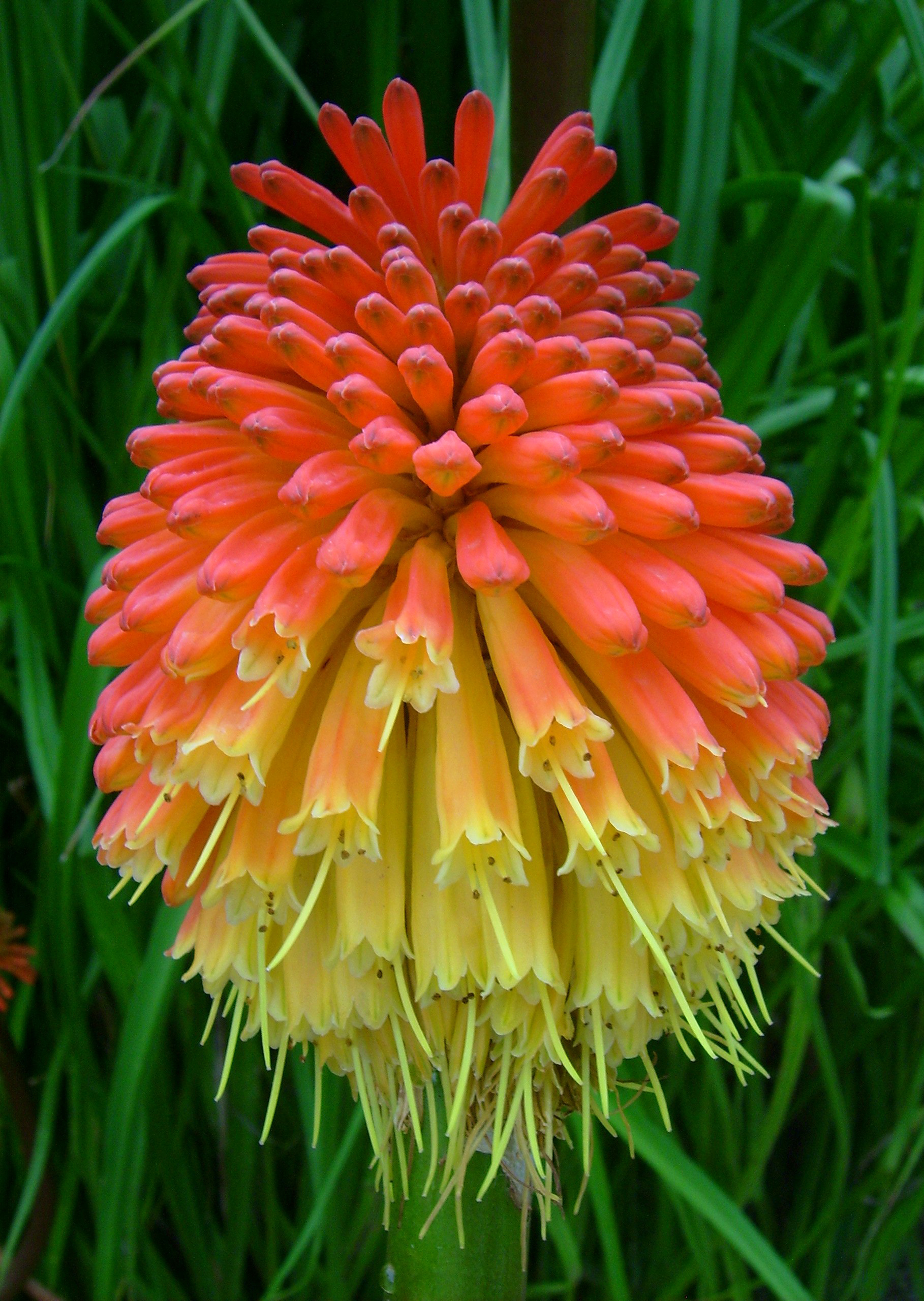
Kniphofia al Jardí Botànic Marimurta

#### Jardins de Cap Roig
A Calella de Palafrugell, (Palafrugell) (Baix Empordà), les espècies vegetals més característiques de la Mediterrània es barregen amb arbres i plantes procedents de cinc continents en aquest jardí botànic, un dels més variats de Catalunya. També durant la temporada d'estiu, el jardí botànic acull diverses activitats com ara exposicions i actuacions culturals.

#### Jardins de Santa Clotilde
Els Jardins de Santa Clotilde es troben en un paisatge de gran bellesa, en un penya-segat amb vistes impressionants sobre el mar, a Lloret de Mar (Selva). Aquest jardí botànic, dissenyat el 1919 per Nicolau Maria Rubió i Tudurí, es caracteritza per la clara influència italiana i la coherència formal que existeix entre el jardí i l'obra arquitectònica de l'entorn. Els jardins acullen diverses escultures de marbre i es caracteritzen per l'absència de flors, fet que contrasta clarament amb la gran varietat de plantes.

#### Jardí botànic Pinya de Rosa
A Blanes, (Selva), Ferran Rivière de Caralt va crear l'any 1954 aquest jardí botànic que té la peculiaritat d'haver adaptat a l'entorn mediterrani espècies vegetals característiques dels tròpics. D'aquesta forma, plantes i arbres, com per exemple el cactus, les espècies d'Opuntia o els àloes conviuen en un context ric en vegetació autòctona.

#### Jardí botànic Marimurtra
Aquest jardí botànic, situat al vessant sud-est de la muntanya de Sant Joan de Blanes, sobre els penya-segats, va ser creat l'any 1921 pel científic alemany Karl Faust. Anys més tard, el Marimurtra es va convertir en una de les estacions de biologia més importants del Mediterrani. El Jardí botànic Marimurtra reuneix no només plantes i arbres autòctons, sinó espècies vegetals de tot el món, com per exemple palmeres de Xile, bambús o arbres característics d'Àfrica i Mèxic, entre d'altres.

### Parcs Naturals
Tres Parcs Naturals són presents en la geografia de la Costa Brava:

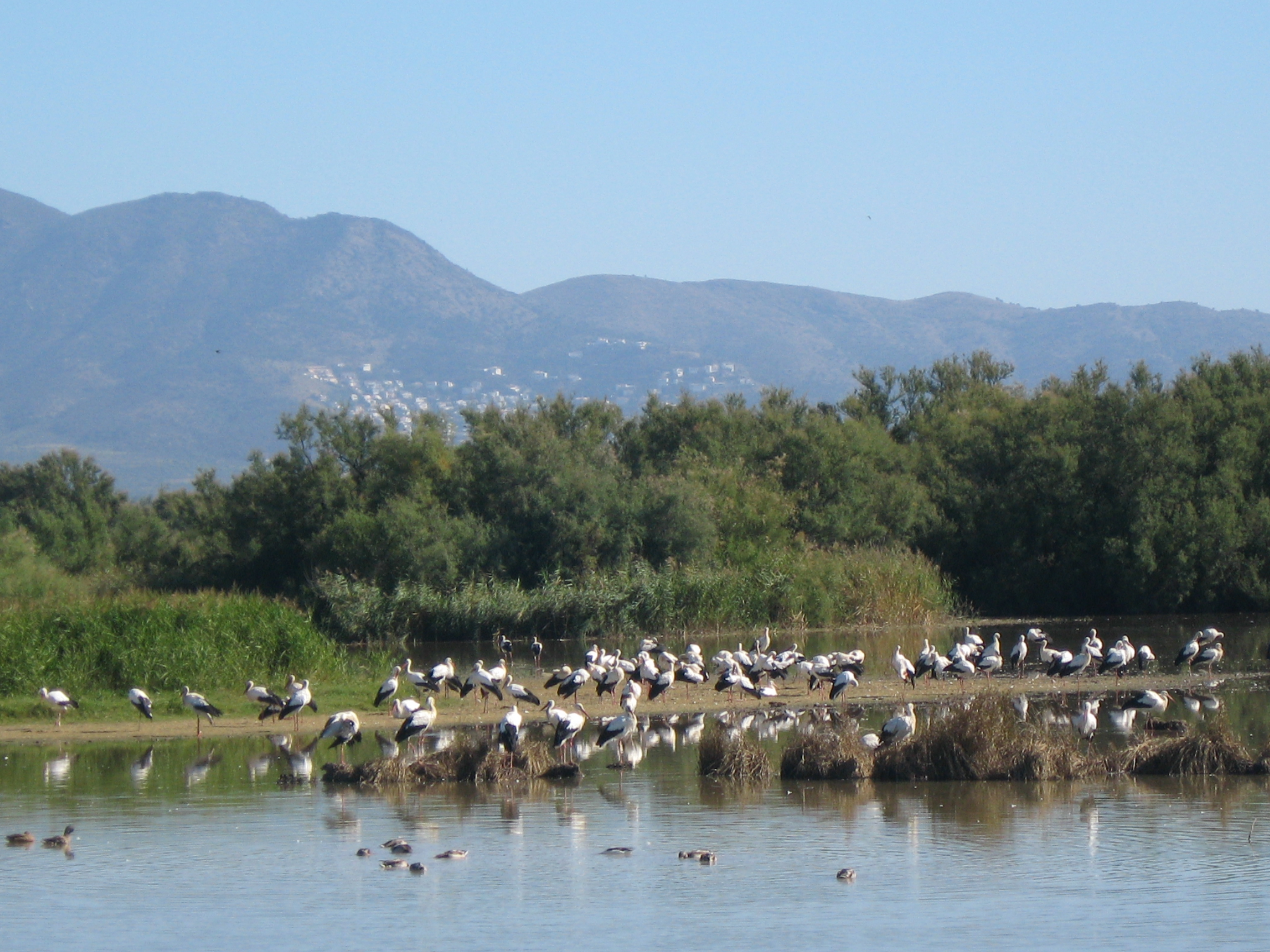
Parc Natural dels Aiguamolls de l'Empordà

#### Parc Natural del Cap de Creus
La llei de protecció d'aquesta zona converteix el Parc Natural Cap de Creus, situat al nord de la Costa Brava, al Port de la Selva, en un dels més singulars de la península Ibèrica. Determina com a àrees protegides els municipis del Port de la Selva, la Selva de Mar, Llançà, Cadaqués, Palau-saverdera, Pau, Roses i Vilajuïga, amb una superfície de 13.886 hectàrees repartides en 10.813 hectàrees d'espai terrestre i 3073 d'espai marítim.

#### Aiguamolls de l'Empordà
Situat al nord de la Costa Brava, entre les poblacions de Castelló d'Empúries- Empuriabrava, Sant Pere Pescador i Roses, aquest parc natural és el segon més important de Catalunya d'aquestes característiques, ja que concentra un gran nombre d'espècies autòctones de flora i fauna. Està dividit en dues grans àrees, al nord i al sud del riu Muga, que reuneixen els elements més característics del paisatge de l'Alt Empordà.

#### Parc Natural del Montseny
Situat a la part interior de la zona sud de la Costa Brava, a Arbúcies (Selva), el Montseny és el massís més gran i de més altura de la serralada prelitoral catalana, a cavall entre les demarcacions de Barcelona i Girona. Un dels principals valors del massís radica en l'extrema variabilitat dels ambients que presenta, fruit dels importants gradients altitudinals i de vegetació, així com de la diversitat del seu relleu. Alzinars i pinedes, boscos de sureres, rouredes i fagedes són alguns dels arbres que donen forma a un paisatge gairebé forestal que alhora, actua com un espai de refugi per a moltes espècies animals pròpies de contextos ambientals de major latitud.

## Art i cultura
La memòria històrica de les comarques de Girona es remunta al període Paleolític, quan diverses tribus nòmades van habilitar la zona; d'aquesta manera es van establir els fonaments per a futures civilitzacions, com per exemple els pobles íbers, grecs i romans, les ciutats dels quals han perdurat fins als nostres temps i s'han convertit en llocs de visita obligada. Posteriorment, la Costa Brava va captivar intel·lectuals i artistes de totes les èpoques, que van deixar-hi la seva petjada inconfusible en forma de múltiples manifestacions culturals.

### Museus i col·leccions
La gran riquesa artística queda recollida en un conjunt de gairebé una cinquantena de Museus i Col·leccions catalogats entre les cinc comarques que conformen el topònim de la Costa Brava. De nord a sud:

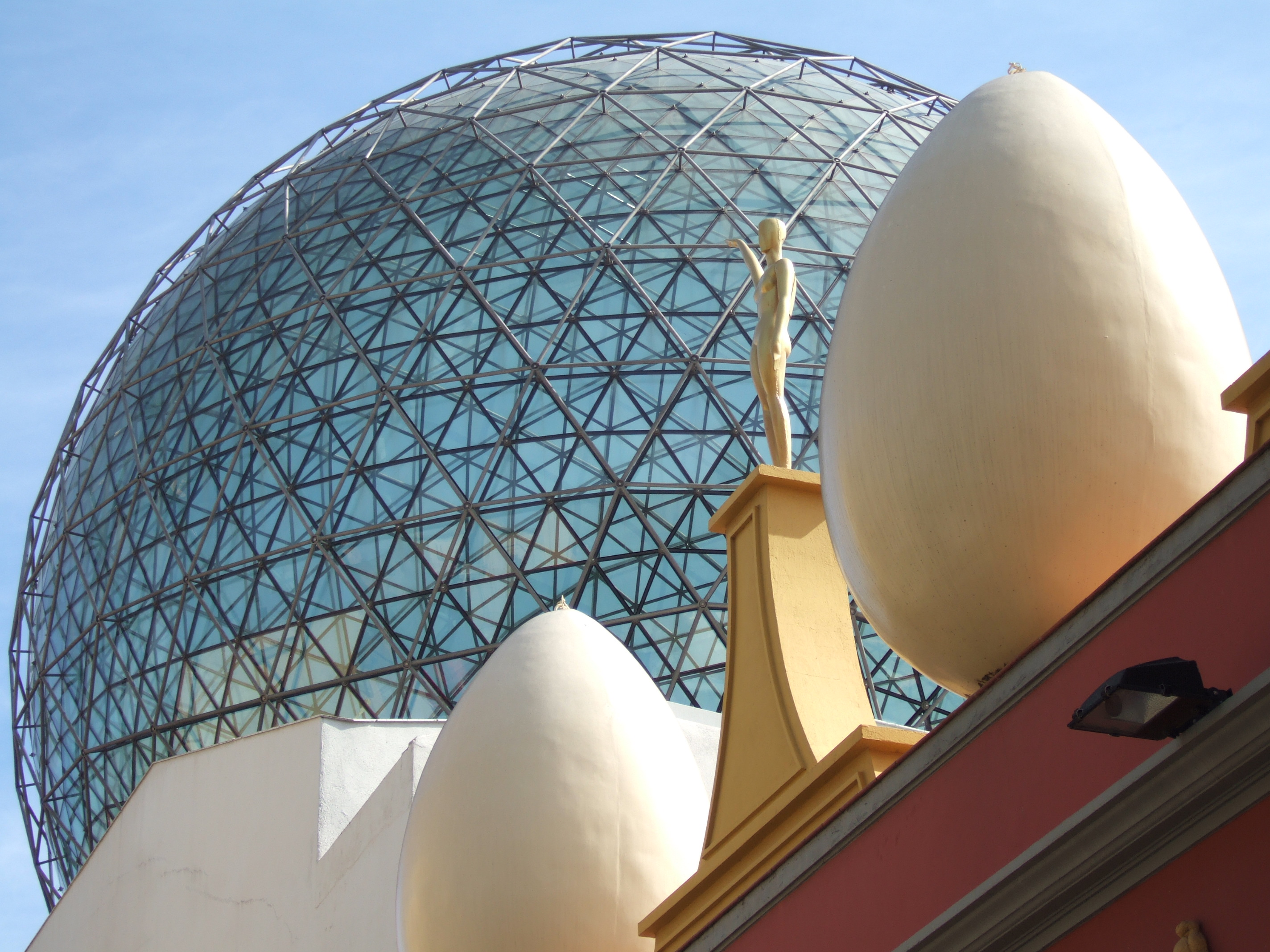
Vista de la cúpula del Teatre-Museu Dalí amb els ous gegants i els maniquís pintats

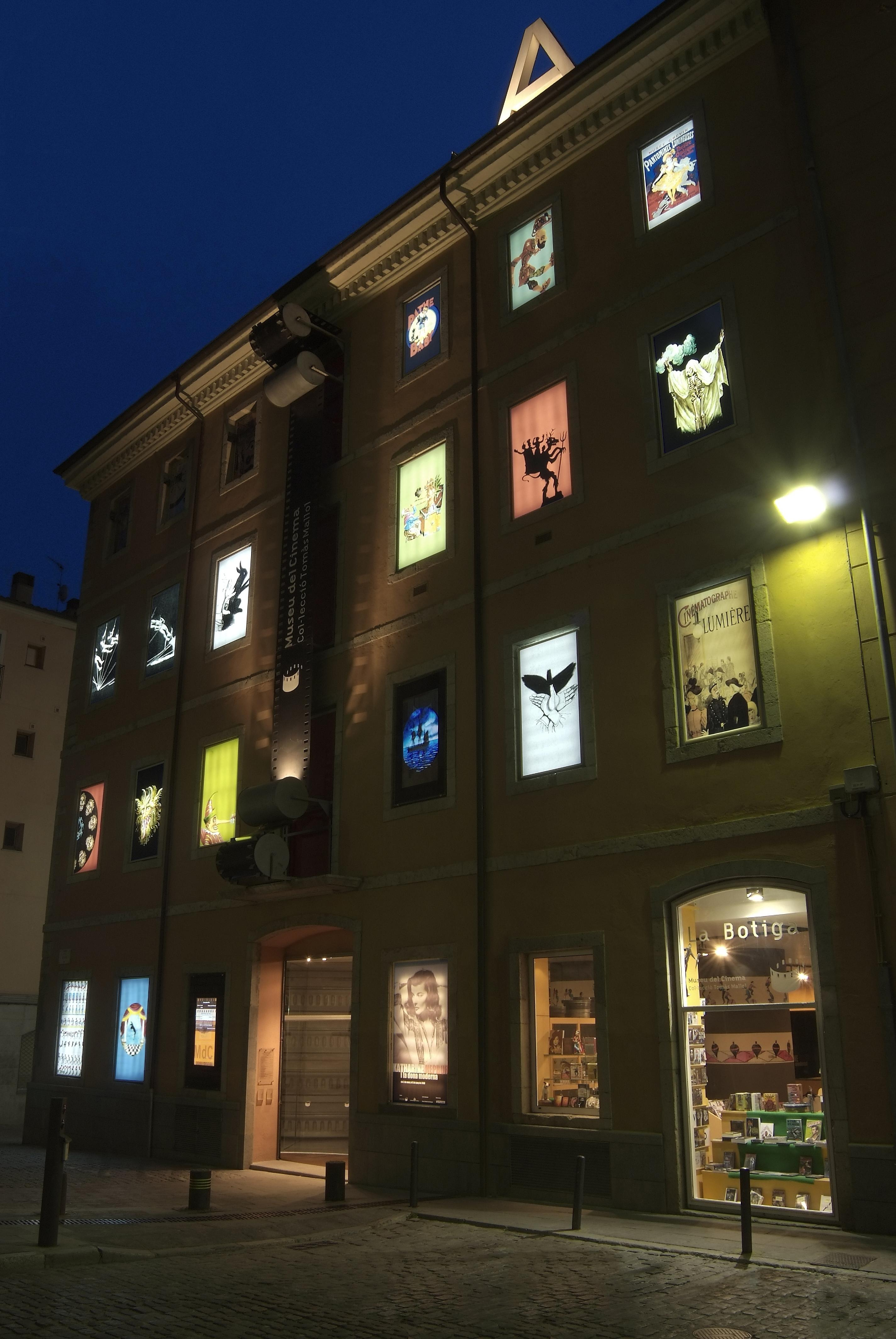
Façana del Museu del Cinema

| - Col·lecció del Museu Memorial de l'Exili (MUME) a La Jonquera - Col·lecció Museu de l'Aquarel·la. Fundació J.Martínez Lozano a Llançà - Col·lecció Museu del Pagès a Torroella de Fluvià - Museu Municipal de Cadaqués a Cadaqués - Col·lecció del Museu de la Ciutadella a Roses - Col·lecció del Museu del Castell de Peralada a Peralada - Col·lecció del Museu de les Aixetes a Campmany a L'Escala - Col·lecció Museu de l'Anxova i de la Sal - Col·lecció Museu Vicenç Folgado - Museu d'Arqueologia de Catalunya-Empúries a Castelló d'Empúries - Col·lecció del Museu Parroquial de Castelló d'Empúries - Museu Cúria-Presó - Ecomuseu-Farinera de Castelló d'Empúries a Figueres - Teatre-Museu Dalí - Museu de l'Empordà - Museu de la Tècnica de l'Empordà - Museu del Joguet de Catalunya | - Museu Castell Gala-Dalí a La Pera - Museu d'Arqueologia de Catalunya-Ullastret a Ullastret - Museu Rural a Palau-sator - Col·lecció Museu d'Arqueologia Submarina, Ca la Pruna a Pals a La Bisbal d'Empordà - Museu Terracotta a Torroella de Montgrí - Museu de la Mediterrània - Col·lecció Museu de Pintura Palau Solterra a Palafrugell - Col·lecció Fundació Josep Pla - Col·lecció Fundació Vila Casas-Can Mario a Palamós - Museu de la Pesca - Espai del Peix A Castell d'Aro, Platja d'Aro i s'Agaró - Col·lecció Museu de les Nines a Platja d'Aro A Santa Cristina d'Aro - Col·lecció Xevi - La Casa Màgica a Santa Cristina d'Aro a Sant Feliu de Guíxols - Museu d'Història Casa Albertí - Museu d'Història de la Ciutat - Museu d'Història de la Joguina - Museu del Salvament Marítim - Museu Arqueològic Comarcal de Banyoles - Museu Darder. Espai d'Interpretació de l'Estany ambdós a Banyoles | - Col·lecció Museu Raset a Cervià de Ter - Museu d'Història de la Ciutat de Girona a Amer - Col·lecció Museu de l'Aigua a Salt a Girona: - Museu d'Arqueologia de Catalunya-Girona - Museu del Cinema - Museu d'Art de Girona - Col·lecció Museu d'Història dels Jueus - Bonastruc Ça Porta - Col·lecció Petit Museu de la Fantasia - Museu Tresor de la Catedral de la Girona - Col·lecció Museu Fundació Emili Vilà a Llagostera - Col·lecció Museu Municipal Guilleries a Sant Hilari Sacalm - Col·lecció Museu Trias de les Galetes a Santa Coloma de Farners - Parc Art a Cassà de la Selva - Museu Etnològic del Montseny, La Gabella a Arbúcies - Museu Josep Aragay a Breda - Col·lecció d'Automòbils de Salvador Claret a Sils a Tossa de Mar - Col·lecció d'Interpretació dels Fars de la Mediterrània - Museu Municipal de Tossa (Obra Chagall) - Museu del Mar - Can Garriga a Lloret de Mar |

### Parcs d'escultures

#### Jardins de Cap Roig
A Calella de Palafrugell, Baix Empordà, la Fundació Caixa de Girona de La Caixa creà un parc d'escultures als jardins de Cap Roig on es troben reunides, entre la vegetació, escultures dels artistes que transformen el jardí en un singular espai d'art a l'aire lliure.

#### Parc Art
A Cassà de la Selva, Selva, és el Parc de les Arts Contemporànies de Cassà de la Selva. Reconeguts artistes contemporanis, com a fet excepcional, han pogut escollir la ubicació i instal·lació de la seva obra que, d'aquesta manera, estableix un diàleg mot suggerent amb el seu entorn.

#### Bosc de Can Ginebreda
A Porqueres, Plà de l'Estany. Es tracta de les escultures de Xicu Cabanyes que destaca per la intensitat vital i personal de l'experiència i la seva globalitat plàstica.

### Festivals de música
Altres fites culturals de la Costa Brava són els seus festivals de música, que any rere any apleguen una notable selecció de creadors i intèrprets de tots els registres.
- Festival dels Jardins de Cap Roig: a Calella de Palafrugell a l'auditori del Jardí Botànic, situat en un indret especialment singular, al costat del mar, és la seu d'aquest festival d'estiu obert a distintes disciplines escèniques. Principis de juliol fins a mitjans d'agost.
- Festival de Músiques de Torroella de Montgrí: a Torroella de Montgrí, el Festival es va iniciar el 1980 i ha mantingut sempre l'anomenada música clàssica occidental com a eix central de la seva programació, tot i que al llarg del temps hi ha anat introduint elements extres musicals i mostres d'altres tipologies i cultures. Finals de juliol fins a mitjans d'agost.
- Festival Internacional de Música del Castell de Peralada: a Peralada, se celebra ininterrompudament des del 1987 els mesos de juliol i agost en el conjunt monumental del Castell de Peralada.
- Festival Internacional de la Porta Ferrada: a Sant Feliu de Guíxols, és el més antic de Catalunya, va néixer l'any 1958 davant del Monestir de Sant Feliu de Guíxols i el seu nom respon a la part més antiga d'aquest conjunt monumental. Mitjans de juliol fins a mitjans d'agost.
- Empordà Music Festival: a la Bisbal d'Empordà, l'últim dissabte de juliol. Hi actuen artistes actuals del panorama musical català.
- Festival Internacional de Música de Cadaqués: a Cadaqués, la primera setmana d'agost. Festival que ha volgut reflectir l'eclecticisme artístic d'aquesta població, font d'inspiració d'incomptables artistes. La seva programació abraça un gran ventall de gèneres musicals, des del jazz a la música clàssica o fins i tot al pop i al rock, sempre apostant per la bona música i conservant la seva singularitat.
- Festival de Música de Calonge: a Calonge és el Festival més antic de la Costa Brava (des del 1968). Música clàssica, popular, flamenc, jazz i soul. Mes d'agost.
- Musicant: a Campllong, festival que té el compromís de difondre el repertori musical català de tots els temps. Finals d'agost i principis de setembre.
- Schubertíada de Vilabertran: a Vilabertran, festival on destaquen els recitals de lieder, però que també es programen obres d'altres compositors, especialment dels seus contemporanis. Mitjans d'agost fins a primera setmana de setembre.
- Festival Acústica: a Figueres, sota el format acústic o unplugged, s'hi troben tant artistes emergents com consagrats. Primera setmana de setembre.
- Black Music Festival: a Salt, el festival català de música negra. De mitjans de març a mitjans d'abril.
- Festival de Guitarra de Girona: a diferents ubicacions de la província de Girona. Última quinzena de juliol fins a la primera setmana de setembre.
- Festival de la Veu (a)phònica: a Banyoles, explora totes les possibilitats d'aquest element que no és visible però que tothom porta incorporat. Voltants de Sant Joan.

### Triangle Dalinià
Salvador Dalí és una personalitat de la cultura contemporània, reconegut geni surrealista i home arrelat a una terra, l'Empordà, a un paisatge, la Costa Brava i a unes tradicions, les catalanes. La visita als tres espais dalinians és també una cita ineludible per als amants de l'art i la cultura. En cada paratge es pot observar, a més de pintures, escultures, dibuixos, hologrames i instal·lacions mecàniques, un món captivador i oníric que no deixa indiferent. La ruta del Triangle Dalinià ofereix al visitant una percepció àmplia de l'univers de Dalí que pot conduir-lo a aprofundir en la simbologia, el pensament i la realitat de l'artista empordanès.

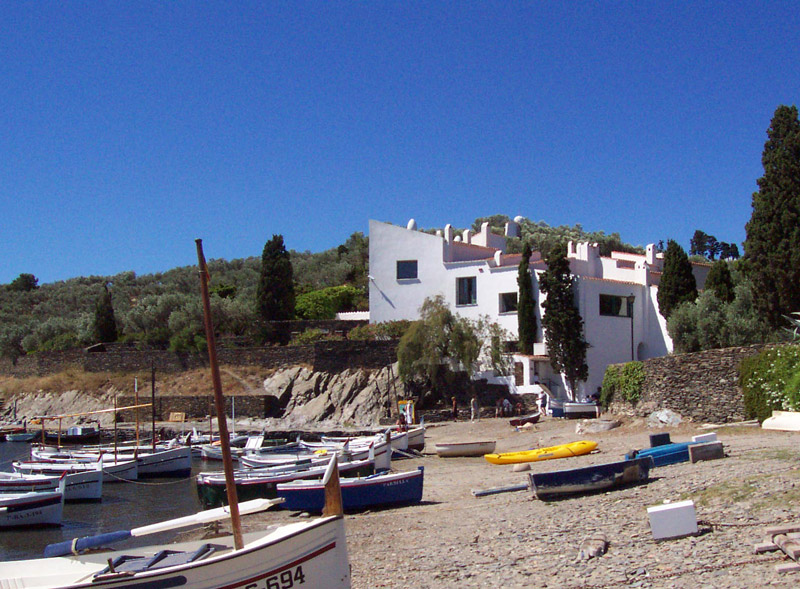
Casa Museu Salvador Dali a Port Lligat

#### Teatre-Museu Dalí
El Teatre-Museu Dalí de Figueres, inaugurat el 1974, va ser construït sobre les restes de l'antic teatre municipal de Figueres i compta amb un ampli ventall d'obres que descriuen la trajectòria artística de Salvador Dalí, des de les seves primeres experiències artístiques i les seves creacions en el surrealisme, fins a les obres dels últims anys de la seva vida.

#### Casa-Museu de Salvador Dalí
La casa-taller de Salvador Dalí a Portlligat és lloc de visita indispensable per conèixer bé l'univers del pintor. La Casa-Museu està situada a la badia de Portlligat, al nord de Cadaqués, el poble on Dalí va passar llargues temporades durant la seva infància i joventut, envoltat del paisatge i la llum que el van inspirar i que sempre va reflectir en les seves pintures. La casa està formada per un conjunt de cases de pescadors, comprades en etapes diferents, que Gala i Dalí van estructurar i configurar de forma laberíntica, i van decorar al llarg de quaranta anys, des de 1930 fins als anys setanta. Dins la casa es pot visitar el taller del pintor, la biblioteca, les sales on transcorria la seva vida privada i la zona del jardí i la piscina.

#### Casa-Museu Castell de Gala Dalí
El Castell de Gala-Dalí de Púbol —que durant els anys setanta va ser la residència de l'esposa del pintor i a principis dels vuitanta també la de l'artista— és, des de 1996, la Casa-Museu Castell Gala Dalí. A l'interior s'hi poden veure les pintures i els dibuixos que Dalí va regalar a Gala perquè els exposés al castell, a més de les escultures d'elefants que decoren el jardí, una col·lecció de vestits d'alta costura de Gala, el mobiliari i nombrosos objectes que van utilitzar per decorar ells mateixos el castell.

## Festes tradicionals i populars
Algunes són celebracions insòlites d'origen medieval i d'altres provenen d'antigues tradicions de gran arrelament entre la població on moltes segueixen el calendari litúrgic demostrant que havien sigut terres força devotes. A més dels Carnestoltes, les Cavalcades de Reis, les Revetlles de Sant Joan, les Diades de Sant Jordi, les Processons de Quaresma i les Mostres de Pessebres i Diorames (a Sant Feliu de Guíxols i Calonge), també s'hi troben:

### Litúrgia tradicional vivent

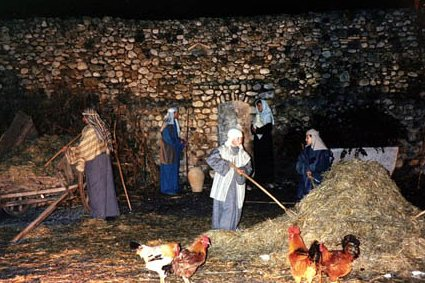
Pessebre vivent de Bàscara

El treball de moltes persones que no estalvien ni mitjans ni esforços per a reproduir en una evocació plàstica els esdeveniments lligats als principals esdeveniments de la vida de Jesús.

#### Pessebres vivents
Pessebre vivent de Bàscara: En un paisatge generós amb penya - segats, fonts i coves naturals, una singular vegetació i regat per les aigües del riu Fluvià. Des de 1973.
- Pessebre vivent de Castell d'Aro: el més antic de Catalunya, guardonat amb la Creu de Sant Jordi, recorregut adaptat al nucli antic del poble i al Barri de la Coma.

#### Via Crucis vivents
El Via Crucis vivent de Sant Hilari Sacalm: Des de fa més de tres segles, Sant Hilari Sacalm celebra el seu viacrucis vivent, conservant la tradició processional transmetent-la de pares a fills, i s'ha convertit en una manifestació popular tan important que fins i tot ultrapassa la seva geografia. La seva història està documentada d'uns 270 anys, però abans de 1731 ja se celebraven processons en les quals es representaven personatges de l'Evangeli com Maria Magdalena, Maria de Betània o Maria la "pecadora". Divendres Sant.

### Danses, balls i cants tradicionals
La dansa forma part de la cultura d'un poble i és una de les maneres d'expressar-la. Cantar i ballar són manifestacions primàries de la mateixa identitat, ja que segueixen la trajectòria d'esdeveniments històrics.

#### Aplecs

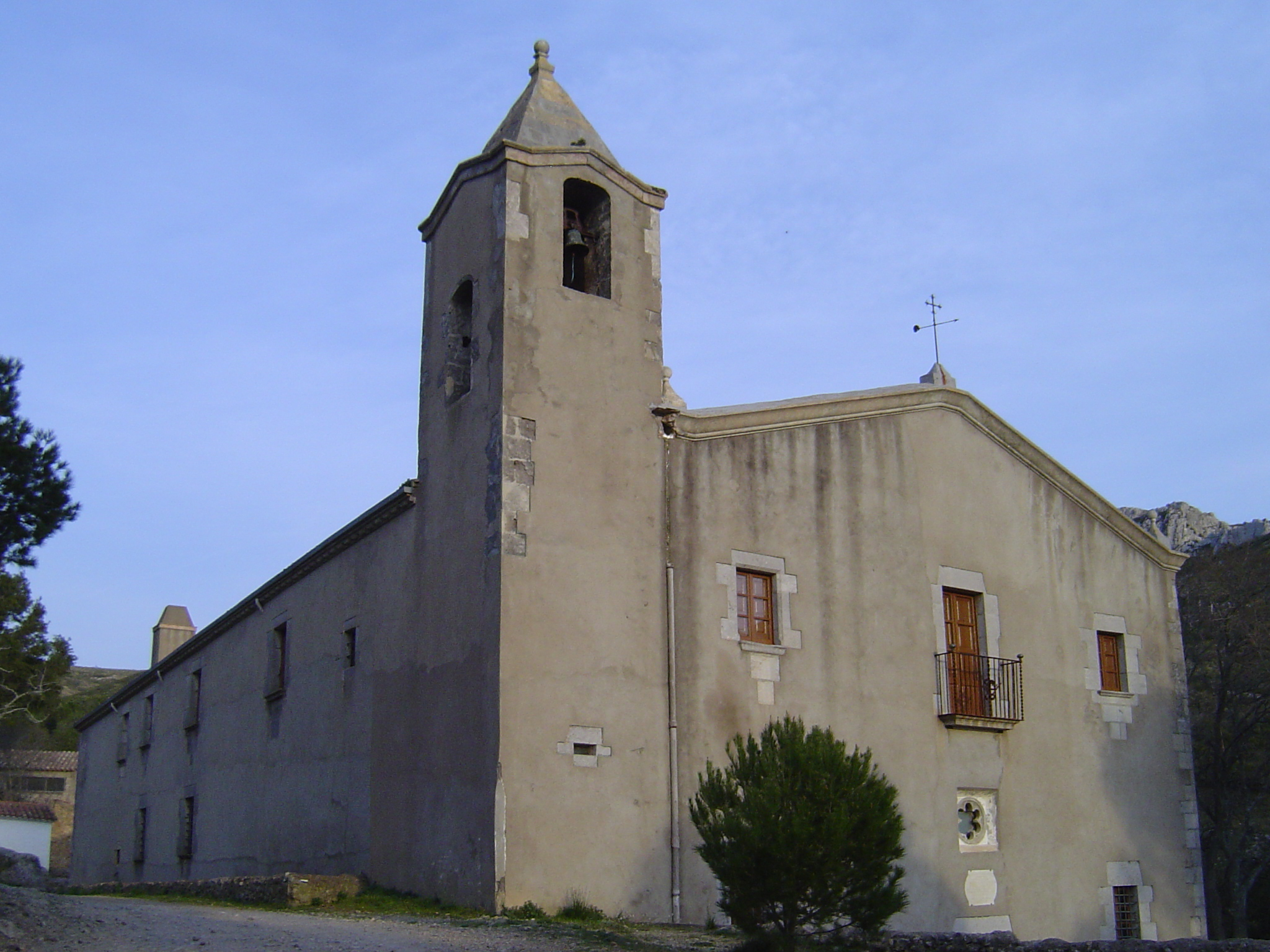
Ermita de Santa Caterina a Torroella de Montgrí

- Aplec de Sant Maurici a Caldes de Malavella: cada 22 de setembre es puja a l'ermita de Sant Maurici, on es pot visitar el Castell de la Malavella, l'ermita del Sant, ballar sardanes i gaudir de la natura, tot dinant. La tradició curiosa és el ball de l'Hereu Riera, antiga dansa que ballen els joves de la vila vestits a l'antiga amb faixa, barretina i espardenyes de betes, per tal de disputar-se les pubilles més maques tot ballant.
- Aplec de Sant Sebastià a Caldes de Malavella: cada 20 de gener, missa solemne, sardanes i l'única oportunitat anual de veure l'interior de l'ermita de Sant Sebastià (resta tancada la resta de l'any).
- Aplec de Santa Bàrbara a Anglès: cada segon diumenge de maig,
- Aplec de Santa Brígida a Amer: el primer diumenge de febrer, encara que els actes ja comencen el dia abans, dissabte. El diumenge té lloc el tradicional Concurs Mundial de Xiulet de Cargolina, la proclamació dels Ermitans de Santa Brígida, missa solemne, concurs i lliurament de premis de lloances, audició de sardanes i per acabar es canta el Cant dels Adéus.
- Aplec del Sol Ixent, a Cadaqués: tots els anys el primer de gener de l'any, en benvinguda col·lectiva s'espera i contempla el primer raig de sol de l'any. Es va celebrar per primer cop l'any 1990 al Cap de Creus. Ballada de sardanes i xocolatada popular.
- Aplec de l'Ermita de Santa Caterina (Torroella de Montgrí): el tercer diumenge de novembre, té una connotació festiva i lúdica, tot i que l'aspecte religiós hi és molt present. De bon matí els peregrins tot just arribar a l'ermita de Santa Caterina toquen la campana i encenen ciris tot demanant la protecció de la santa. També és tradició llençar monedes a la petita capella que hi ha prop o fer un donatiu al "Manelet", una imatge estirada del Nen o anar al pou de l'ermita que segons conta la tradició és el lloc d'on venen els infants i no com es diu actualment de Paris o portats per una cigonya. Després de la missa solemne hi ha el dinar que tots els peregrins han portat de casa. A continuació els més ben preparats tenen costum d'apropar-se fins al Castell de Montgrí.
- Aplec del Vilar a Blanes: cada dimarts de Pasqua des de 1609 en el Santuari de la Mare de Déu del Vilar, tradicional aplec amb missa, dinar de germanor i sardanes.

#### Balls i danses
- Ball del Tortell a Esponellà: Esponellà celebra la Festa de la Candelera (dissabte següent al 2 de febrer) al voltant del Ball del Tortell, una dansa del segle xvi que té com protagonistes a les pabordesses i als tortells, bunyols i rams de cintes.

- Ball de les Almorratxes i Festa de Santa Cristina a Lloret de Mar: Per Santa Cristina el 24 de juliol, la Processó Marítima i el Ball de Plaça de les Almorratxes, són els actes principals de la festa major d'estiu d'aquesta població. Els homes duen "almorratxes" uns cànters de vidre amb molts de brocs i sovint amb guarnits de diferents colors o amb flors, que serveix per tenir-hi aigua perfumada. Les almorratxes servien antigament per designar a les donzelles que havien de ballar tirant-los aquesta aigua d'olors pel damunt. En l'actualitat, a la tercera part del ball, els nois vessen al peu de les autoritats - antic senyal d'homenatge- l'aigua perfumada de les almorratxes i després ofereixen el vas a les noies. Però elles, en memòria de la llegenda local d'un àrab ric que volia ballar amb una cristiana, rebutgen l'almorratxa i la llencen a terra. Diuen que si el vas es trenca - cosa que s'escau sovint- la noia es casarà dins l'any següent.

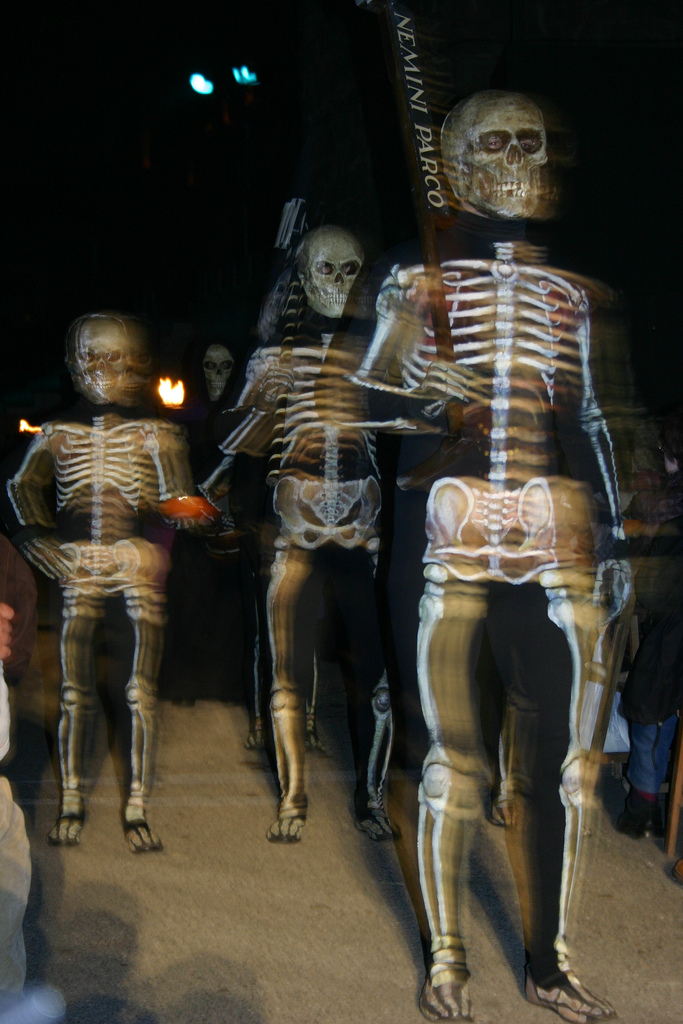
Dansa de la Mort a Verges

- Dansa de la mort a Verges: Verges és l'única població que conserva viva una tipologia de Dansa de la Mort, reminiscència de ritus ancestrals de culte als difunts. Aquest tipus de dansa macabra està molt associat a les epidèmies de pesta negra que van assolar Europa entre els segles XIV i XVII. La Dansa de la Mort indica el pas del temps, el pas inexorable d'un temps que mena tots els homes (rics o pobres, nobles o pagesos) a la mort; una mort a la qual la pesta, les guerres i la mortalitat infantil ajudaren a adquirir una personalitat real entre els habitants europeus d'aquell període, que gairebé sentien com respirava al seu costat. Per a ells, el cristianisme era el triomf sobre la mort. En aquesta dansa, cinc esquelets salten al so d'un tabal, col·locats en forma de creu i amb un seguici de quatre personatges més, els quals, amb torxes, il·luminen el quadre i hi aporten l'aire tètric que hi dona sentit. Dins dels actes del Divendres Sant de la Processó de Setmana Santa, a la Quaresma.

- Toquen a córrer. Ses Nou Sardanes a Tossa de Mar: Tradició local que commemora una llegenda que es remunta a l'època medieval i que consisteix en una mena de ball o galop típic fent el recorregut d'anada i tornada pel carrer del Socors. Primer dissabte de juliol.

#### Cantades d'havaneres
Esdeveniment musical en entorns de platja, en què la protagonista és l'havanera cantada.

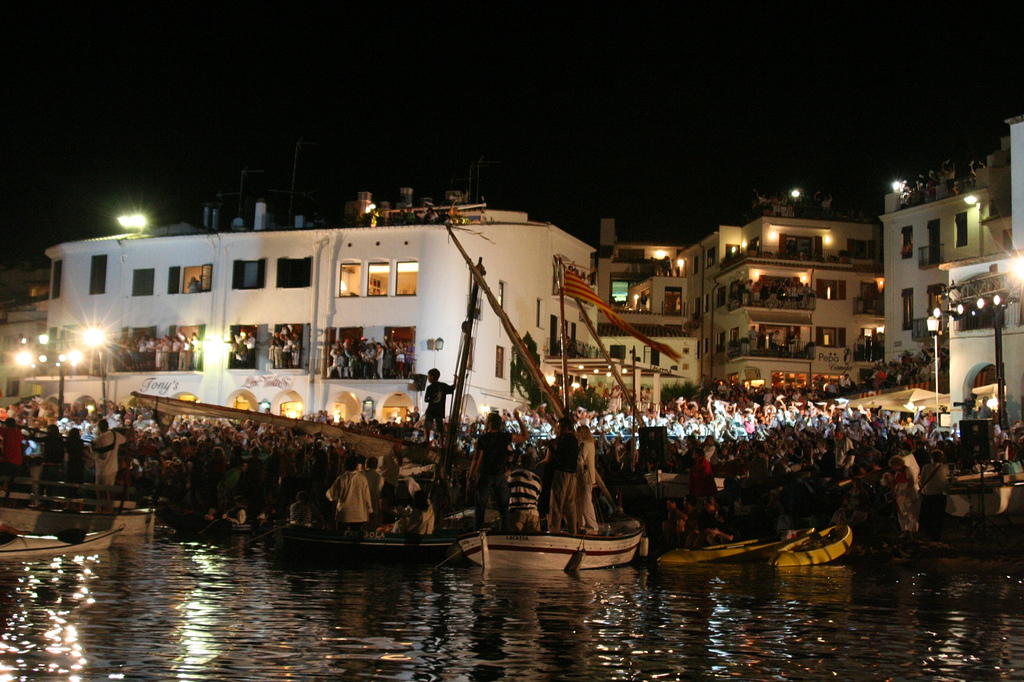
Calella de Palafrugell - Havaneres

- Cantada d'Havaneres a Begur: primer dissabte del mes de juliol
- Cantada d'Havaneres a Cadaqués: primer dissabte de setembre
- Cantada d'Havaneres a Calella de Palafrugell: des de 1966, cada primer dissabte del mes de juliol a la platja de Port Bo.
- Cantada d'Havaneres a Castell-Platja d'Aro: segon dissabte del mes de juliol, a la platja de Cavall Bernat.
- Cantada d'Havaneres a Castelló d'Empúries: últim dissabte de juliol a la Plaça dels Homes.
- Cantada d'Havaneres a l'Escala: primer dissabte d'agost, a la Platja de les Barques.
- Cantada d'Havaneres a l'Estartit: últim dissabte de juliol, a la Platgeta
- Cantada d'Havaneres a Llafranc: primer dissabte del mes d'agost.
- Cantada d'Havaneres a Llançà: voltants de Sant Joan al Port de Llançà
- Mostra de l'Havanera Catalana a Palamós: Cada dia 14 d'agost (32 edicions)

#### Goigs i caramelles
Les caramelles són cançons populars que canten les colles i els goigs, de caràcter exclusivament religiós, són les caramelles més antigues.
- Cantada de Goigs i Caramelles a Caldes de Malavella: per Setmana Santa, el dia del Via Crucis, el Divendres Sant.
- Cantada de Caramelles a la Bisbal d'Empordà: per Setmana Santa, el dia abans del Diumenge de Pasqua.

### Catifes de flors
En moltes poblacions, la processó de Corpus i el seu seguici festiu, passen per sobre de catifes de flors que diferents persones i associacions han preparat setmanes abans, però també fora d'aquest calendari s'hi troben aquestes manifestacions.
- Corpus Christi, Catifes de Flors a Tossa de Mar: Festa religiosa que se celebra el dia de Corpus amb concurs i elaboració de catifes de flors i altars, als carrers del centre de la vila.
- Girona Temps de Flors: En els carrers, carrerons, patis, jardins i monuments del Barri Vell de Girona, un excepcional esclat floral d'imaginatius treballs transformen petits i grans racons omplint-los de colors, aromes i bellesa.
- Festival Flors i Violes de Palafrugell: Una dotzena de patis palafrugellencs plens de flors, s'obren al públic al llarg del primer cap de setmana de maig per acollir una fusió de música de tots els estils, exposicions i degustacions gastronòmiques.
- Festa de les Enramades d'Arbúcies: Concurs de catifes de flors naturals al llarg de la vuitena de Corpus (juny) se celebren, per barris, les Enramades, una festa tradicional que es remunta al segle xvi.

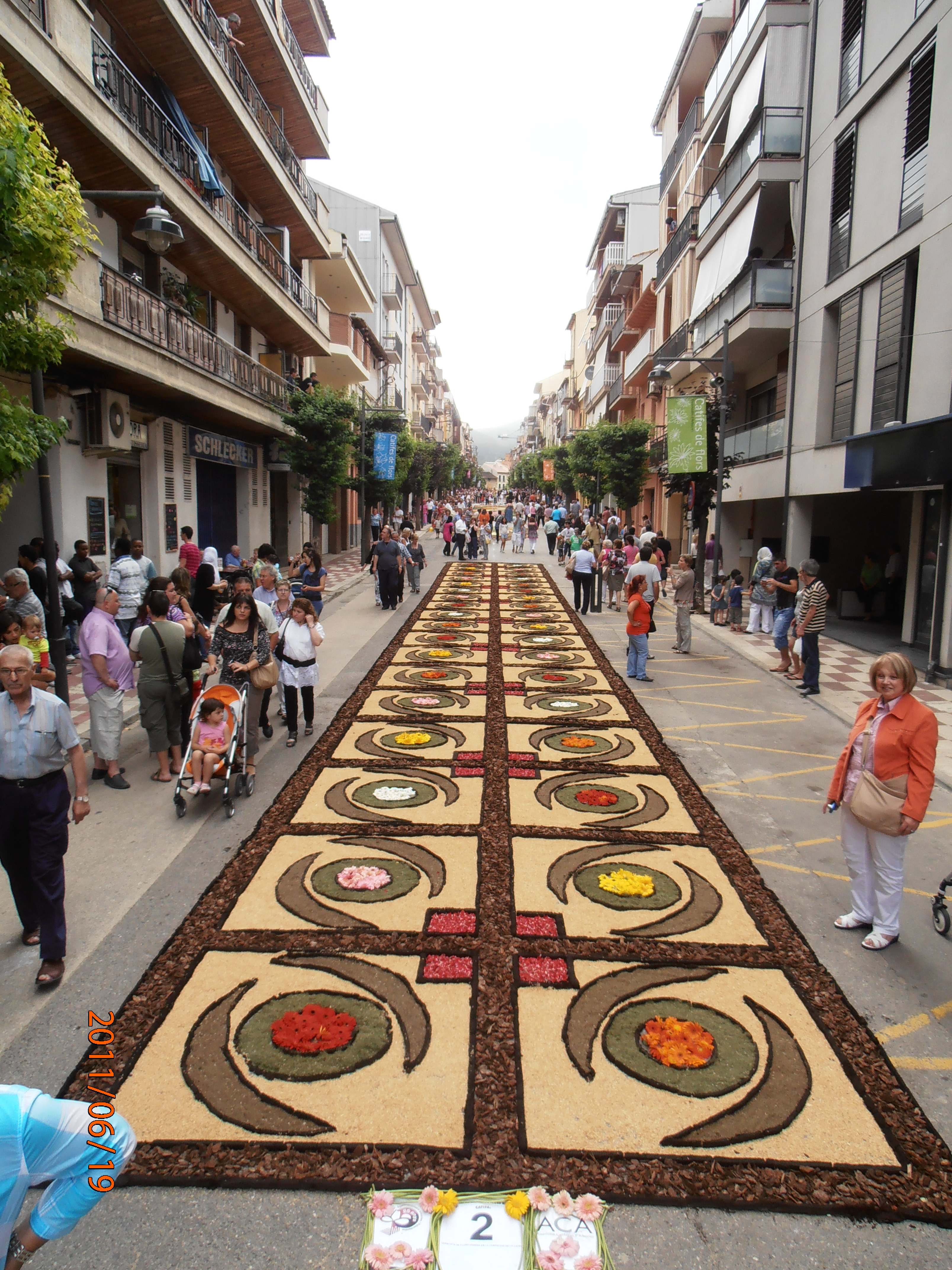
Festa de les Enramades a Arbúcies

- L'Estartit en Flor i Roses Flors: En el mateix període que a Arbúcies, a l'Estartit i Roses, amb exhibició, concurs i benedicció de catifes florals, pels carrers del centre de la vila.

### Personatges populars

#### El Pelegrí de Tossa
Per Sant Sebastià a Tossa de Mar, cada 20 de gener, una processó silenciosa recorre el trajecte entre Tossa de Mar i Santa Coloma de Farners, per a complir el vot ancestral que va lliurar a Tossa de la pesta.

#### El Tarlà, a Girona
En l'època en què la pesta era una de les pors col·lectives de la població, per les seves mortals conseqüències, un petit brot de la terrible epidèmia es manifestà en el carrer Argenteria de Girona (on es trobaven els joiers de la ciutat). Per evitar els possibles contagis a la resta de la ciutat, el carrer fou posat en quarantena i tancat pels seus dos extrems. Durant el temps que els veïns es van veure obligats a viure aïllats, sense poder sortir als altres barris, les llargues hores de tristesa i avorriment foren amenitzades per l'actuació d'un personatge popular anomenat el Tarlà, que feia el saltimbanqui per la meitat del carrer, com un acròbata de circ. Per recordar al simpàtic personatge, es construí un ninot que, penjat en una barra giratòria, imitava les piruetes del seu antecessor de carn i os. A Girona es penja el 23 d'abril per la Diada de Sant Jordi i el 28 d'agost per Sant Agustí. La figura del Tarlà es convertí en un símbol estimat pels gironins pel seu caràcter alegre i sense protocol i ha sigut sempre a Girona símbol de festa i diversió.

#### La Carbonera de Forallac
La carbonera s'ha convertit amb els anys en tota una festa per als veïns del municipi de Forallac i de la resta de les contrades. El que va començar en un primer moment sent una activitat de marcat caràcter pedagògic i antropològic, a la vegada que lúdic, ha esdevingut un dels actes festius i culturals més singulars del municipi. La pila s'encén pels volts del 12 d'octubre i al llarg d'aquests dies sempre hi ha un carboner dia i nit, que vetlla perquè la combustió sigui la correcta. Molt semblant, també té lloc a Sant Llorenç de la Muga (Alt Empordà) però a principis de març.

#### Torna Serrallonga a Sant Hilari Sacalm
Celebració que recorda la figura d'un heroi romàntic i un dels mites populars més importants de la Catalunya Vella: en Joan Sala i Ferrer, àlies Serrallonga, un dels més grans bandolers catalans. Tercer cap de setmana de setembre.

### Festes tradicionals
Festa de l'Aniversari i Fira de Sant Martí a Amer Dins de la Festa de l'Aniversari de la vila, a la Plaça porxada s'instal·la la Fira de Sant Martí, que en el passat era una de les fires de bestiar més importants de Girona, actualment podem trobar parades d'artesania i de productes típics d'Amer: cistells, pipes fetes amb rabasses de bruc, mel, torrons d'avellana, dolços típics d'Amer i embotits. I al matí se celebra un Concurs de Torradors de Castanyes.
Festa del Batre de Fonteta-Forallac Organitzada per l'Associació d'Amics del Cau dels Pins en col·laboració amb l'Ajuntament, es desenvolupa en tres parts, que corresponen a la plantada (desembre), la sega (juny) i el batre (darreria de juliol). Els tres processos es fan de manera manual o bé amb eines d'època, i respecten al màxim la tradició. Tot i que el plat fort de la festa correspon a la batuda i a la construcció del paller, la plantada i la sega obtenen poc a poc més atenció.
Festa del flabiol d'Arbúcies A la Plaça de la Vila d'Arbúcies i voltants, festa on se celebren xerrades, col·loquis, tallers, concerts, balls i audicions que giren al voltant de la música de flautí i el bombo. Últim cap de setmana d'octubre.
Festa Medieval d'Hostalric Hostalric es converteixi en una vila medieval amb un gran mercat, personatges i activitats pròpies d'aquelles dates. Amb això, també es pretén commemorar l'esplendor del passat medieval del municipi, el qual era cap i centre de tot l'extens vescomtat de Cabrera. Falconeria, toxofília, espectacles itinerants, demostració d'oficis de tradició medieval, parades de productes artesanals i naturals, tren turístic de les zones d'aparcament fins al mercat, jornades de portes obertes al patrimoni arquitectònic local i visites guiades són les activitats d'aquesta festa medieval. El cap de setmana de Setmana Santa.
Festa de la Pela del Suro a Llofriu, Palafrugell El dissabte abans de Sant Joan, el petit poble medieval de Llofriu, prop de Palafrugell, organitza la “Festa de la Pela del Suro“. Tot el dia, els artesans demostren la seva mestria als voltants de l'església del poble.
Festes de Primavera a Palafrugell Carnaval. Festes nascudes l'any 1962 a Palafrugell arran de la prohibició de celebrar el carnaval. El punt culminant és la rua carnavalesca anomenada Carrusel Costa Brava que se celebra el darrer dia. Són festes del cicle de la Pasqua Florida (dilluns després de la primera lluna plena de primavera).
Festa Reviu la Història dels Setges Napoleònics de Girona Jornada d'activitats diverses al voltant dels fets històrics esdevinguts a la ciutat de Girona durant l'època napoleònica i la Guerra del Francès. Als voltants de l'onze de setembre.
Festa de la Sal de l'Escala La Festa de la Sal de l'Escala és una festa de recuperació històrica de l'ús de la sal i de la vida dels pescadors el segle xviii. Representació d'oficis d'època relacionats amb la pesca i arribada del vaixell de la sal. Tercer dissabte de setembre.
Festa del Segar i el Batre de Celrà Organitzada pels Amics de la Torre Desvern a Celrà han organitzat, entorn de la Torre Desvern, és l'esdeveniment que vol recopilar aquelles tradicions oblidades que es vivien entorn les feines del camp. Principis de juliol.
Festa de l'Arbre i Ball del Cornut de Cornellà de Terri Declarada festa tradicional d'interès nacional. El dilluns de Pasqua es planta a la plaça Major de Cornellà del Terri l'arbre més alt que hi ha al poble. Un cop net, se li posa un ornament a la part superior. El Ball del Cornut es remunta a temps immemorials i pren la coreografia i la música del Costumari de Joan Amades. Pot estar relacionat amb manifestacions per obtenir bones collites o també amb l'alegria del poble per la fi del feudalisme i els "mals usos".
Trobada de Barques de Vela Llatina a Cadaqués Recuperació a Cadaqués, de la forma tradicional de navegar amb Vela Llatina per la Mediterrània. Tercer diumenge d'agost.

## Gastronomia

### Distintius d'origen i qualitat agroalimentària
Els distintius d'origen i de qualitat agroalimentària que tenen relació amb la Costa Brava són els següents: 
Denominació d'Origen
Denominació d'Origen EmpordàLa formen determinats termes municipals principalment de la comarca de l'Alt Empordà i també del Baix Empordà.
Es pot dir que el vi ajuda a enfortir el patrimoni cultural i que uneix la gastronomia, el paisatge i l'oci. L'Empordà, bressol cultural del vi, amb els seus paratges i parcs naturals, n'és la certesa. L'Empordà té una Ruta del Vi composta per vint-i-quatre cellers, amb hotels, restaurants, bars de vi, tractaments de vinoteràpia i empreses d'activitats relacionades.
D'ençà de l'establiment de les primeres colònies gregues, l'Empordà, una de les regions vitivinícoles més antigues del món, ha viscut diverses etapes de glòria. Tothom espera que la darrera ja no s'estronqui mai més, com la bóta de Sant Ferriol. Al setembre del 2005, Robert Parker, el gurú dels vins més influent del món, va posar l'Empordà al mapa vinícola mundial quan, al seu The Wine Advocate, va escriure: «Quin descobriment, aquests magnífics vins de la Denominació d'Origen Empordà. Podria ser el pròxim Priorat?».
El paisatge de l'Empordà és tan mediterrani que els antics pagesos ja van decidir posar oliveres a la plana i construir feixes de paret seca enfilades per a la vinya. I va ser així durant mil anys i durant mil més, encara que glacés, que les llevantades fossin torrencials o que la tramuntana espolsés el blat madur. Les millors vinyes de tot l'Empordà s'enfilen en feixes de paret seca pensades per aguantar la terra i l'erosió.
La DO Empordà ocupa 2.020 hectàrees de vinya de l'Alt i el Baix Empordà. Hi ha 423 viticultors i 45 cellers inscrits al Consell Regulador. El 2013, la producció estimada de vi emparat per la DO ronda els 50.000 hectolitres, que representen un total de 3,5 milions d'ampolles anuals.
Denominacions d'origen protegides
Oli de l'EmpordàEls olivets de la carretera de l'Escala evoquen els camps d'oliveres de Grècia. Potser era la intenció quan van desembarcar els grecs a Empúries el 580 aC i van convertir tot el territori en una fàbrica d'oli d'oliva, en el gran trull de la Mediterrània. El 2008 va néixer la Denominació d'Origen Protegida Oli de l'Empordà, caracteritzada per tres varietats d'olivera autòctona: argudell, corivell i verdal (llei de Cadaqués). També s'hi conrea l'arbequina, reputada internacionalment. El consell regulador vol potenciar les varietats autòctones, de les quals destaca l'argudell, que el Diccionari Català-Valencià-Balear defineix com "la millor per a la producció d'oli, que dona en gran abundància". La Denominació d'Origen la formen determinats termes municipals de les comarques de l'Alt i el Baix Empordà, el Gironès i el Pla de l'Estany.
Indicacions Geogràfiques ProtegidesLa fruita és molt popular. La Poma de Girona ha estat reconeguda per la Unió Europea amb una indicació geogràfica protegida (IGP), i tenen molta anomenada les pomes de Sant Pere Pescador i les de Torroella de Montgrí. O les cireres de Llers i Terrades, o les avellanes de la Selva.
Poma de GironaLa formen tots els termes municipals de les comarques de la Selva, l'Alt i el Baix Empordà, el Gironès i el Pla de l'Estany. Les condicions edafoclimàtiques específiques d'aquesta zona confereixen a les pomes les seves característiques diferencials.
Indicacions geogràfiquesRatafia Catalana

### Associacions Gastronòmiques

#### Grup Gastronòmic del Pla de L'Estany
El Grup Gastronòmic del Pla de l'Estany, creat al febrer del 2004, neix com una colla mixta de cuiners i productors. De fet, la majoria dels seus membres són productors: mana, doncs, el producte. Els restaurants que pertanyen a aquest col·lectiu volen ser un pont entre el productor i el mercat. El grup és obert a tots els restaurants de la comarca, als quals s'exigeix implicació en els actes que organitza el col·lectiu, així com incloure a la carta alguna de les matèries primeres dels socis productors. A cavall entre la Garrotxa, l'Empordà i el Gironès, el Pla de l'Estany té una producció agropecuària molt potent. De fet, el porc i l'aviram hi són dues produccions de gran vigor, i alguns municipis del Pla de l'Estany estan inscrits a la DO Oli d'Empordà. Cal destacar també els fesols menuts o banyolins, els alls de Banyoles, la mel de Crespià, les carbasses d'Esponellà o dolços com les tortades i les cansalades. El col·lectiu organitza les jornades Juny Gastronòmic des de l'any 2005, i col·labora activament a les fires comarcals de la mel, de l'all i de la carbassa. Els membres del grup, a més, tenen sempre molt present la necessitat de cooperar amb la societat civil mitjançant l'organització de xerrades, mostres, tasts i actes destinats a promoure la comarca.

#### Girona Bons Fogons
La denominació Girona Bons Fogons és una de les més antigues. A començament dels anys vuitanta del segle xx, tres cavallers de l'hostaleria van plantejar la necessitat de crear un col·lectiu de cuiners. Girona Bons Fogons va ser inspirat pel visionari Juli Lara i Bosch que, mort al maig del 1989, fou el primer president del Gremi d'Hostaleria de les comarques gironines, juntament amb el també traspassat Xevi Teixidó, de Casa Marieta, i Antoni Gómez. L'actual col·lectiu, però, no es constitueix fins a finals del 2007: l'integren restaurants del Gironès, el Pla de l'Estany i la Selva, alguns amb estrelles Michelin, units pel desig compartit de promoure -amb voluntat d'innovació- el receptari tradicional de la ciutat i del producte de les comarques gironines, del qual el Mercat del Lleó és el gran centre de distribució de la producció agropecuària i pesquera de qualitat. L'altre objectiu del grup és potenciar Girona i la rodalia com a destinació gastronòmica. Els restaurants membres són alhora agremiats a l'Associació d'Hostaleria de Girona i Radial.

#### Joves Cuiners de Girona
L'Associació Joves Cuiners neix d'una trobada improvisada dels joves cuiners fundadors que té lloc a Vic el 1999, en el marc del primer Fòrum Gastronòmic. A partir d'aleshores, aquests professionals es comencen a reunir en tertúlies gastronòmiques per parlar de com fer i promoure una cuina amb personalitat, que busqui l'equilibri entre la cuina tradicional catalana i les noves tendències i que, alhora, presti una atenció especial a les matèries primeres. Finalment, el 2004 es constitueixen com a associació. El col·lectiu, format per propietaris de restaurants, l'integren establiments de l'Empordà, la Selva, el Gironès i el Pla de l'Estany. Els seus components han fet gires i viatges al Japó i a Lió i han participat en nombroses activitats institucionals. El 10 d'octubre del 2007, però, Joves Cuiners viu el moment de glòria més important de la seva història quan té ocasió de cuinar els tastets de la primera de les quatre Nits Sonar, el primer àpat oficial ofert per Catalunya a la Fira del Llibre de Frankfurt.

#### Cuina de l'Empordanet
La Cuina de l'Empordanet, el col·lectiu de cuiners més veterà i reconegut del país, neix el 1983 al voltant dels restaurants més dinamics de l'Associació d'Hostaleria Costa Brava Centre, amb la voluntat, aleshores, d'impulsar la mostra Cuina de l'Empordanet. Una vegada que el model de mostra d'un sol dia i amb una oferta de plats inabastable perd interès, el grup comença a promoure cicles monogràfics. Així, el febrer de 1992 sorgeix la Garoinada, la primera gran campanya monogràfica i de temporada i, alhora, la més popular. El 1995, finalment, la Cuina de l'Empordanet es constitueix com a entitat autònoma amb uns estatus propis i l'objectiu de promocionar la qualitat gastronòmica del territori entre el públic consumidor, el sector periodístic i també entre els turoperadors internacionals, i identificar l'Empordà com una destinació gastronòmica de primera magnitud. Els seus components viuen un moment culminant el 1997, quan organitzen la campanya "Pla, plat a plat" en commemoració del centenari del naixement de Josep Pla. Gràcies al menú planià i els banquets inspirats en l'obra de l'escriptor de Llofriu que ofereix durant tot l'Any Pla, el col·lectiu aconsegueix ressò nacional, estatal i internacional.
A banda de l'ús del receptari tradicional empordanès, per versionar-lo o no, i de la projecció de tot el que va menjar l'escriptor Josep Pla, aquest col·lectiu ha fet una aposta decidida pels productes de l'horta en col·laboració amb els pagesos de la comarca. Als seus plats hi ha una presència volguda de nap negre, fesols de l'ull ros, escarola de cabell d'àngel, bitxo de Girona, de color verd clar, molt apte per a amanides i per serrar en vinagre, tomata de pera, carbassó verd o albergínia bonica. El dinamisme del grup l'ha dut també a promoure, ja des del seu naixement, dues col·leccions importants de llibres de cuina, que ja han arribat a la desena de volums.

#### La Cuina del Vent
El col·lectiu Cuina del Vent pertany a l'única comarca del Principat que comparteix els paisatges dels Pirineus i de la Costa Brava. Nascut el 2004 sota el paraigua de l'Associació d'Hostaleria de l'Alt Empordà, el formen catorze restaurants, algun també amb estrelles Michelin. Per ser-ne membre cal complir una sèrie de requisits, entre els quals destaca la voluntat de defensar el producte empordanès i de mantenir la tradició de la seva cuina, sense renunciar a la innovació. Es tracta en resum, de treballar amb esperit empordanès.
Com tots els col·lectius, Cuina del Vent surt a l'estranger a promoure Catalunya i l'Empordà, però els seus components volen anar més enllà de la promoció turística: així doncs, busquen intercanvis de coneixements i experiències amb els grups acollidors del país on es fa la promoció, però també l'autorealització.
La recerca de la matèria primera local els ha portat a relacionar-se amb els productors de la comarca, com ara fructicultors especialitzats en cirera de Terrades, mestres formatgers, hortolans o fabricants d'embotits. De fet, l'Alt Empordà és una de les comarques del país més riques i puixants en el terreny agroalimentari. A més de les prestigioses denominacions d'origen d'oli i vi i de la IGP Poma de Girona, la comarca té a favor seu la ceba de Figueres, la cirera de Terrades o el meló de Vilanova de la Muga, així com una producció pesquera molt important en la qual les confraries de Roses, Llançà i el Port de la Selva tenen un paper destacat, així com una gran part de la producció vitivinícola de la D.O. Empordà.

### Altres col·lectius de cuiners
Uns objectius molt més delimitats, especialment pel que fa a calendari i el territori, marquen altres col·lectius de cuiners. Inspirats pels col·lectius de cuina més consolidats, alguns dels nous col·lectius neix amb la voluntat d'emmirallar-s'hi, amb l'objectiu de créixer i amb l'ambició de formar un grup fort, reconegut i present a tot arreu.

#### Club de Gastronomia del Gironès
A començament del 2007, el Consell Comarcal impulsa el Club de Gastronomia del Gironès perquè considera rellevant i necessari promoure el turisme i la gastronomia de la zona. El punt de partida del col·lectiu és un estudi encarregat el 2006 que defineix la cuina de la comarca i n'identifica els principals productes i les receptes més representatives. La cuina del Gironès s'inspira en el receptari tradicional i treballa amb matèries primeres provinents de la fructicultura -Poma de Girona- i l'horta -les ribes del Ter de Santa Eugènia, Salt, Sant Gregori i Bescanó- així com d'un sector carni molt potent, especialment pel que fa a la vedella i al porc, i que incorpora una gamma extensa d'embotits. En aquest club, emparat pel Consell Comarcal del Gironès, conviuen restaurants i productors. No paguen quotes, però se'ls exigeix una relació qualitat-preu apta per al turisme familiar que es vol atraure.

#### El Plat Blau
L'objectiu de l'Associació de Restaurants de la Badia El Plat Blau, és la promoció conjunta de la gastronomia de Palamós i de Calonge i de Sant Antoni amb la col·laboració de la Confraria de Pescadors de Palamós i dels ajuntaments respectius. El grup organitza tres campanyes anuals: el Menú de la Gamba, el Menú de l'Escamarlà i el Menú de l'Olla de Peix.

#### La Cuina Termal
Una desena de cuiners empesos per la voluntat de recuperar la cuina de Caldes de Malavella, basada històricament en les qualitats de les aigües termals, ja tenen embastat un nou col·lectiu. Aquests professionals recorden encara ara les llargues cues que s'havien de fer antigament per omplir garrafes amb l'aigua de la mina, que usaven per coure els llegums. El col·lectiu professa, doncs, la cuina tradicional, però, alhora, vol posar al dia el receptari clàssic i no limitar-se només a una cocció perfecta dels llegums amb aigua tel·lúrica.

### Principals campanyes gastronòmiques

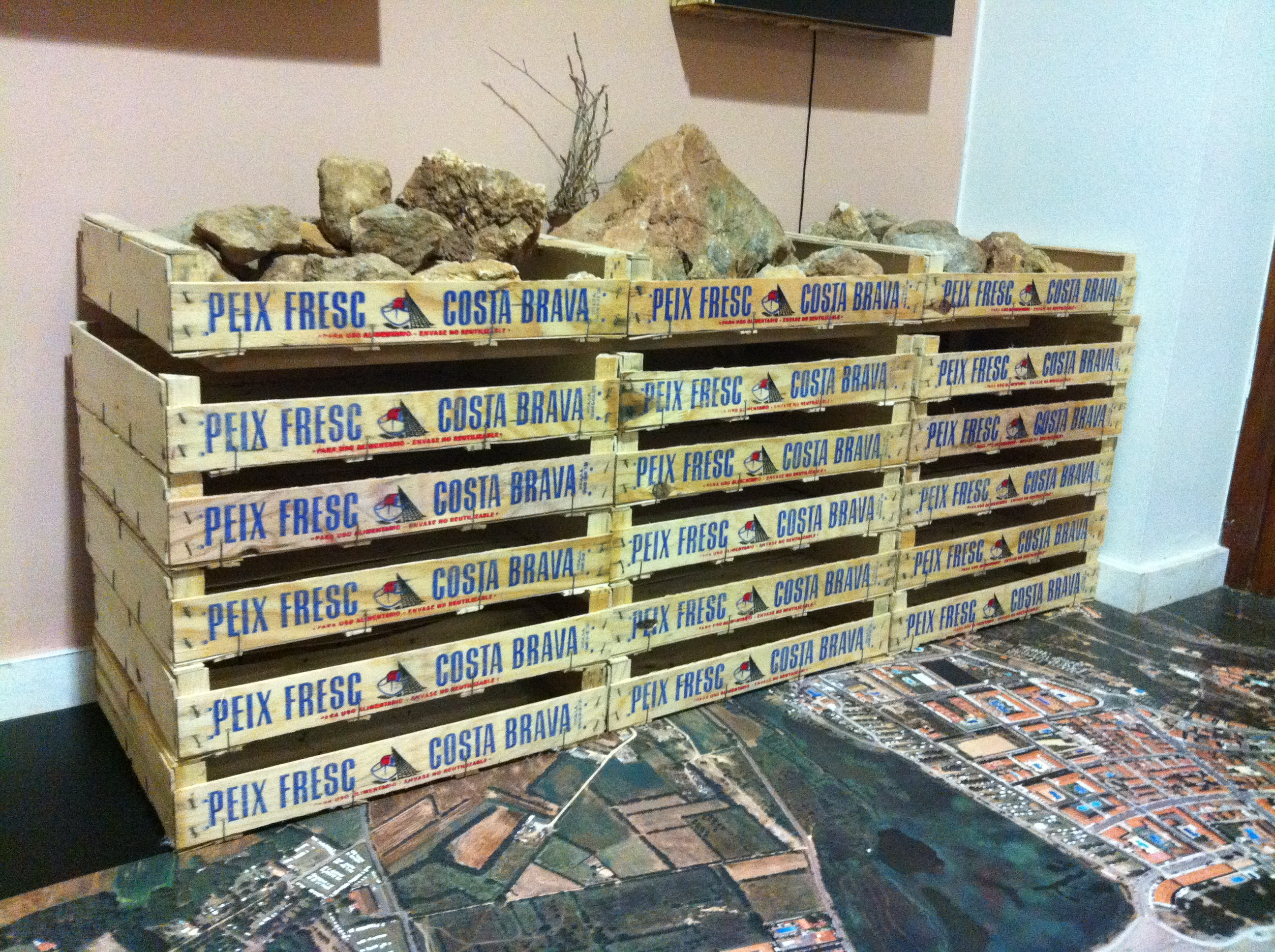
Caixes de Peix Fresc de la Costa Brava al Museu de la Mediterrània.

| - Gener: - La Garoinada: Palafrugell (Baix Empordà) - El Menú de l'Olla de Peix: Calonge - Sant Antoni i Palamós (Baix Empordà) - Jornades Gastronòmiques de la Caça: Cassà de la Selva i Llagostera (Gironès) - Cuina de l'Escurat: Llagostera (Gironès). Jornades amb l'objectiu d'oferir menús assequibles i potenciar productes tradicionals i de qualitat. - Febrer: - La Cuina de Roses a Ritme de Carnaval: Roses (Alt Empordà) - La Garoinada: Palafrugell (Baix Empordà) - El Menú de l'Olla de Peix: Calonge - Sant Antoni i Palamós (Baix Empordà) - Jornades Gastronòmiques de la Caça: Cassà de la Selva i Llagostera (Gironès) - Cuina de l'Escurat: Llagostera (Gironès) - Fòrum Gastronòmic: Girona (Gironès) - Març: - Mostra de Cuina del Port de la Selva: El Port de la Selva (Alt Empordà) - Bacallà per Setmana Santa: A Banyoles (Pla de l'Estany) - Pals i la Cuina de l'Arròs: Pals (Baix Empordà) - La Garoinada: Palafrugell (Baix Empordà) - Cuina de Mercat: Sant Feliu de Guíxols (Baix Empordà) - El Menú de l'Olla de Peix: Calonge - Sant Antoni i Palamós (Baix Empordà) - Setmana Gastronòmica Gironina: Girona (Gironès). Per tastar els millors plats de la gastronomia gironina. Propostes gastronòmiques amb cuina tradicional casolana, catalana i cuina més creativa. Maridatge de vins i caves. - Jornades Gastronòmiques de la caça: Cassà de la Selva i Llagostera (Gironès) - Jornades Gastronòmiques de Quaresma: Arbúcies (Selva) - Ranxo de Vidreres: A Vidreres (Selva). Totes les festivitats tenen el seu menjar típic, però hi ha casos en què el menjar adquireix protagonisme propi i es converteix en una festa, sovint multitudinària. Un bon exemple d'aquesta afirmació és el Ranxo de Vidreres, que es prepara amb les aportacions en espècie de tot el poble i se serveix calent a la plaça a l'hora d'esmorzar. Dimarts de Carnestoltes. - Cuina de Pasqua: Sant Hilari Sacalm (Selva). - Jornades Gastronòmiques La Cuina del Porc: La Cellera de Ter (Selva). - Abril: - Mostra Gastronòmica del Conill: Vilafant (Alt Empordà). - Bacallà per Setmana Santa: A Banyoles (Pla de l'Estany) - Pals i la Cuina de l'Arròs: Pals (Baix Empordà). - La Cuina del Mar: Tossa de Mar (Selva) - Jornades Gastronòmiques de l'Arròs: Lloret de Mar (Selva) - Jornades Gastronòmiques de Quaresma: Arbúcies (Selva) - Jornades Gastronòmiques de l'horta i el cargol: Arbúcies (Selva) - Maig: - Remena'm la Cirera: des de Terrades (Alt Empordà) - Jornades Gastronòmiques Triumvirat Mediterrani: A l'Escala (Alt Empordà). Jornades que es fan als restaurants que hi vulguin participar i que consta de l'elaboració d'uns menús i plats fets amb ingredients existents a l'època greca i romana. - Jornada del Peix de Roca: Begur (Baix Empordà) - La Cuina de l'Horta: Peratallada (Baix Empordà) - Menú de la Gamba: Calonge - Sant Antoni i Palamós (Baix Empordà) - Jornades Gastronòmiques del Peix Blau Ganxó: Sant Feliu de Guíxols (Baix Empordà) - Cuina de Festa Major: Cassà de la Selva i Llagostera (Gironès) - La Cuina del Mar: Tossa de Mar (Selva) - Juny: - Remena'm la Cirera: des de Terrades (Alt Empordà) - Peix de Palangre: Llançà (Alt Empordà). El producte a oferir es el peix de palangre i s'ofereix també unes visites guiades en barca. - Suquet de Roses: Roses (Alt Empordà) - Roses Flors: Roses (Alt Empordà) - Setmana del Cargol de Punxes: l'Escala (Alt Empordà) Jornades organitzades conjuntament amb la Confraria de Pescadors de l'Escala, on el plat estrella és el Cargol Punxenc. - Juny Gastronòmic: Banyoles (Pla de l'Estany). Sota el lema caràcter natural els restaurants del Grup Gastronòmic ofereixen menús amb plats elaborats amb productes naturals i de qualitat de la comarca i que formen part de la cistella de productes del Grup. - Tastets de Mar, la Clova: Torroella de Montgrí – l'Estartit (Baix Empordà) - Menú de la Gamba: Calonge - Sant Antoni i Palamós (Baix Empordà) - Jornades Gastronòmiques del Peix Blau Ganxó: Sant Feliu de Guíxols (Baix Empordà). - Cuina de Mercat: Sant Feliu de Guíxols (Baix Empordà) - Campanya Gastronòmica Fideus a la Cassola: Tossa de Mar (Selva) - Cuina de Pasqua: Sant Hilari Sacalm (Selva). - Cuina de Termal de Primavera: Caldes de Malavella (Selva). - Suquet de Peix Sa Palomera: Blanes (Selva) | - Juliol: - Mostra i Degustació Gastronòmica: Montras (Baix Empordà) - Agost: - Jornades Gastronòmiques de la Tonyina: L'Escala (Alt Empordà) - Gastromusical: l'Escala (Alt Empordà). - Setembre: - Jornades Gastronòmiques de l'All i la Carbassa: Banyoles (Pla de l'Estany) - La Cuina del Aviram: Peratallada (Baix Empordà) - Cuina de Mercat: Sant Feliu de Guíxols (Baix Empordà) - Jornades Gastronòmiques del Cimitomba: Tossa de Mar (Selva). Diversos restaurants de la vila ofereixen un menú especial amb un primer plat, el cim-i-tomba de segon plat, i un postres. Cal dir que hi ha diferents variants del cimitomba i que cada establiment el cuina a la seva manera, per la qual cosa hom pot degustar el mateix plat a diferents establiments i trobar-hi variacions significatives. - Cuina del Bandoler: Sant Hilari Sacalm (Selva) - Gastroart, Fira de Sant Miquel: Hostalric (Selva) - Octubre: - La Cuina de la Castanya i el Bolet: Maçanet de Cabrenys (Alt Empordà) - Setmana Gastronòmica de la Carbassa: Esponellà (Alt Empordà) - Mostra de Gastronomia Empordanesa de Peralada: Peralada (Alt Empordà) - Castanyes a la Platja: l'Escala (Alt Empordà). Caps de setmana. - Festa de l'Anxova: l'Escala (Alt Empordà) - Jornades Gastronòmiques de la Cuina del Suquet: l'Escala (Alt Empordà) - Jornades Gastronòmiques de l'All i la Carbassa: Banyoles (Pla de l'Estany). - Setmana Gastronòmica de l'All: Cornellà del Terri (Pla de l'Estany) - Jornada Gastronòmica de la Poma a la Cuina: Torroella de Montgrí – l'Estartit (Baix Empordà) - La Cuina de l'Aviram: Peratallada (Baix Empordà) - La Cuina de Terrissa: La Bisbal d'Empordà (Baix Empordà). El nexe és la cocció amb recipients de terrissa típics de la comarca. - El menú de l'Escamarlà. El Menú de la Badia: Calonge - Sant Antoni i Palamós (Baix Empordà) - La Cuina del Bolet: Santa Cristina d'Aro (Baix Empordà) - Jornades Gastronòmiques de la Cuina del Bolet: Llagostera (Gironès). - Jornades de Tardor: el Bolet, la Castanya i la Caça: Arbúcies (Selva) - Cuina Termal de Tardor: Caldes de Malavella (Selva) - Fogons de Tardor: Sant Hilari Sacalm (Selva). - Jornades Gastronòmiques de la Cuina de l'Art: Lloret de Mar (Selva) - Novembre: - La Cuina de la Castanya i el Bolet: Maçanet de Cabrenys (Alt Empordà) - Castanyes a la Platja: l'Escala (Alt Empordà). Caps de setmana. - El Platillo de l'Estany: Banyoles (Pla de l'Estany) - Cuina del Caragol: Montràs (Baix Empordà) - El menú de l'Escamarlà. El Menú de la Badia: Calonge - Sant Antoni i Palamós (Baix Empordà) - La Cuina del Bolet: Santa Cristina d'Aro (Baix Empordà) - Fira Tast: Girona (Gironès) - Jornades Gastronòmiques de la Cuina del Bolet: Llagostera (Gironès). - Fogons de Tardor: Sant Hilari Sacalm (Selva). - Jornades de Cuina Medieval: Lloret de Mar (Selva) - Desembre: - Mostra de Cuina de Nadal: l'Escala (Alt Empordà) - El Niu, Plat de Taper: Palafrugell (Baix Empordà) - El menú de l'Escamarlà. El Menú de la Badia: Calonge - Sant Antoni i Palamós (Baix Empordà) - Cuina de Mercat: Sant Feliu de Guíxols (Baix Empordà) |

### Festes tradicionals gastronòmiques
Festa de l'Anxova de l'EscalaA l'Escala, festa que se celebra cada primer diumenge d'octubre on els visitants podran conèixer l'art de la pesca de l'anxova i tastar-ne tantes com es vulgui.
Festa del Cargol a FontcobertaA Fontcoberta, festa en la qual es proposen diverses activitats entorn del cargol. Al mateix temps se celebra una mostra gastronòmica a càrrec dels restaurants de la zona. Primer diumenge de maig.
Festa de la Matança del Porc a La Cellera de TerDes del 1974, a La Cellera de Ter, dona a conèixer de forma popular una feina que la gent de pagès cada any feia puntualment a l'hivern, i que representava la supervivència de la família durant l'any: La matança del porc. Segon diumenge de març.
Fires de l'Oli i de l'Olivera a EspollaTrullaires de la comarca i artesans, a les ubicacions on és més típica la producció de l'oli. Mitjans de gener a Espolla.
Festa del Vi Nou de CalongeEs fan diverses activitats relacionades amb el vi novell, producte tradicional del municipi de Calonge. Durant tot el cap de setmana es fan activitats (conferències, exposicions i altres activitats dintre del programa de la Festa Major de Calonge) però el dia principal de la festa del vi és el diumenge en què es fa l'obertura de les bótes del vi nou i un tast popular. Principis de novembre.
La Xuia a AgullanaA Agullana, festa que coincideix amb la celebració del Carnestoltes, i on s'elaboren i es mengen les tradicionals truites casolanes amb botifarra i cansalada, les anomenades xuies.

## Cinema

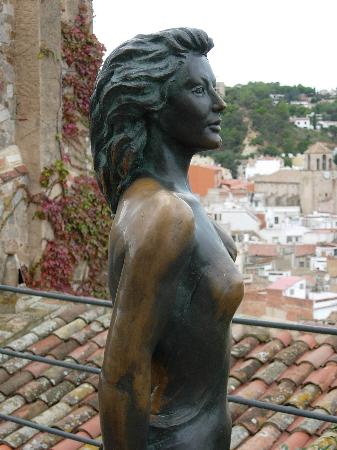
Estàtua d'Ava Gardner a Tossa de Mar

Al llarg de la seva història, la Costa Brava ha estat el lloc de naixement i de residència d'artistes de diverses disciplines. Diverses personalitats polítiques, intel·lectuals i socials han passat a través o s'han mantingut a la Costa Brava, que ha contribuït a transformar i potenciar el seu perfil, tant a casa com a l'estranger.
Artistes i actors, en particular, han contribuït a donar una imatge glamurosa de la zona. Douglas Fairbanks, Elizabeth Taylor, Ava Gardner, Orson Welles, Yves Montand per anomenar-ne uns quants, i tot va aparèixer a la Costa Brava, igual que Marc Chagall, Dani Karavan (escultor del monument a Walter Benjamin a Portbou), Antoni Pitxot i molts altres. Resultats d'un litoral que posseeix bellesa i diversitat, ha sigut bressol d'artistes i personatges de la gastronomia, la música, la literatura i les ciències (Salvador Dalí, Narcís Monturiol, Josep Pla, Josep Mercader i després Jaume Subirós, Alexandre Deulofeu…), i es troba prop de la històrica ciutat de Girona, amb un nucli antic que alberga una gran quantitat de possibilitats visuals plenes de llegendes.
Des dels inicis del cinema, la Costa Brava apareix en moltes pel·lícules, demostrant ser un valor afegit en el foment del seu perfil com a destinació turística. L'atracció de la Costa Brava per als productors locals i directors de cinema de la zona i de Catalunya en general, és perfectament comprensible donada la seva proximitat geogràfica i el seu interès en llocs de tota classe. La primera pel·lícula que s'hi va filmar data del 1914 a Tossa de Mar (Amor de pescadora o Mercedes, la pescadora o La pescadora de Tossa).
Poc abans de l'esclat de la Guerra Civil, una popular figura del cinema nord-americà tria la Costa Brava com a segona residència: Madeleine Carroll. Anglesa de naixement i llançada a la fama mundial gràcies a un reguitzell de films produïts als més importants estudis de Hollywood, quan Miss Carroll va descobrir la Costa Brava molts dels seus racons encara eren verges i potser per aquest motiu va romandre més de trenta-cinc anys al seu castell de Treumal, al terme municipal de Calonge. Madeleine Carroll, una de les pioneres del turisme benestant, va esdevenir una de les grans dames de la Costa Brava en aquells anys abans de l'arribada del turisme de masses i que els productors estrangers descobrissin aquell plató natural. Però l'esclat de la Guerra Civil, el 20 de juliol de 1936, va tallar de soca-rel tots els projectes cinematogràfics que poguessin tenir els productors.
Els anys 50 del segle xx, van ser l'època de més activitat pel que fa al rodatge de pel·lícules estrangeres a l'Estat espanyol, sobretot al litoral gironí. Els productors, a més de descobrir un paradís perdut que oferia grans possibilitats, obtenien tota mena de facilitats per part de les autoritats espanyoles. El tractat amb els Estats Units encara era recent, i al govern de Franco li convenia quedar bé. I molts títols d'aquells anys van donar feina a molta gent en una època difícil: "Salomón y la reina de Saba", "Orgullo y pasión", "Alejandro Magno" o "De repente el último verano", van portar a Espanya noms com Tyrone Power, Frank Sinatra, Cary Grant, Elizabeth Taylor o un encara desconegut Richard Burton. Però fou amb Ava Gardner quan arribà l'escàndol a la Costa Brava. El rodatge de "Pandora y el holandés errante", la primavera de l'any 1950, i la seva posterior publicitat va obrir les portes al turisme foraster quan el film s'estrenà a diferents països d'Europa. L'èxit comercial i l'expectació generada per aquestes produccions, va fer certs i reconeguts, llocs i establiments de la zona a tot el món, anys a partir dels quals la Costa Brava es va distingir pel glamour i la fascinació que despertava entre personatges de mons culturals diversos.
Sant Feliu de Guíxols va ser el lloc més popular a les comarques de Girona per als productors de cinema i el segon més popular a tot Catalunya (després de Barcelona).
Als anys seixanta la Costa Brava va viure una etapa de glamour cinematogràfic i social. Diferents personatges de l'aristocràcia, la realesa, de les finances o del món de l'art escollien aquests indrets per passar-hi les seves vacances: el duc de Windsor, el rei Humberto d'Itàlia, els escriptors Robert Ruark i Truman Capote… Mentrestant, Albert Puig Palau, des de la seva mansió d'estil renaixentista italià ubicada a la platja del Castell (Palamós), continuava sent el generós mecenes dels artistes novells o de les personalitats de Hollywood, com ara Merle Oberon, Robert Taylor o George Hamilton. Cadaqués esdevenia el paradís de la gauche divine -francesa i catalana-, amb la nota sempre surrealista i pintoresca de Salvador Dalí i la seva companya Gala. Ava Gardner, malgrat els anys transcorreguts des del rodatge de Pandora y el Holandés errante, encara era fidel als amics que havia deixat a Palamós i sovintejava les seves visites a Robert Ruark o Albert Puig Palau.
Als anys seixanta el litoral gironí continua essent plató de cinema, encara que no necessàriament de grans superproduccions nord-americanes o angleses. Els anys de les figures rellevants com Gardner, Taylor, Orson Welles o Anne Baxter ja havien passat, però alguns productors, ara majoritàriament espanyols, encara aprofitaven el nostre paisatge. La platja de la Conca segueix essent escenari de fantasies orientals o productes destinats a un públic juvenil: La isla Misteriosa i Dos años de vacaciones podrien ser-ne un exemple.
Durant tres estius consecutius un desconegut -per a nosaltres- escriptor nord-americà va escollir la tranquil·la vila de Palamós per esbossar un projecte literari que poc temps després esdevindria el relat més escruixidor d'aquella dècada: ''A sang freda''.
Truman Capote i el seu secretari-amant eren assidus convidats a les festes que el seu col·lega Robert Ruark -aleshores escriptor d'un notable prestigi- organitzava a la seva finca d'es Monestrí, a la platja de Sant Antoni de Calonge.
Robert Ruark havia fondejat a Palamós, uns anys abans, aconsellat per l'actriu Madeleine Carroll, establerta uns quilòmetres més avall. La finca de Ruark, comprada gràcies als drets cinematogràfics de la seva novel·la Algo de valor, era el punt de trobada de les figures del món del cinema que en aquella època visitaven la Costa Brava.
En els setanta, després de la mort del general Franco, desapareix aquella censura que durant quaranta anys va perjudicar greument la indústria cinematogràfica del país. Pel que fa al cinema a la Costa Brava proliferen les pel·lícules batejades com de destape. S'estrenen una gran quantitat de pel·lícules produïdes a l'Estat espanyol amb una càrrega d'escenes de llit i exposició gratuïta de carnassa humana. Moltes d'aquestes pel·lícules no passen del consum nacional. Però també foren anys de força activitat a la Costa Brava pel que fa a la filmació de pel·lícules, fins i tot amb alguna figura mítica com Kirk Douglas o els directors Ken Russell i Joseph Losey.
Els anys vuitanta van tenir un percentatge molt fluix de filmacions a les comarques gironines. Pel que fa als productors ja no els interessen gaire aquests racons, a bastament saturats de turistes i de blocs d'apartaments, que enterboleixen el paisatge. Però, malgrat haver deixat de ser plató de cinema, una figura mítica del Hollywood de l'època daurada va fer estada professional a la costa gironina: Anthony Quinn. Durant unes setmanes, l'any 1988 Quinn va compartir amigables xerrades amb Modest Cuixart, admirant l'obra del desaparegut artista establert a l'Empordanet des de principis dels anys setanta. Anthony Quinn va rodar una bona part del film Man of passion a l'estudi de Cuixart, a Palafrugell.

## Distincions turístiques
Cinc poblacions de la Costa Brava gaudeixen de la consideració de destinació de turisme familiar: Lloret de Mar, Calonge-Sant Antoni, Roses, Blanes i Torroella de Montgrí – L'Estartit.
Les Destinacions de Turisme Esportiu de l'àrea són Lloret de Mar (ciclisme, futbol, atletisme i esports col·lectius) i Castelló d'Empúries – Empuriabrava (paracaigudisme i futbol) al litoral i Banyoles – Pla de l'Estany (rem, piragüisme en aigües braves, natació, ciclisme, BTT, running i triatló) a l'interior.
La Costa Brava compta amb 17 ports esportius i dues estacions nàutiques, la de L'Estartit i les Illes Medes i la de la Badia de Palamós i Sant Antoni de Calonge.